# Fontaines d'Aix-en-Provence
Aix-en-Provence est souvent appelée « la ville aux mille fontaines » ou la « Ville d'eaux ». On dénombre cependant officiellement environ 250 fontaines publiques et privées dans le centre-ville d'Aix ce qui, sur environ 3 km2, représente une des plus grandes concentrations de fontaines en Europe. La plupart font à présent partie de l'espace privé. Certaines ayant existé depuis l'époque romaine ne sont plus visibles aujourd'hui.
Cet article recense les principales fontaines du centre-ville historique visibles ou/et accessibles depuis l'espace public et, par extension, quelques-unes ailleurs dans la commune d'Aix.
Un circuit de dix fontaines principales est proposé par le centre de tourisme d'Aix-en-Provence. Ces dix fontaines choisies sont la Fontaine de la Rotonde, la Fontaine Pascal, la Fontaine des Thermes Sextius, la Fontaine Espéluque, la Fontaine de l'Hôtel de Ville, la Fontaine de la Place d'Albertas, Fontaine du Roi René, la Fontaine d'eau chaude (dite «Fontaine Moussue»), la Fontaine des Quatre-Dauphins et la Fontaine des Neuf-Canons.

## Liste de fontaines par quartier
Voici une sélection non-exhaustive de quelques fontaines de la commune d'Aix-en-Provence, par quartier:

### Rotonde-Mirabeau

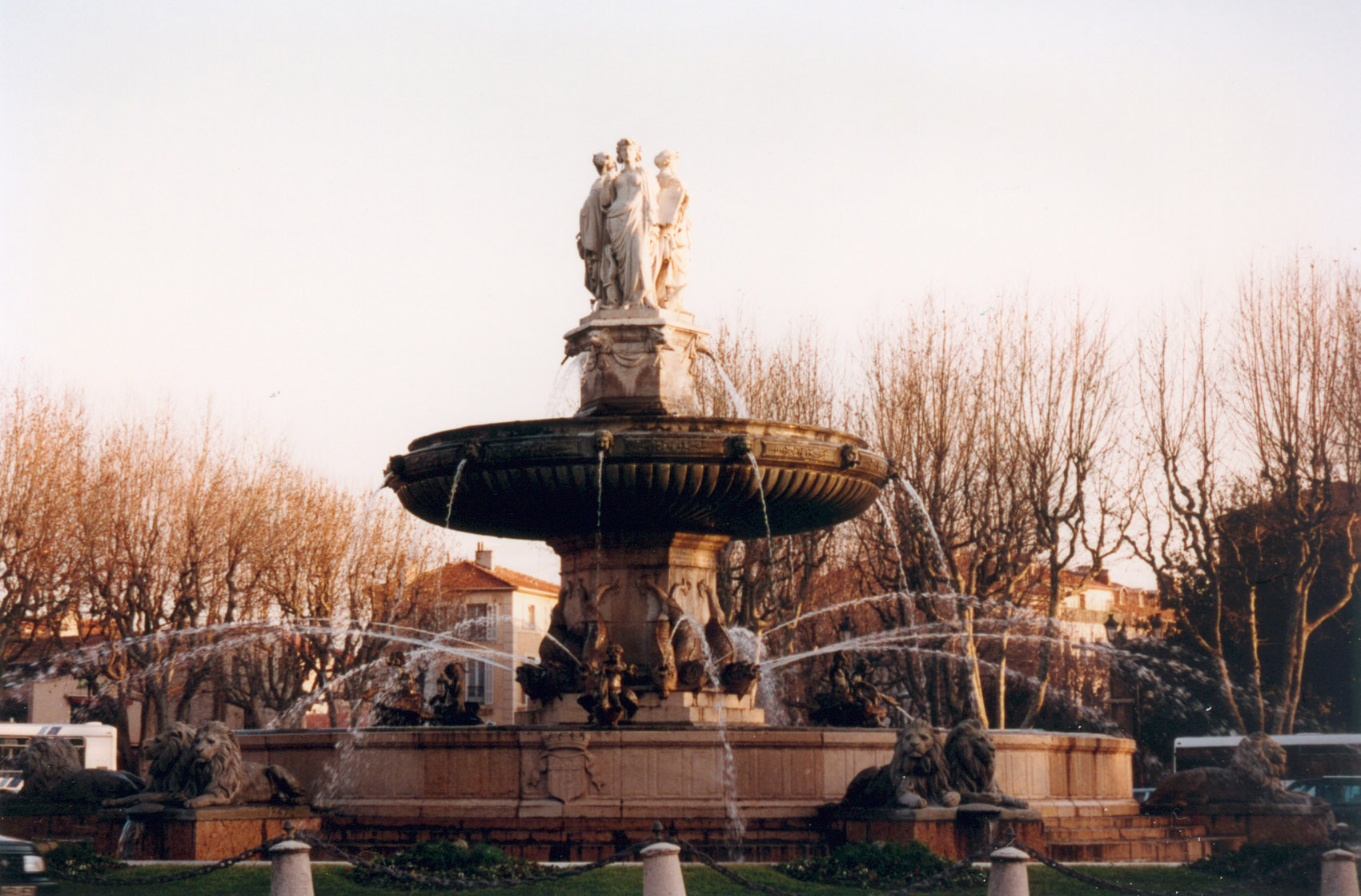
Fontaine de la Rotonde, construite en 1860
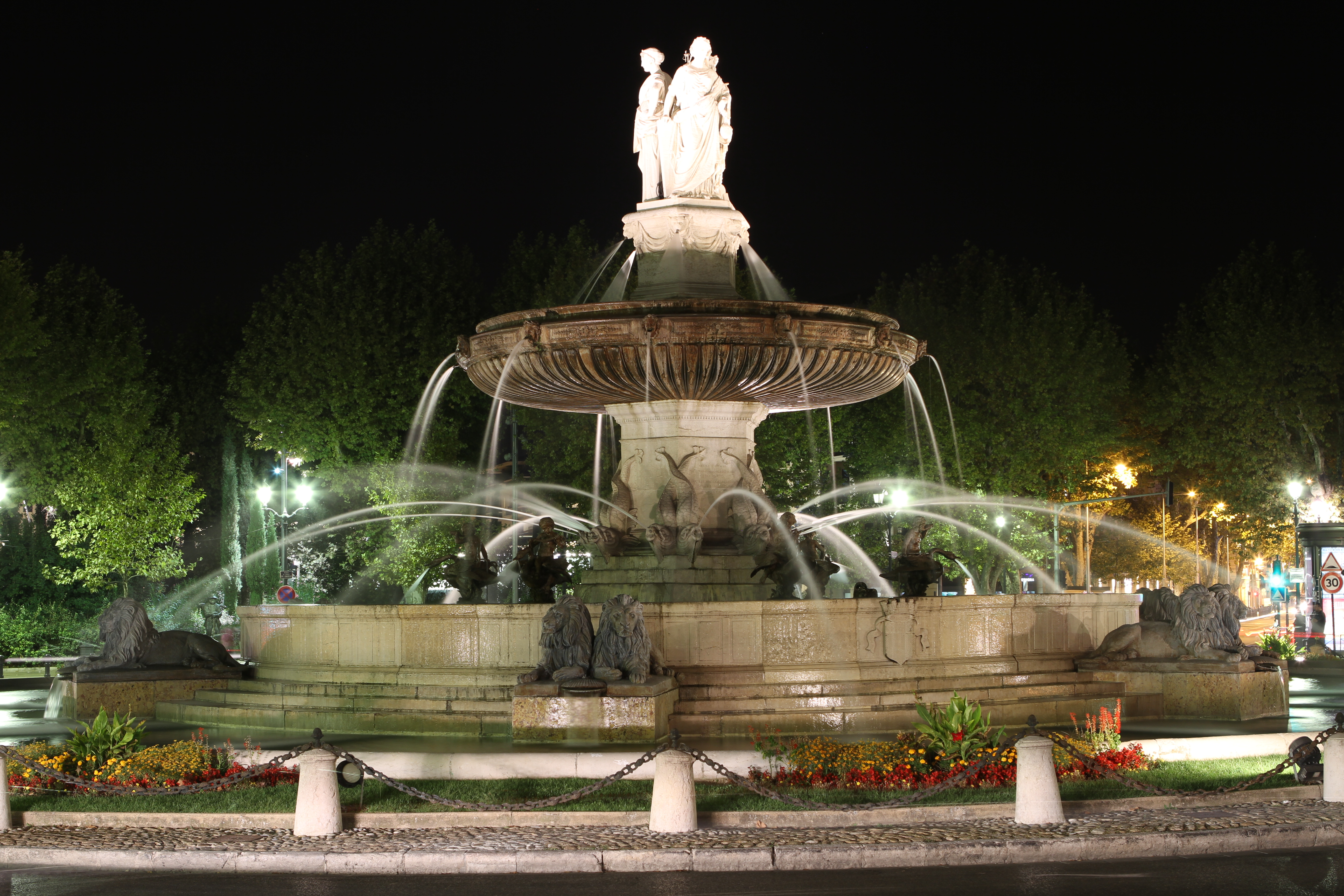
Fontaine de la Rotonde de nuit
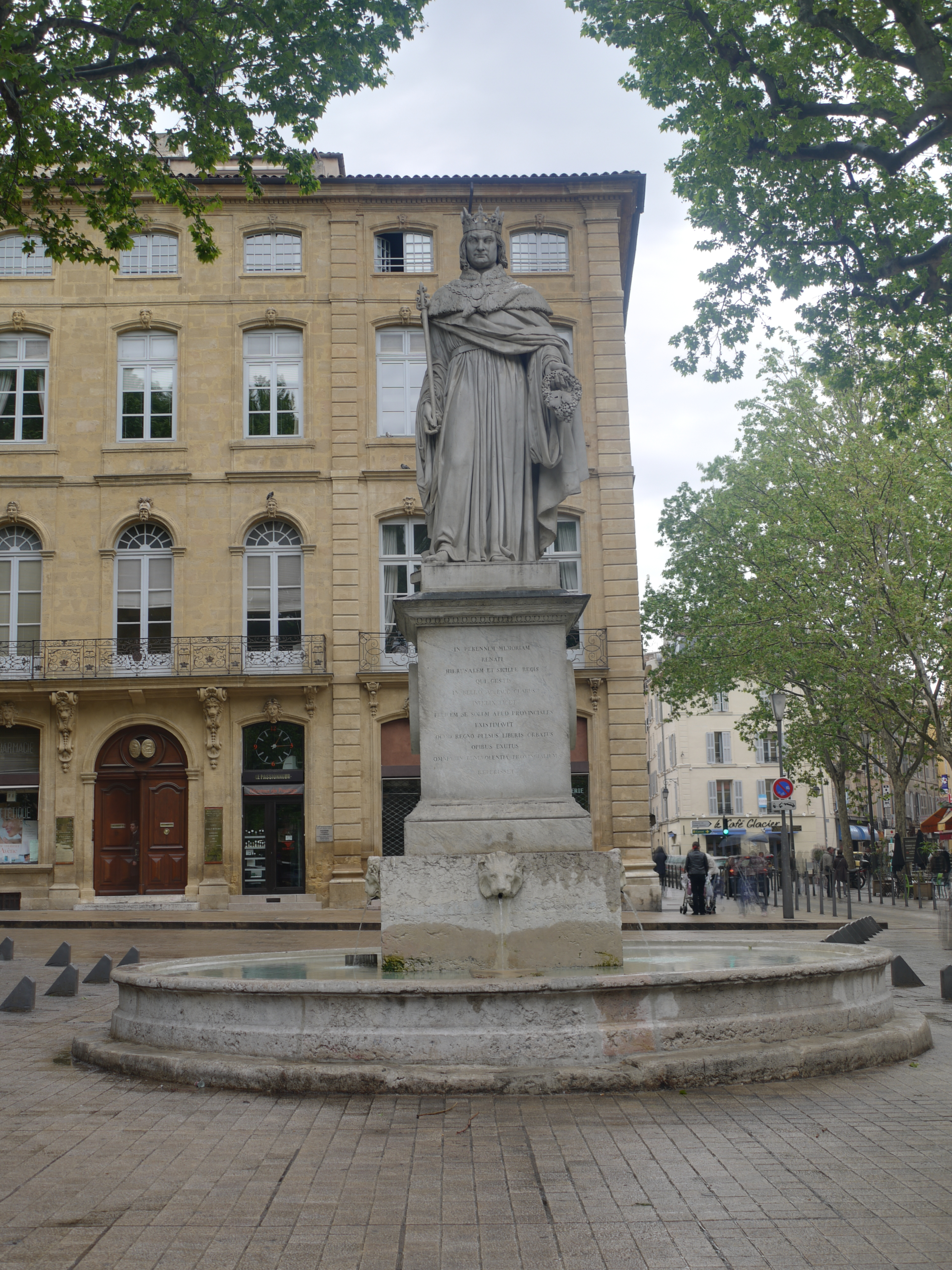
Statue et fontaine du Roi René - Cours Mirabeau
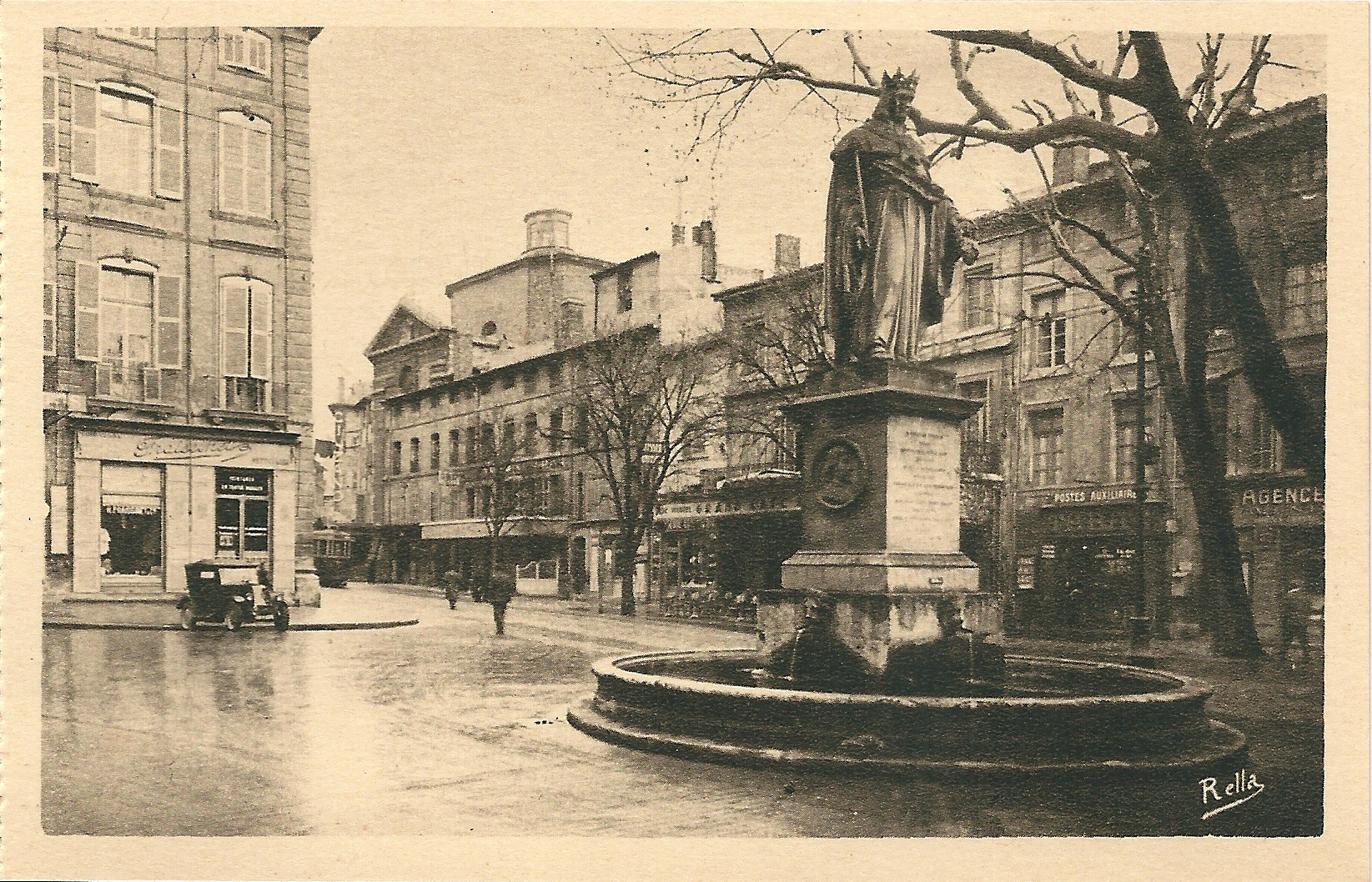
Fontaine et statue du Roi René, v.1930
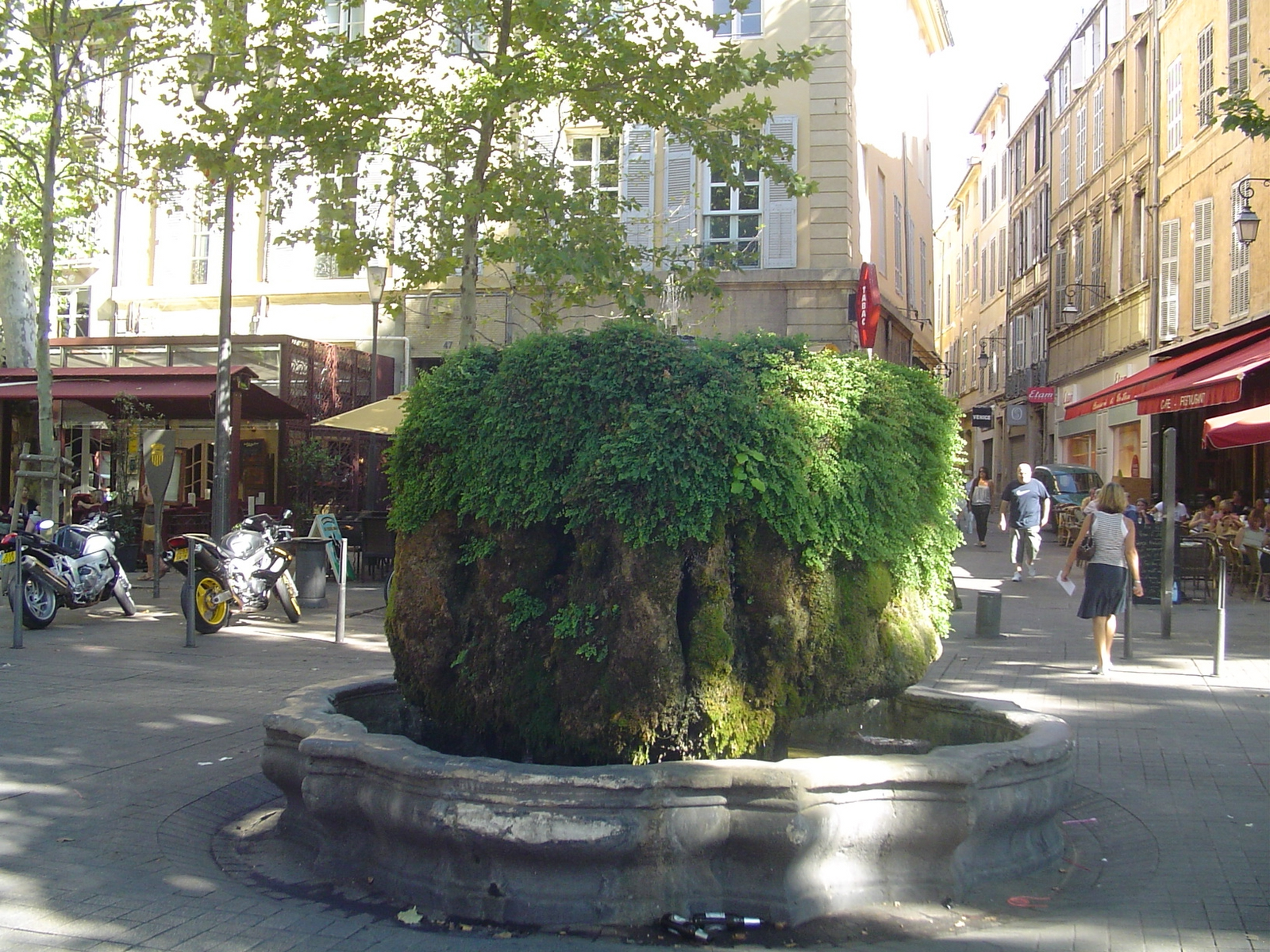
« Fontaine Moussue », Cours Mirabeau
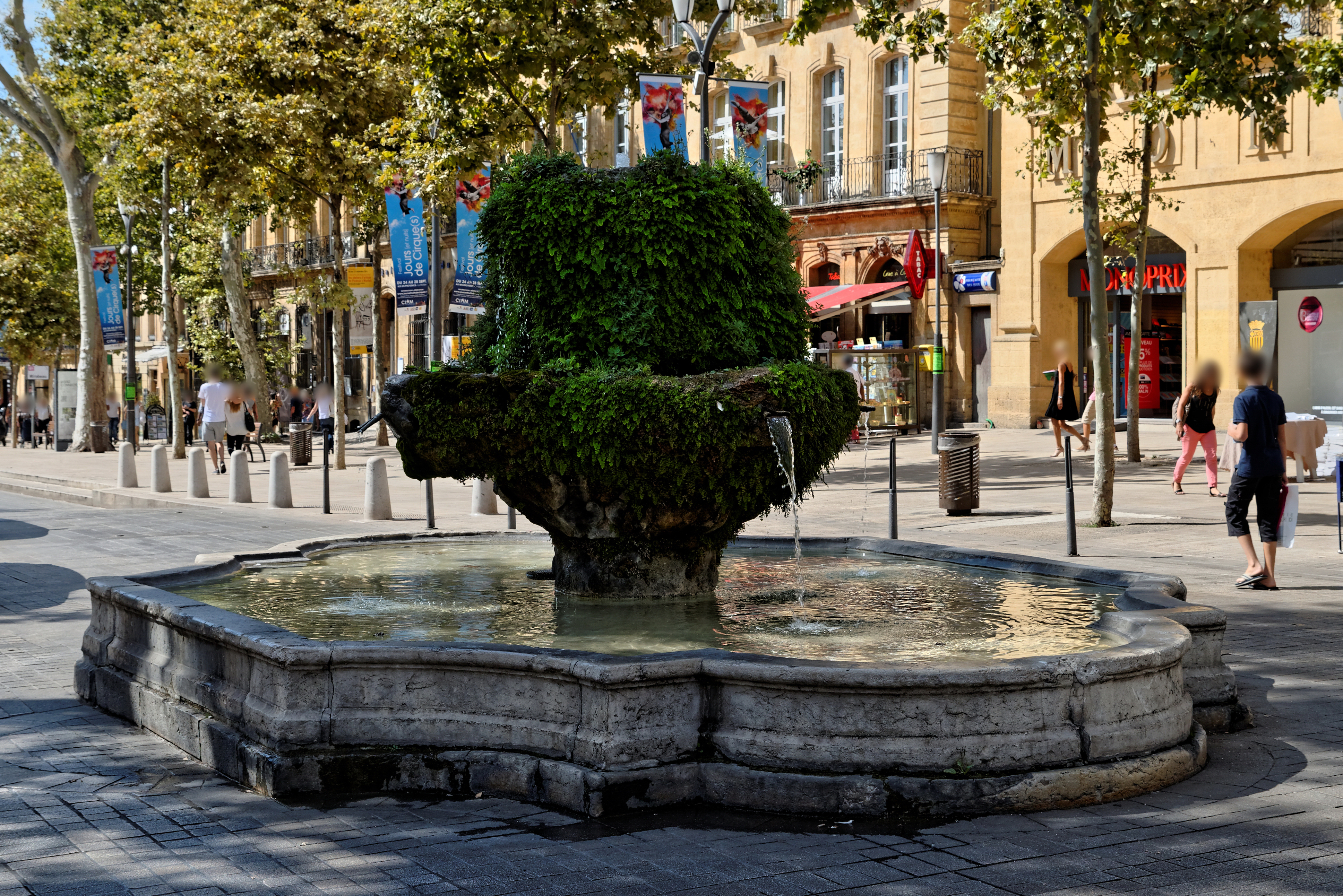
Fontaine des Neuf-Canons
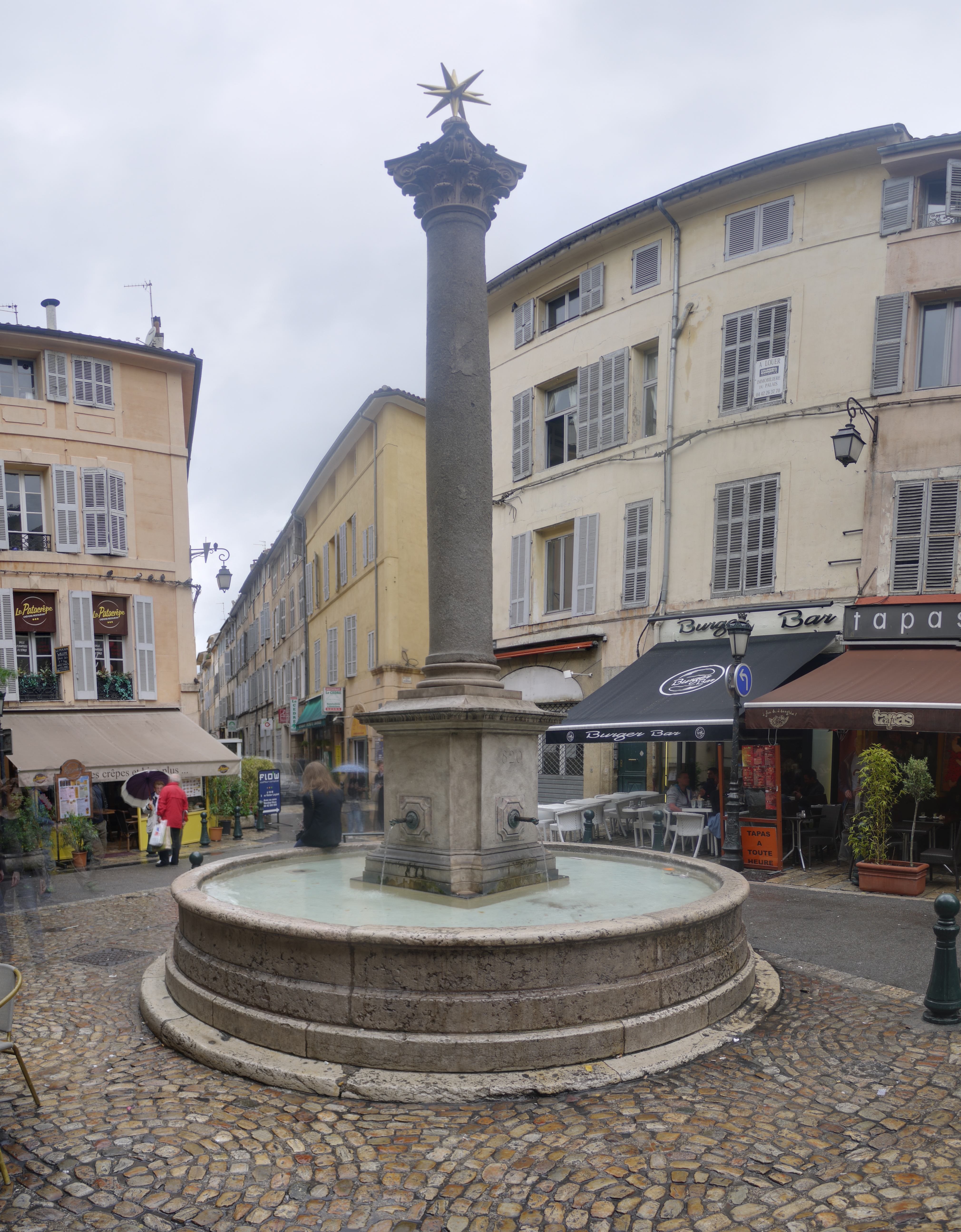
Fontaine des Augustins, place des Augustins,  Inscrit MH (1949)

### Mazarin

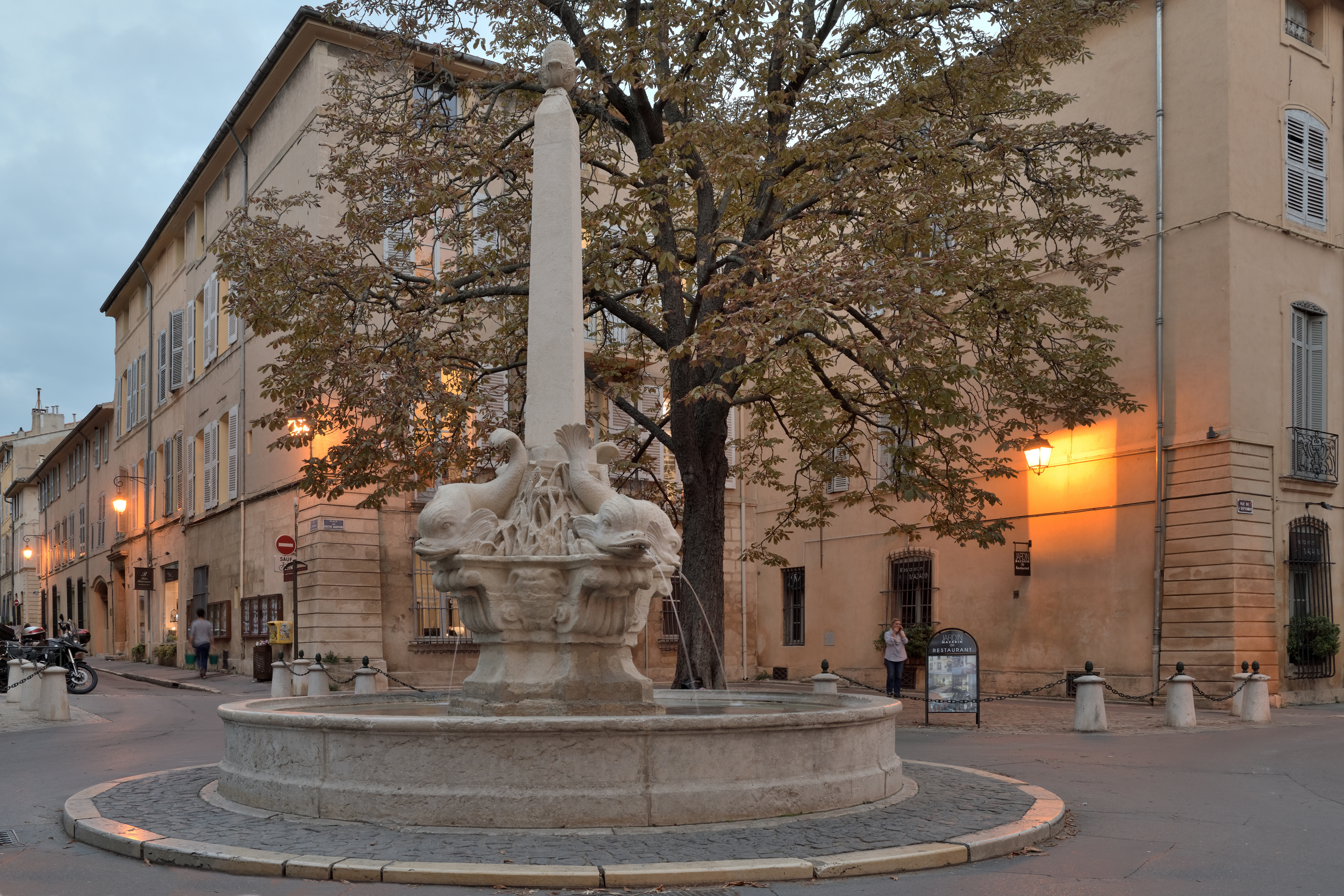
Fontaine des Quatre-Dauphins  Classé MH (1905)
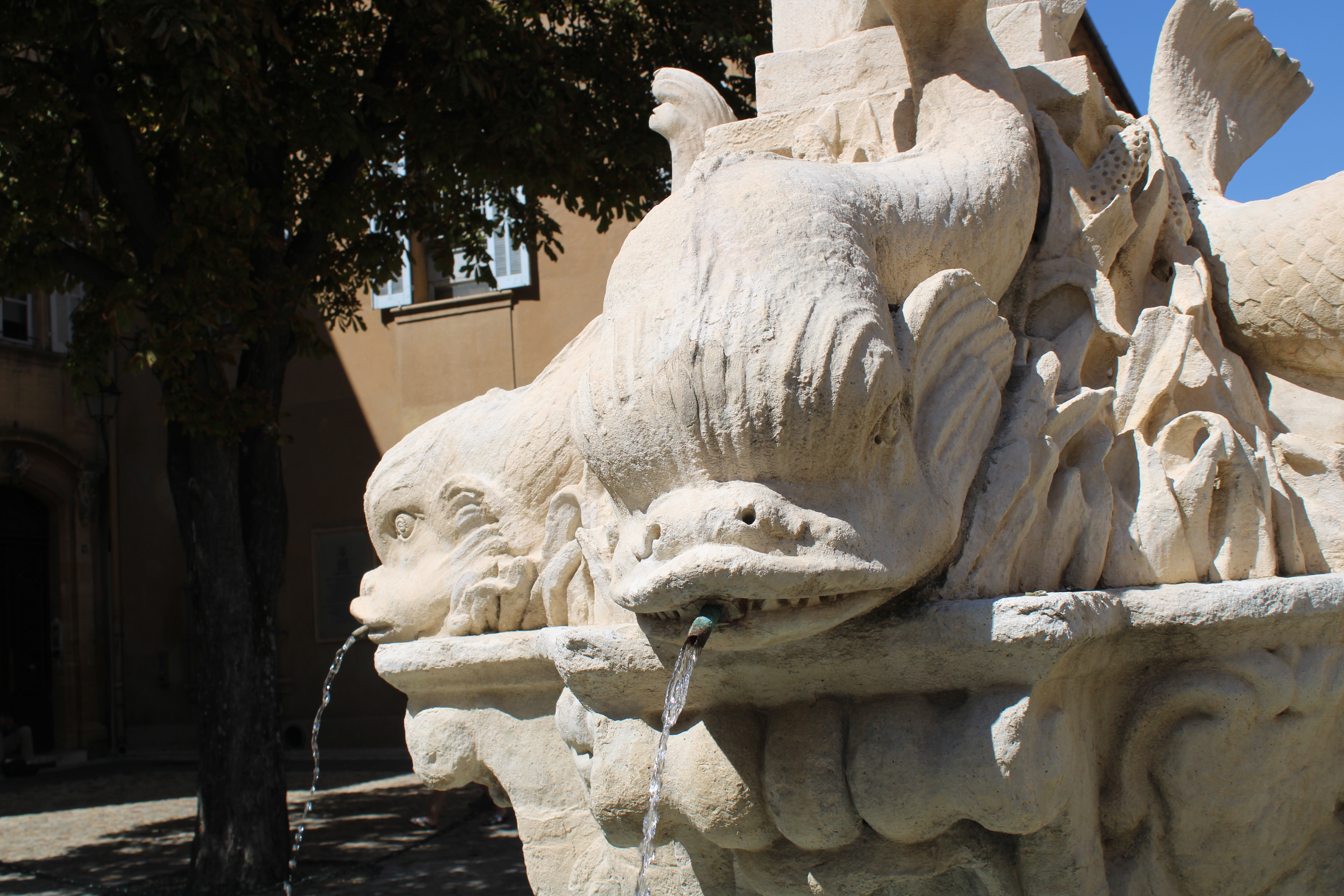
La Fontaine des Quatre-Dauphins (détail).
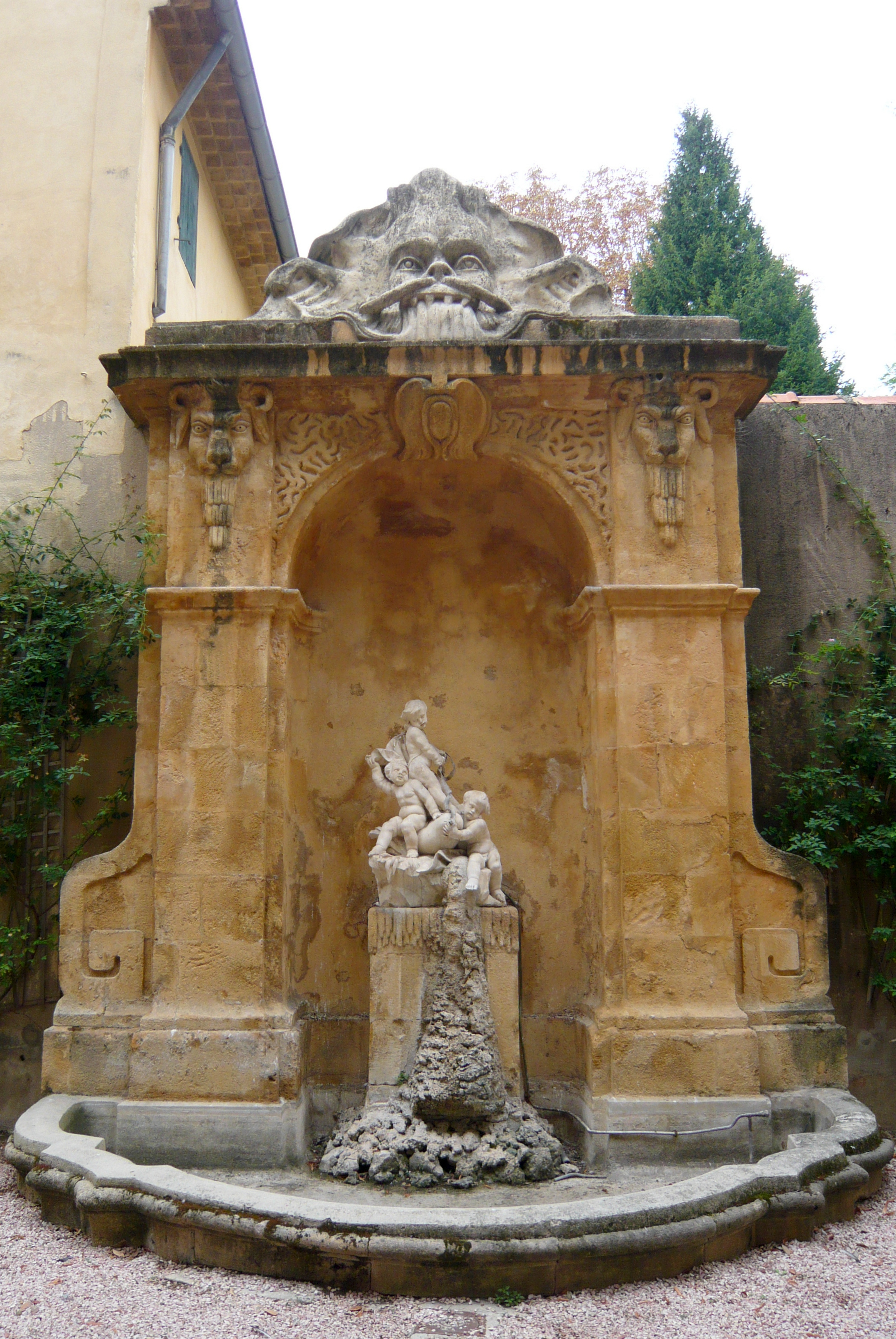
Fontaine de l'hôtel de Valori, rue Cardinale,  Inscrit MH (1929)
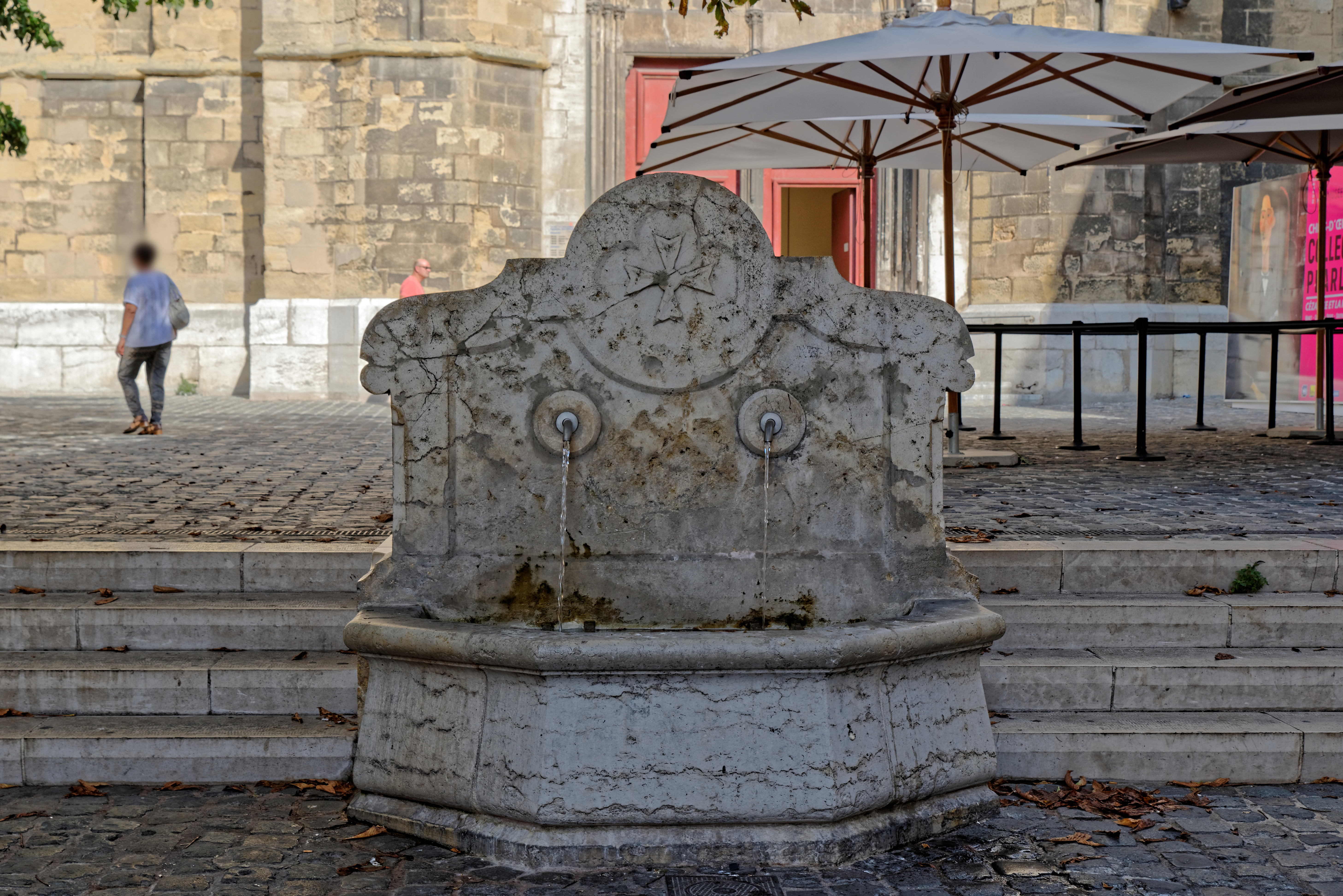
Fontaine Saint Jean de Malte, devant le Musée Granet
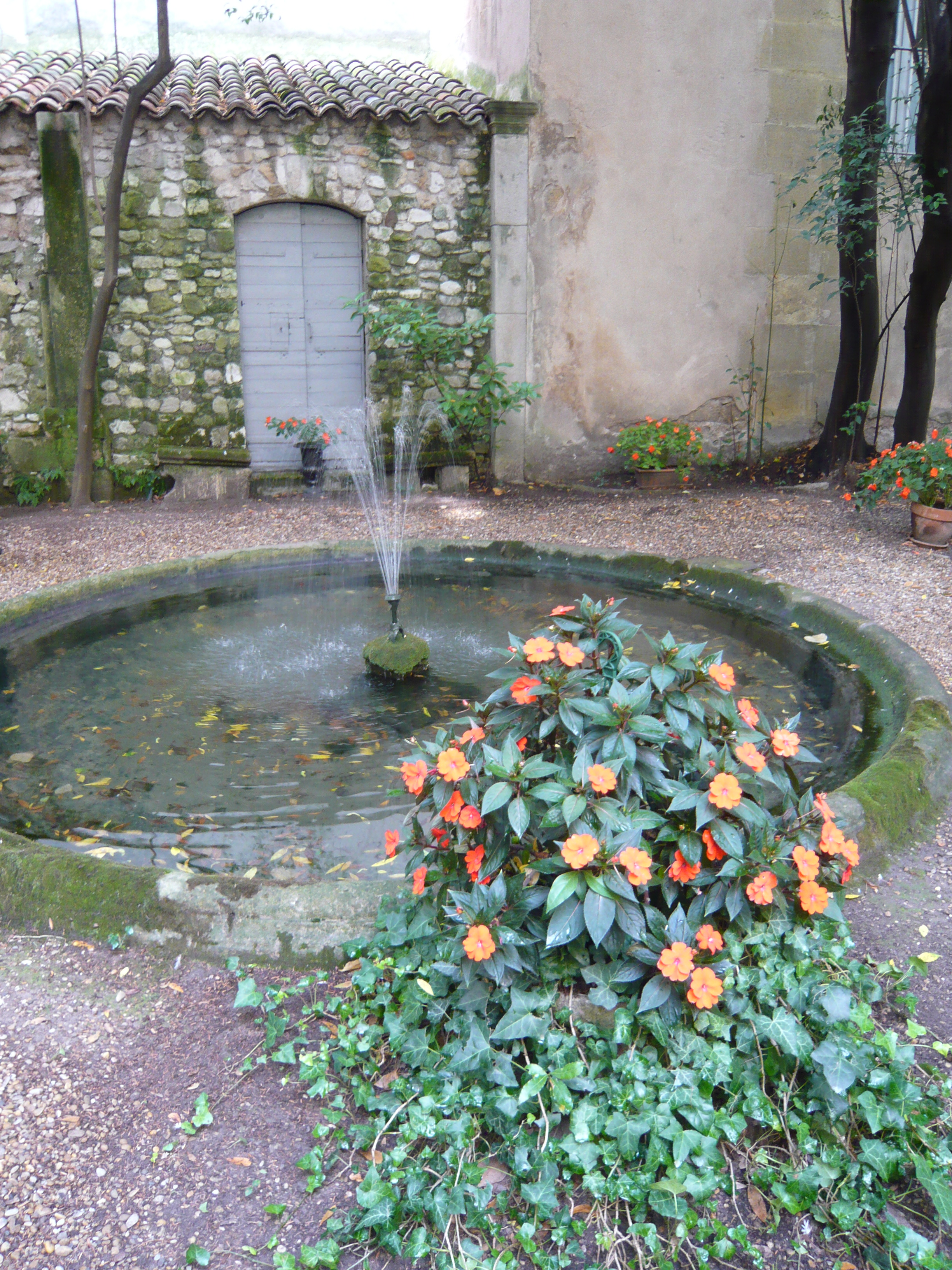
Fontaine du jardin de l'hôtel d'Olivary (avec jet d'eau), rue Goyrand
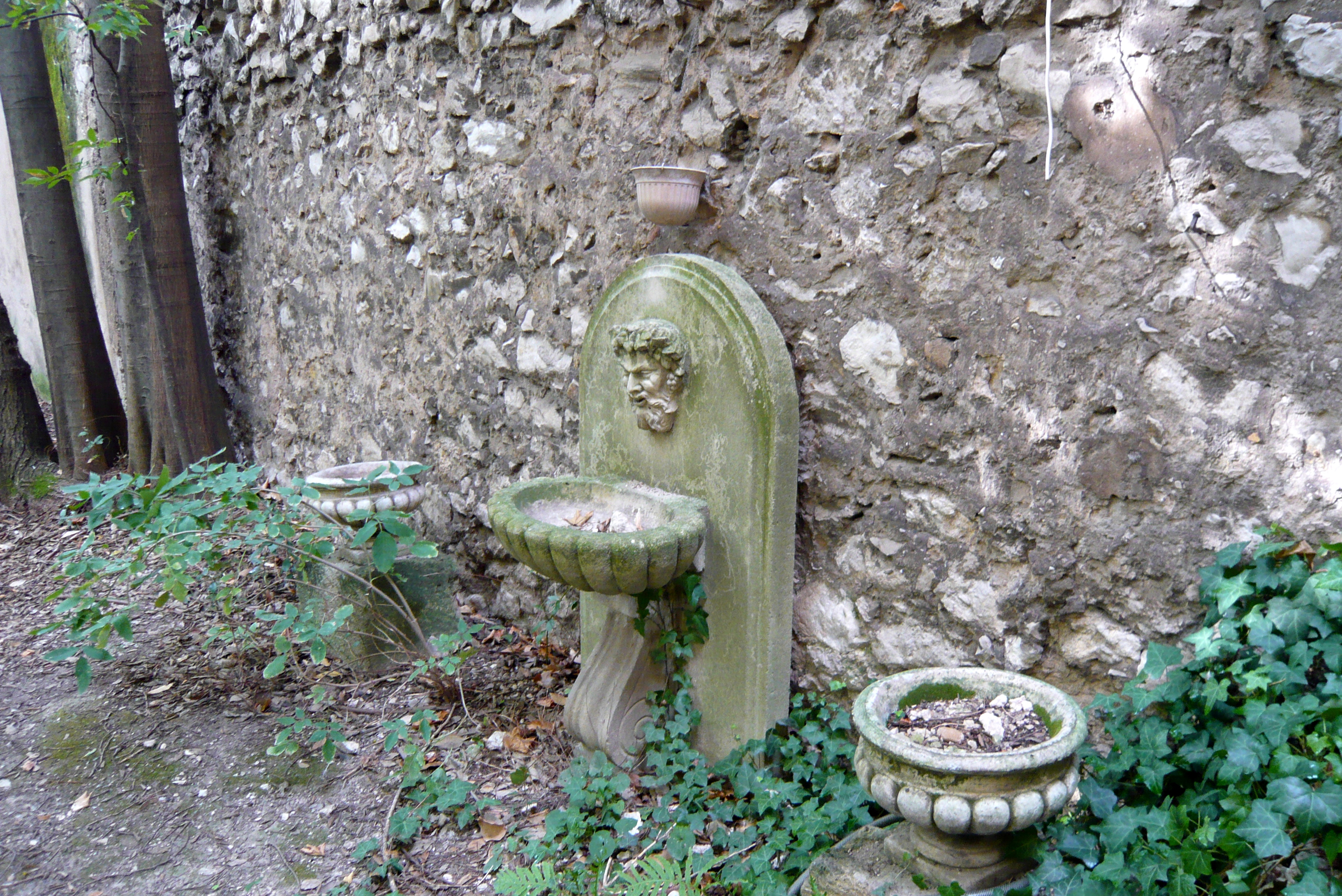
Petite fontaine du jardin de l'hôtel d'Olivary, rue Goyrand
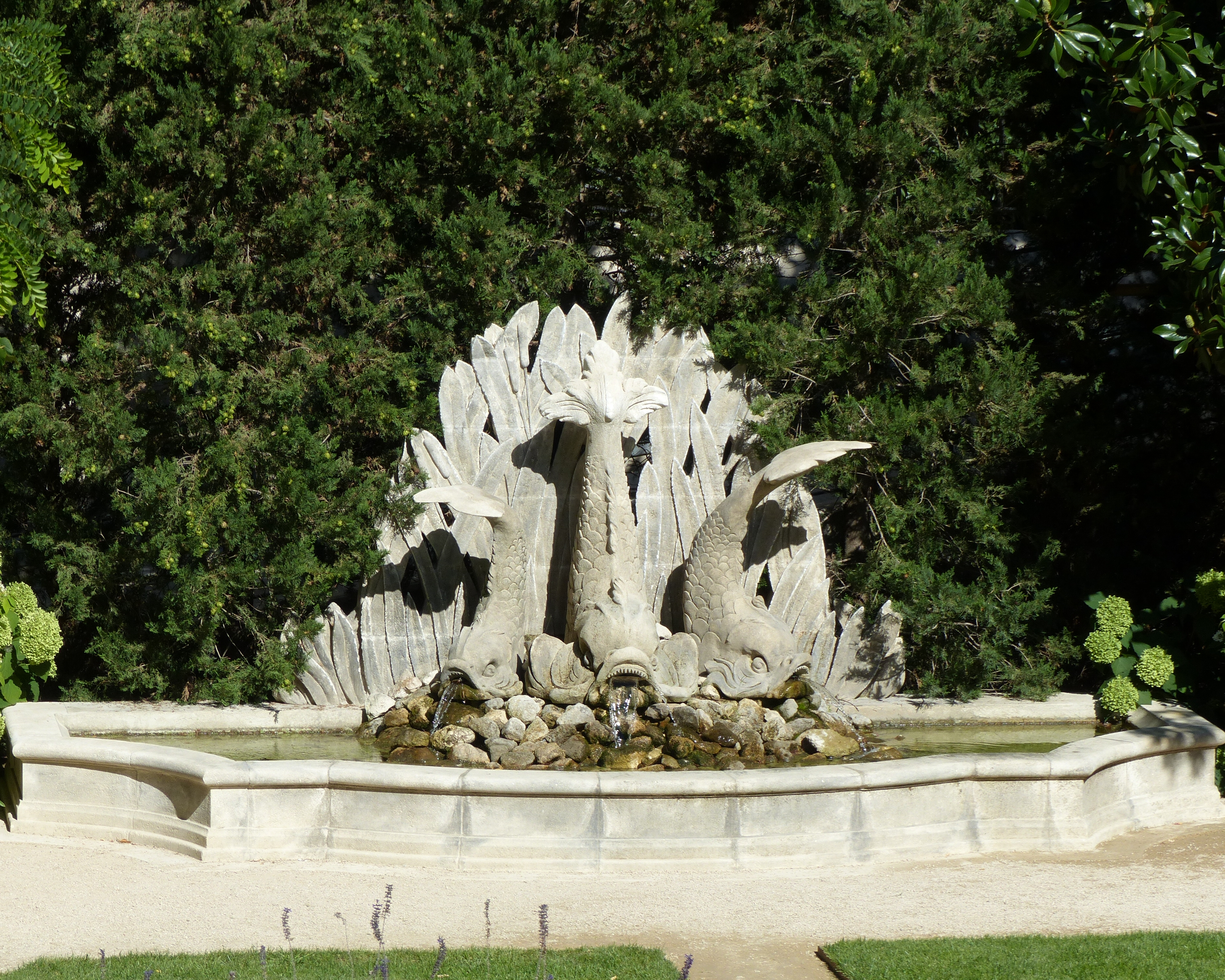
Fontaine du jardin à la française de l'hôtel de Caumont
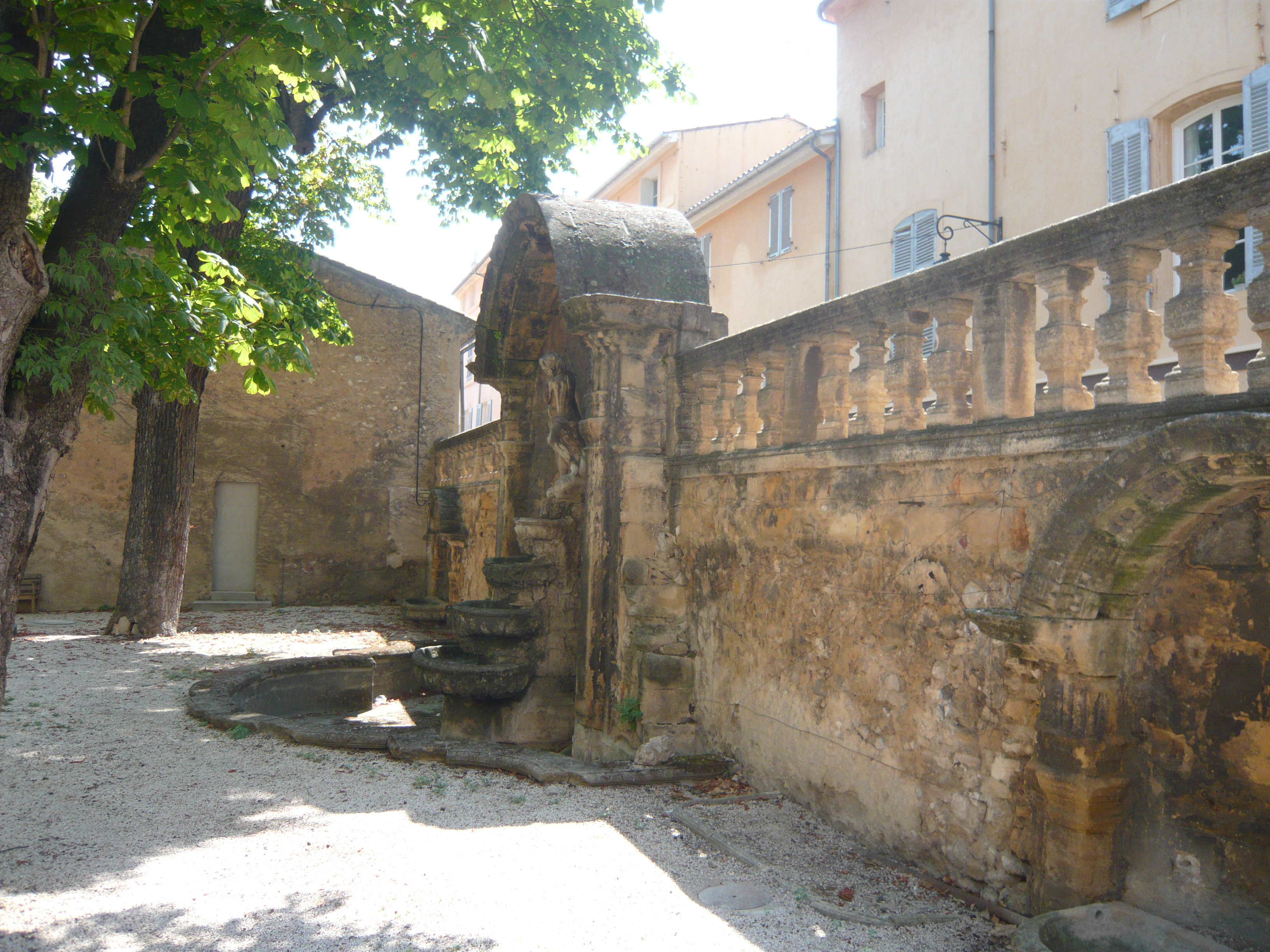
Fontaine du jardin de l'hôtel Maurel de Pontevès, rue Mazarine

### Saint-Sauveur

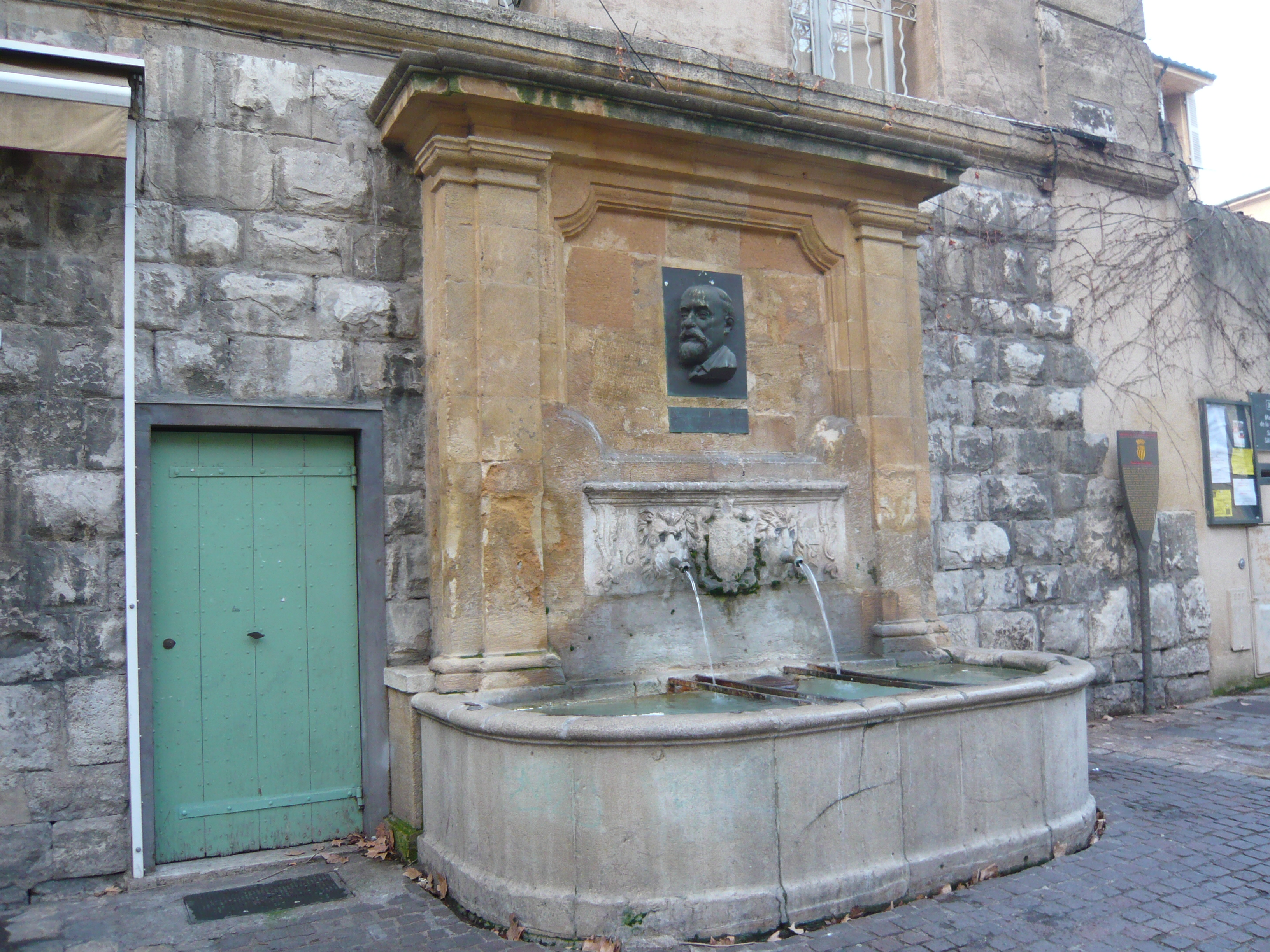
Fontaine d'Espéluque (ou de Marcel Provence), place de l'Archevêché, construite en 1618
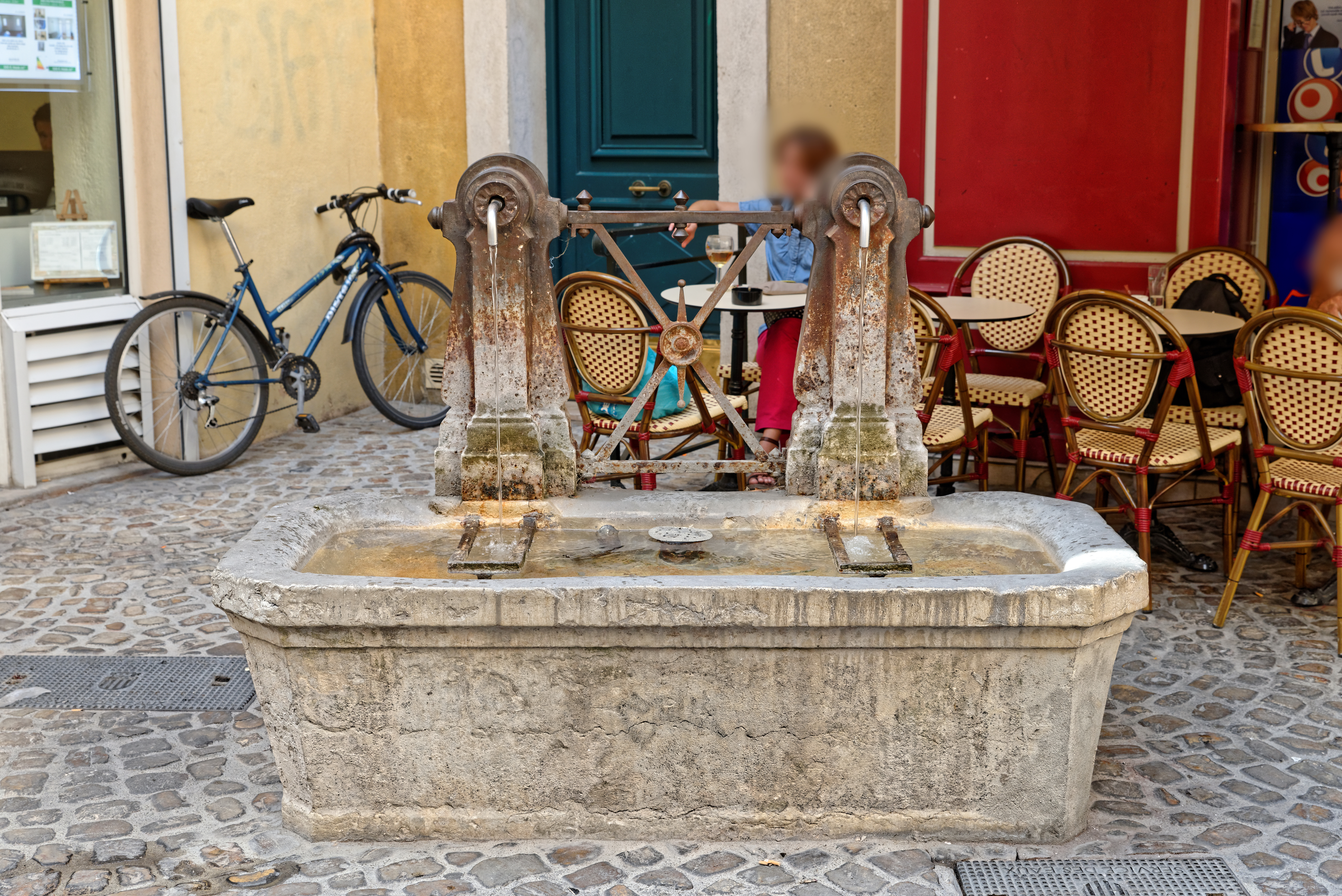
Fontaine des Deux Canons, rue Boulegon
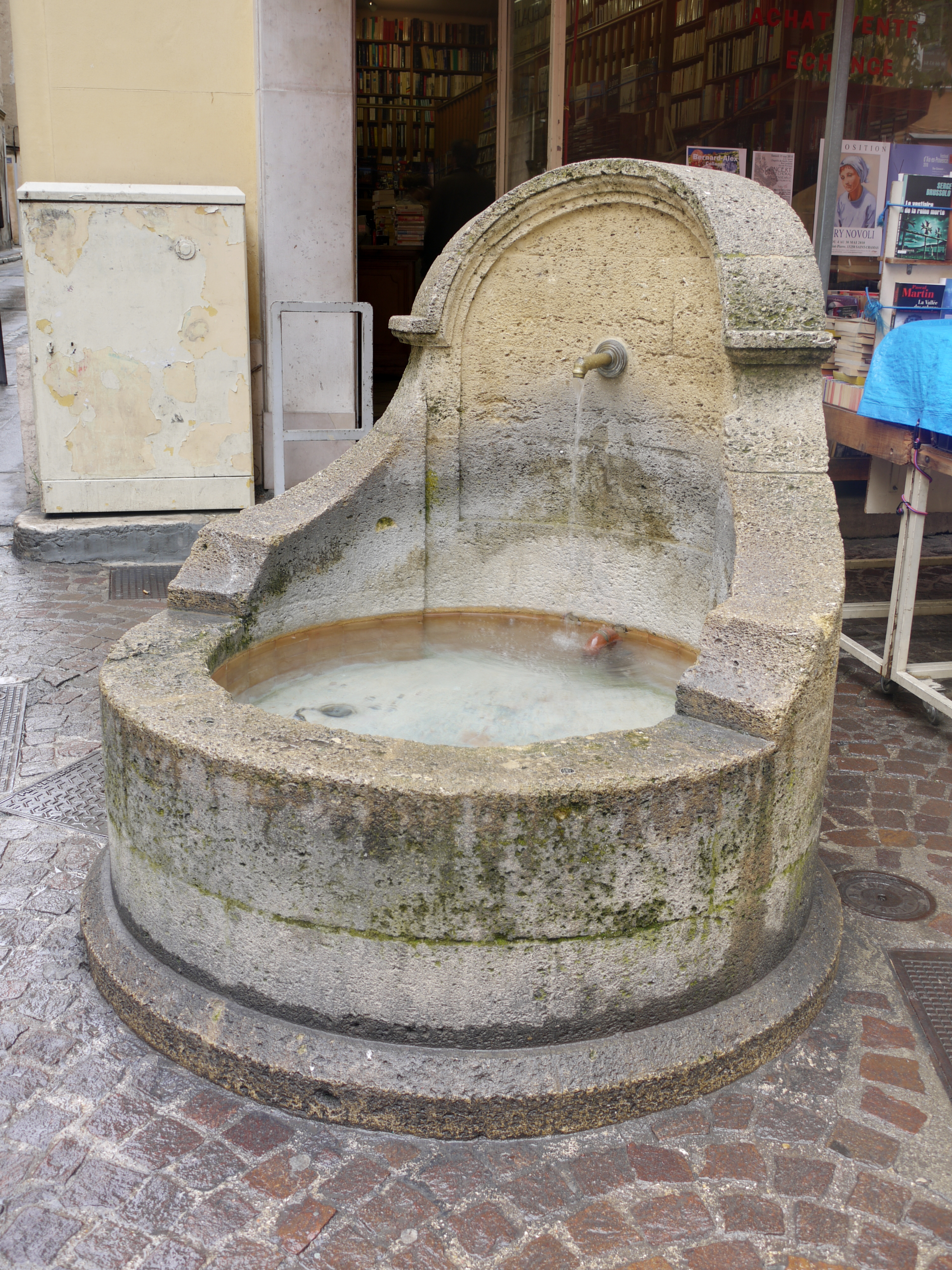
Fontaine Boulegon, 1 rue Boulegon, construite en 1532

### Forum des Cardeurs

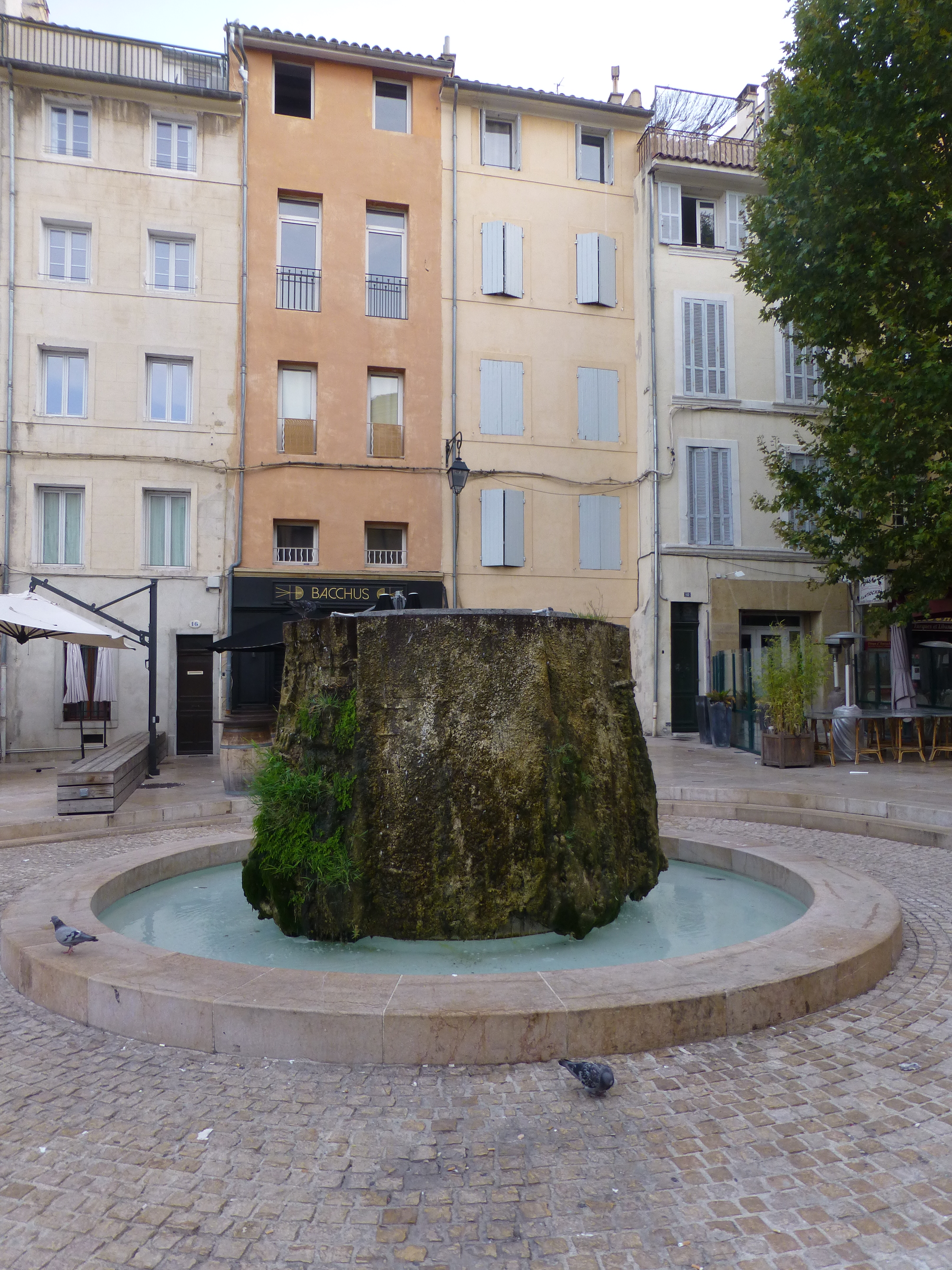
Fontaine Amado, en haut du forum des Cardeurs
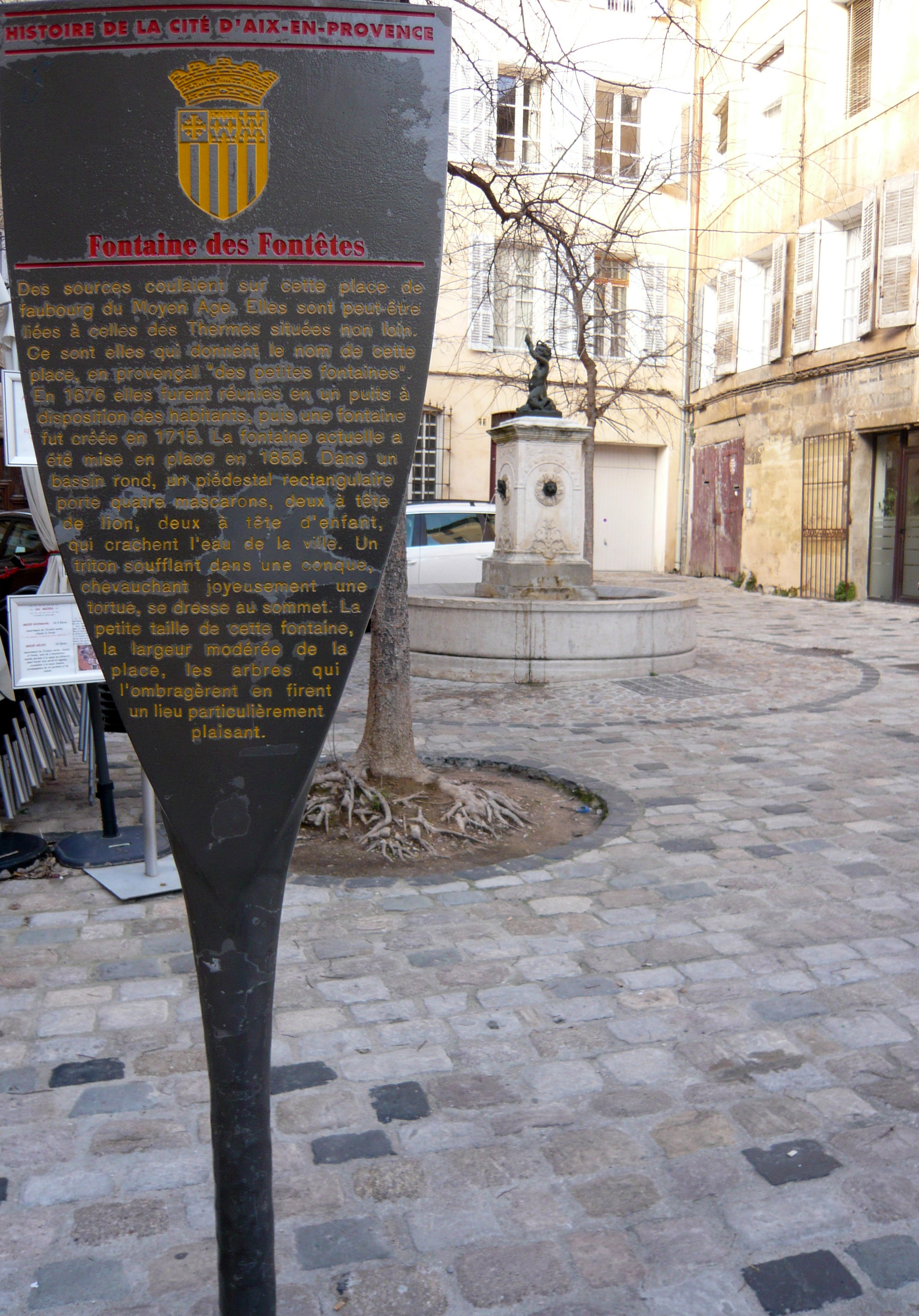
Fontaine des Fontêtes, place des Fontêtes, en bas du forum des cardeurs, construite en 1858
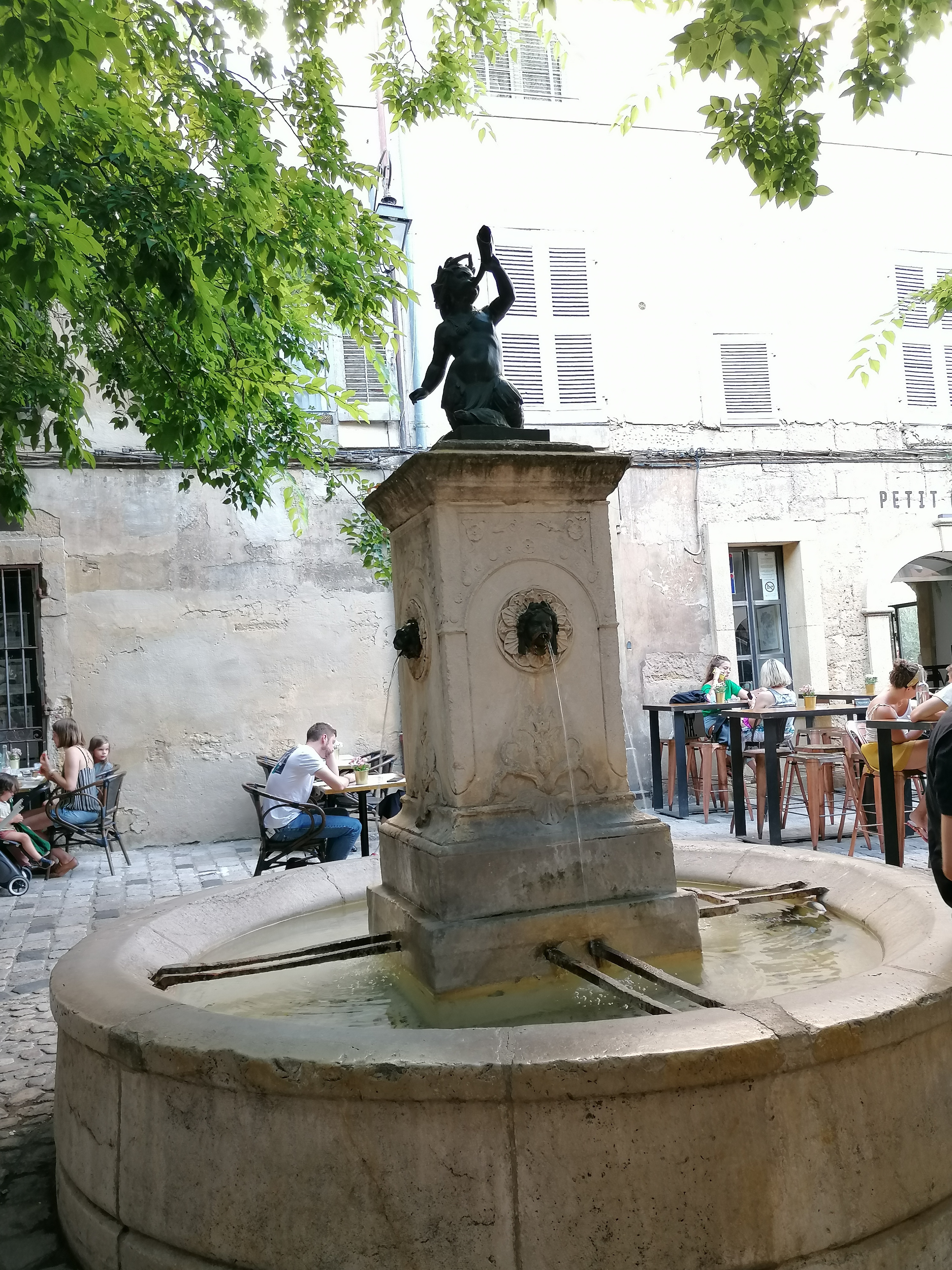
Fontaine des Fontêtes.

### Mairie - Richelme

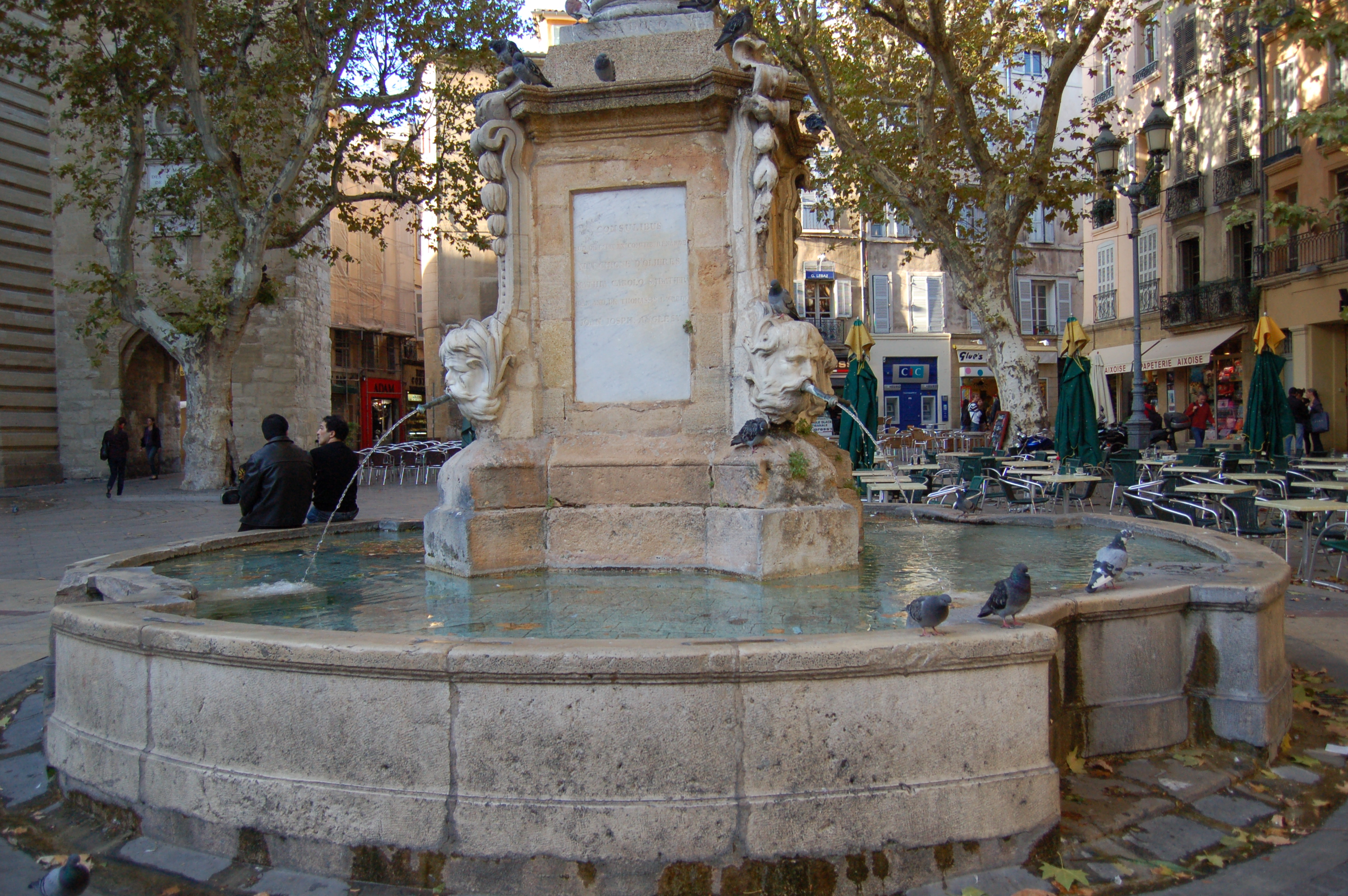
Fontaine de l'hôtel de ville, inaugurée en 1755,  Classé MH (1905)
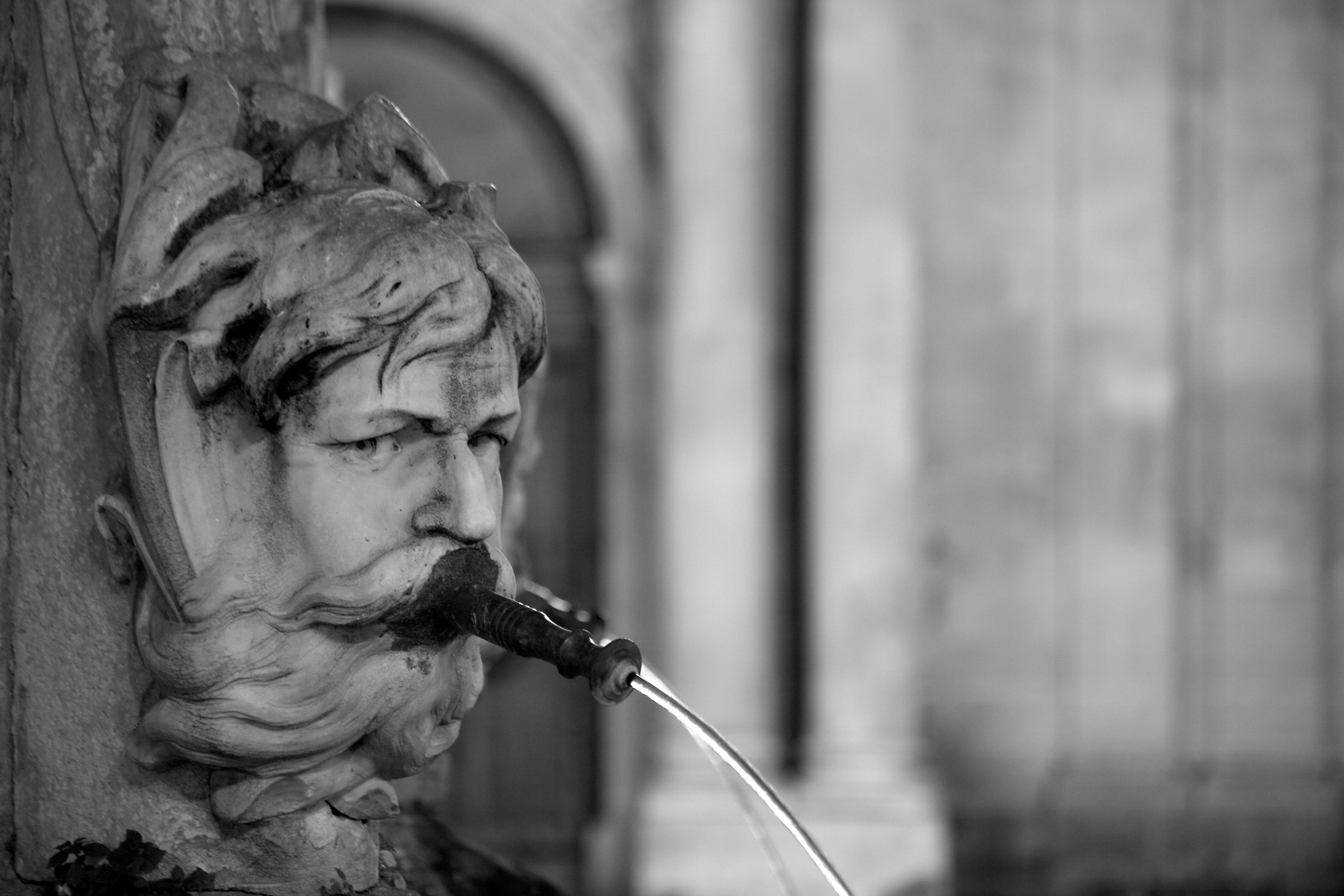
Détail de la fontaine de l'hôtel de ville
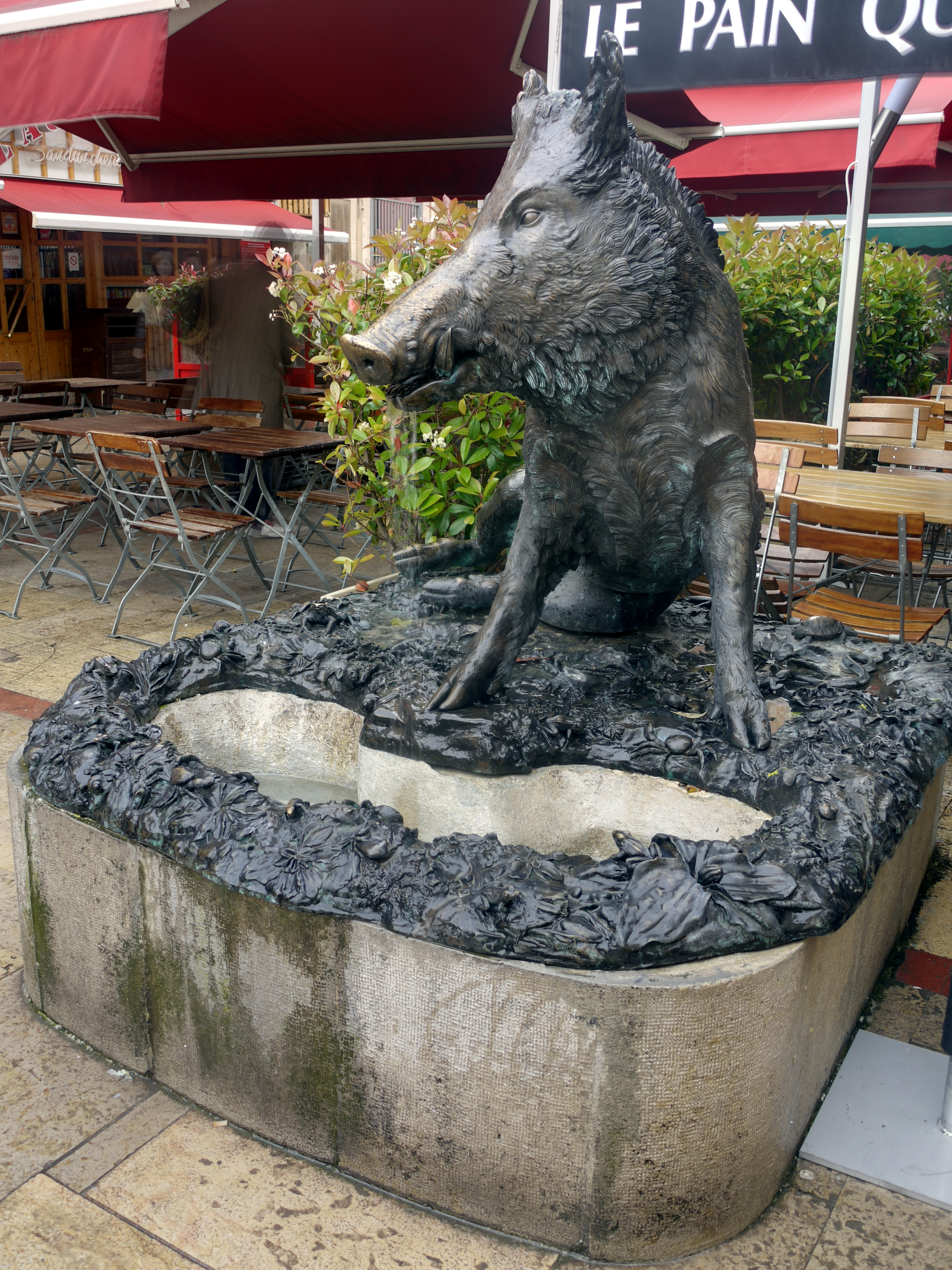
Fontaine du Sanglier, place Richelme

### Thermes - Sextius

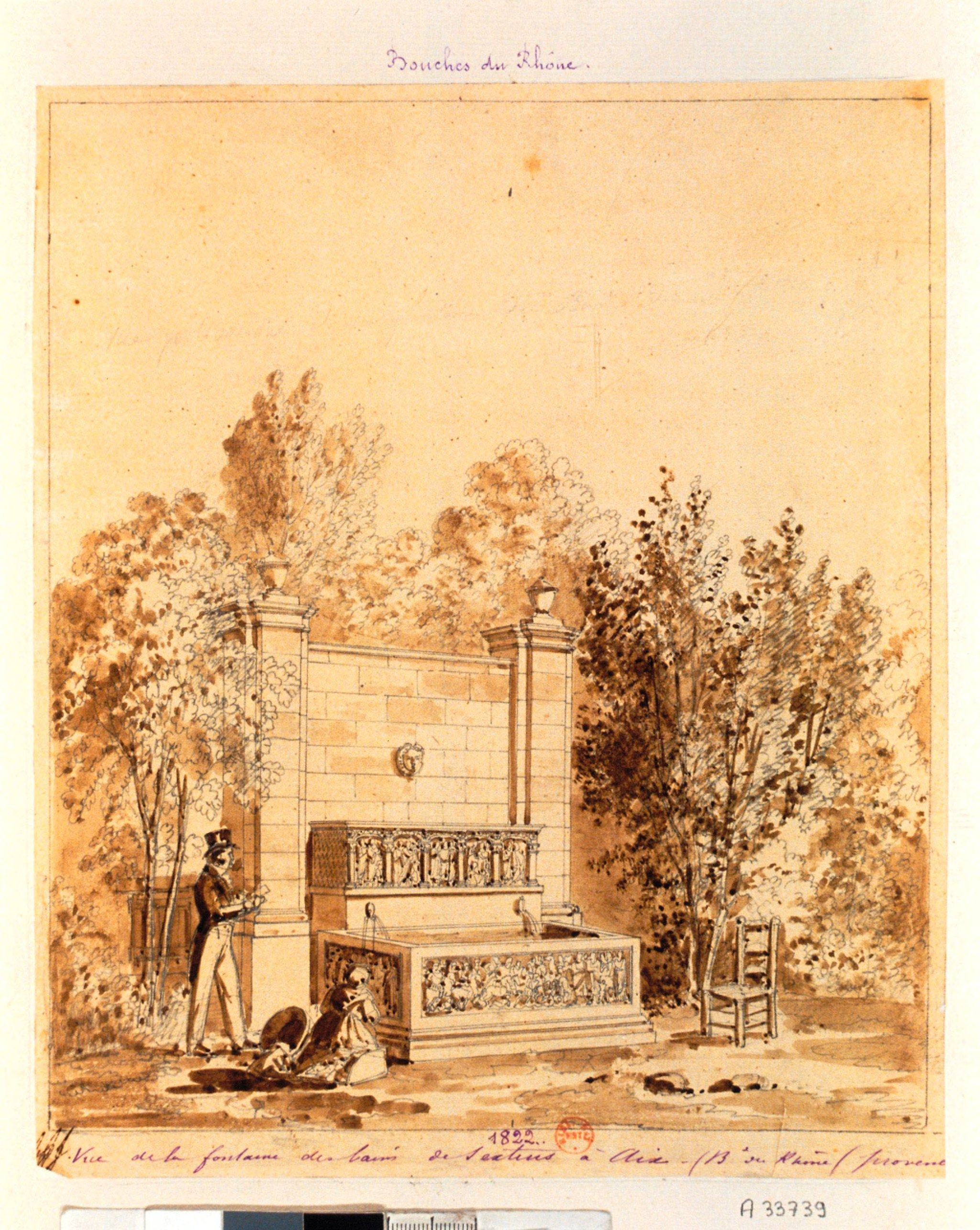
Ancienne fontaine des Bains de Sextius, en 1822
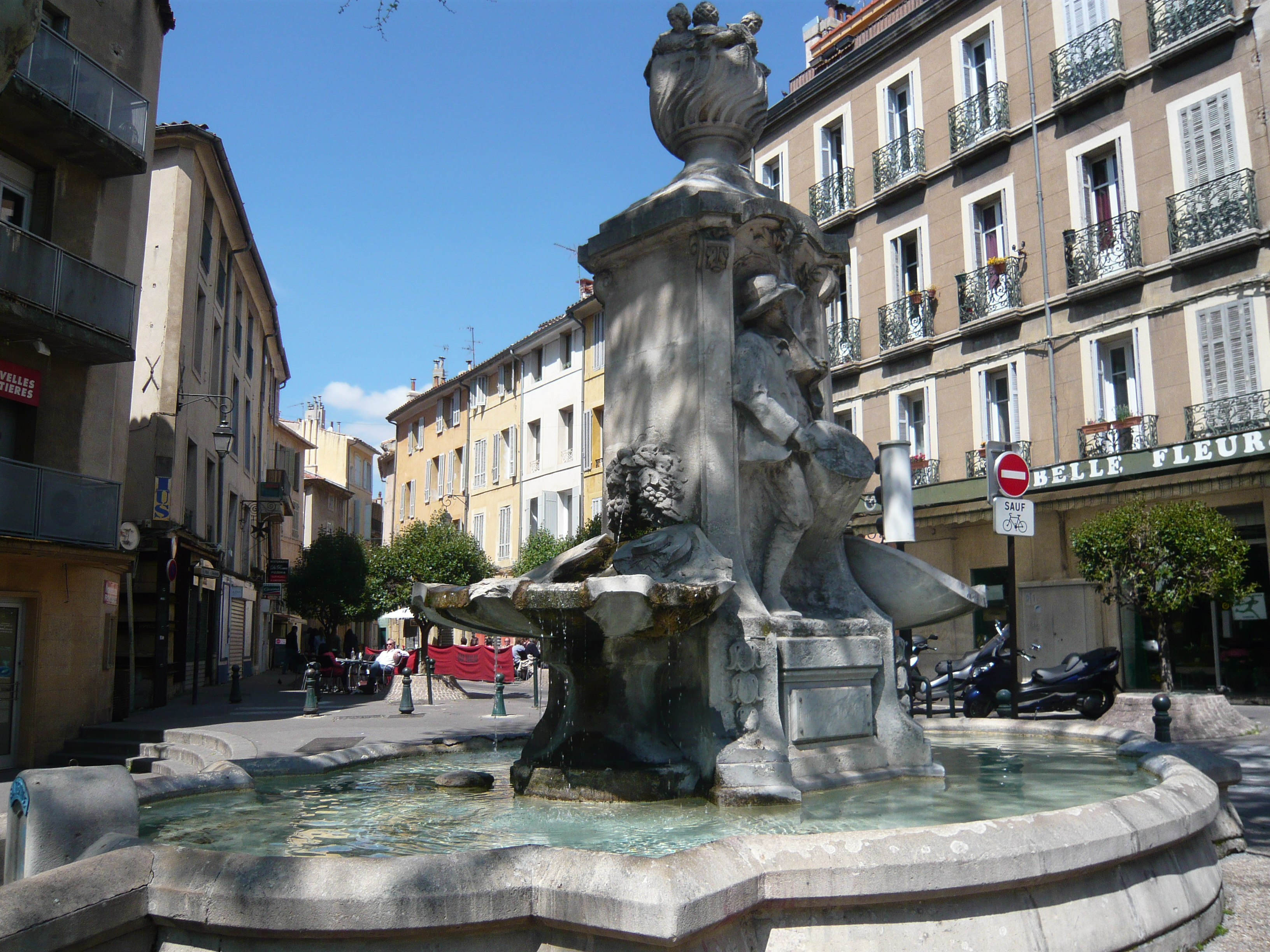
Fontaine Pascal, Cours Sextius,  Inscrit MH (1929)[6], fontaine existant à cet emplacement depuis 1713
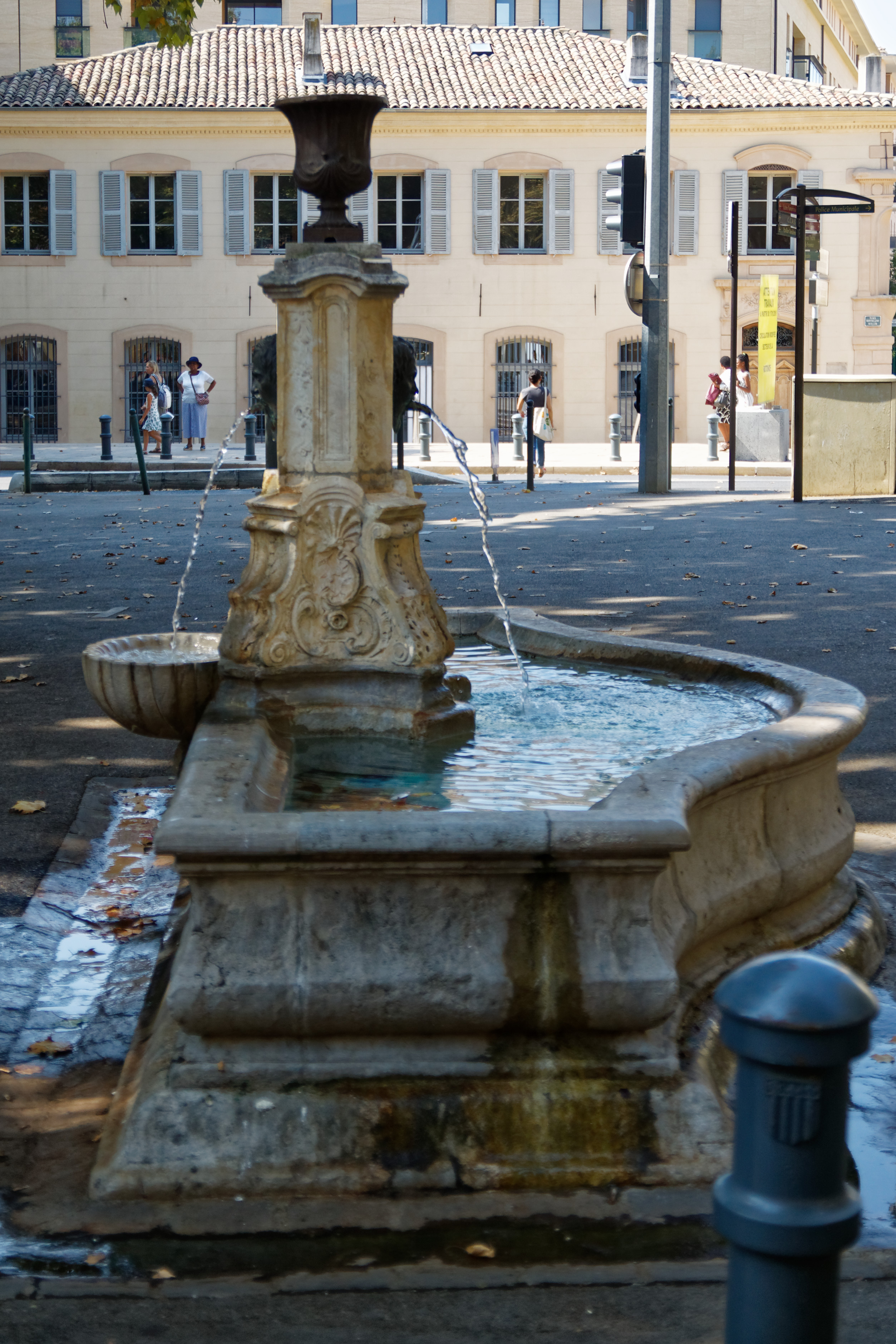
Fontaine Villeverte, Place Paul-Ferréol. Au temps des estivages, le bassin large servait aux bêtes, le petit aux passants... La fontaine est toujours alimentée par une source aixoise
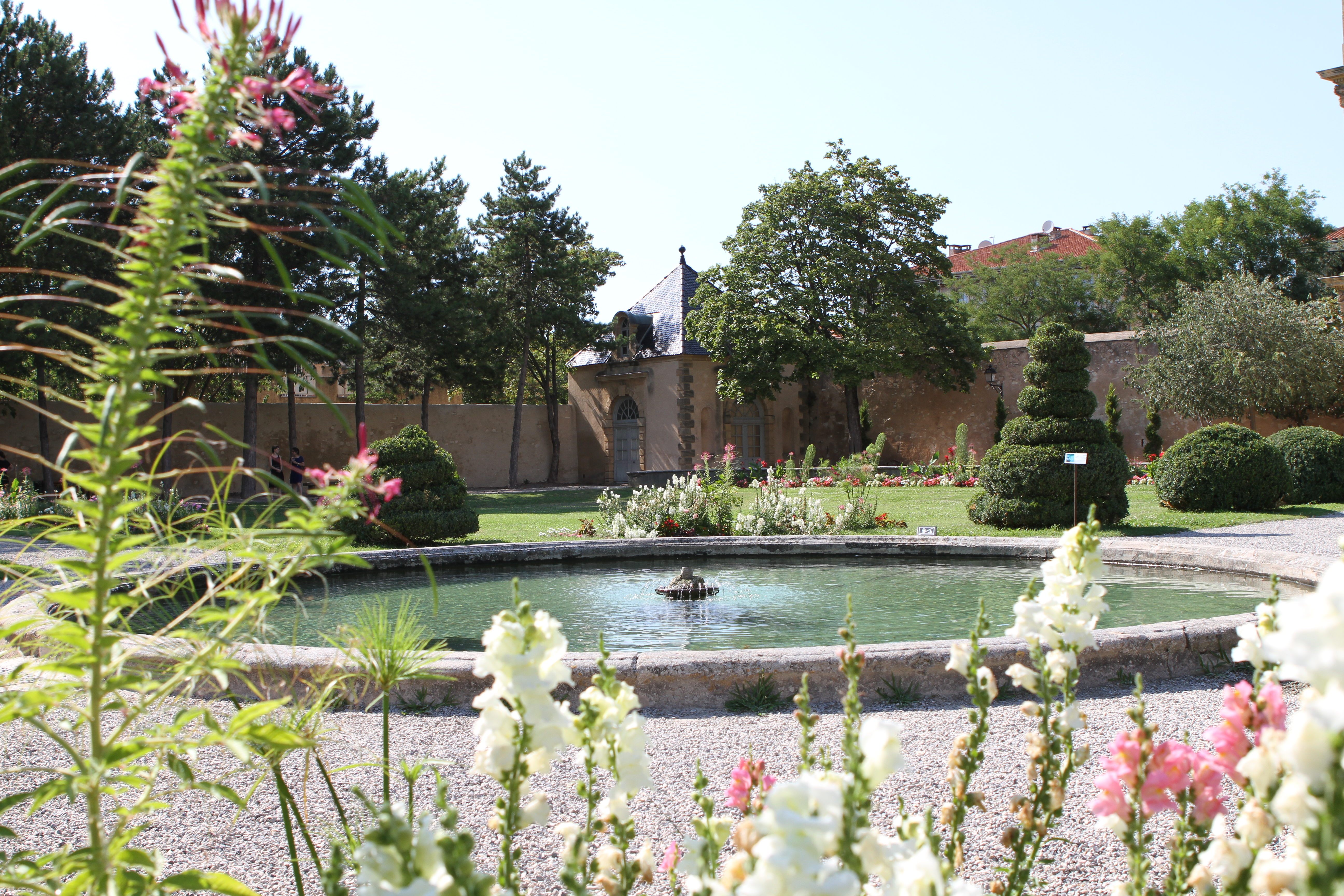
Fontaine et bassin du jardin du Pavillon de Vendôme
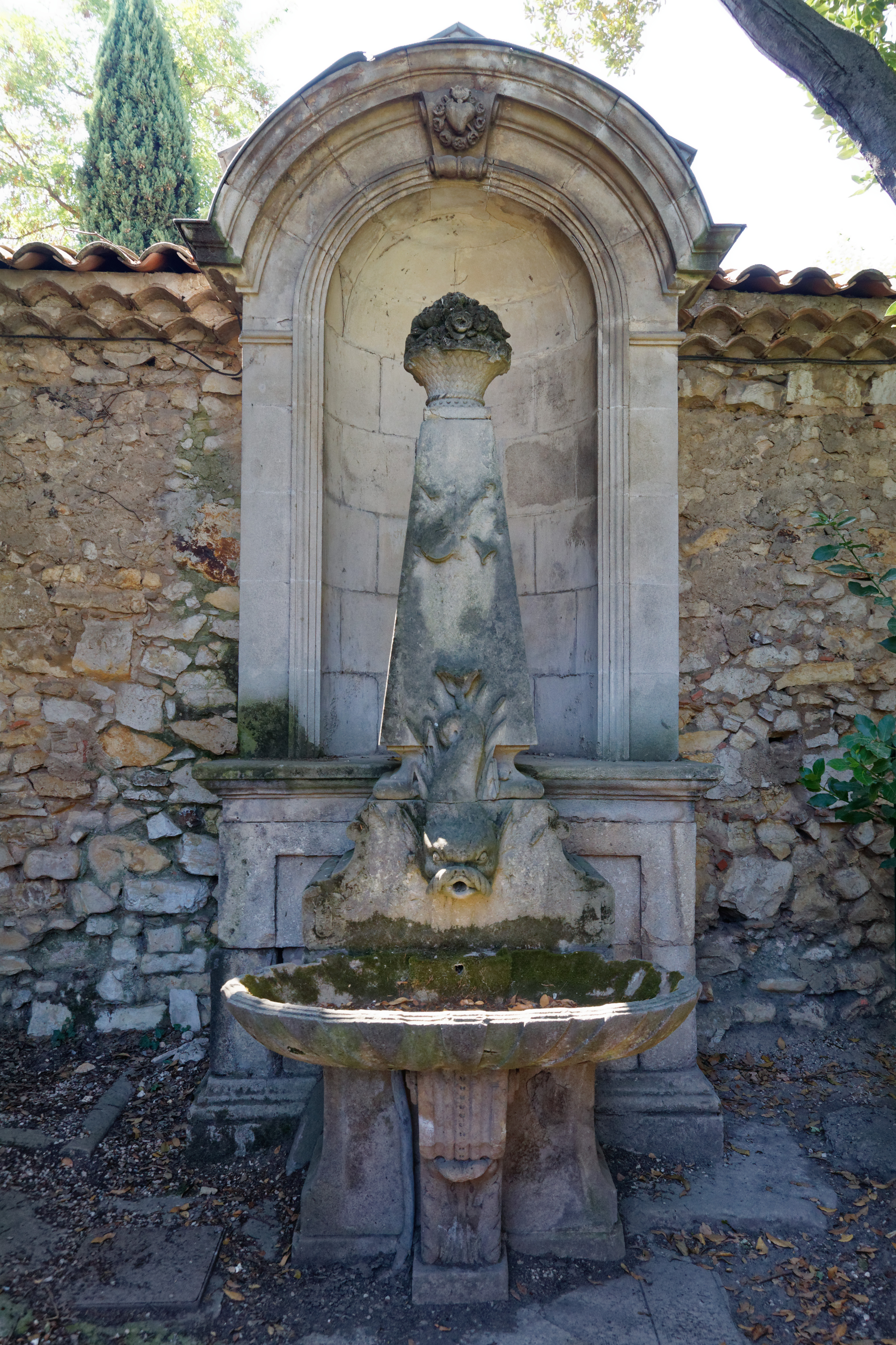
Fontaine à l'arrêt (hivernage) dans les jardins du Pavillon Vendôme
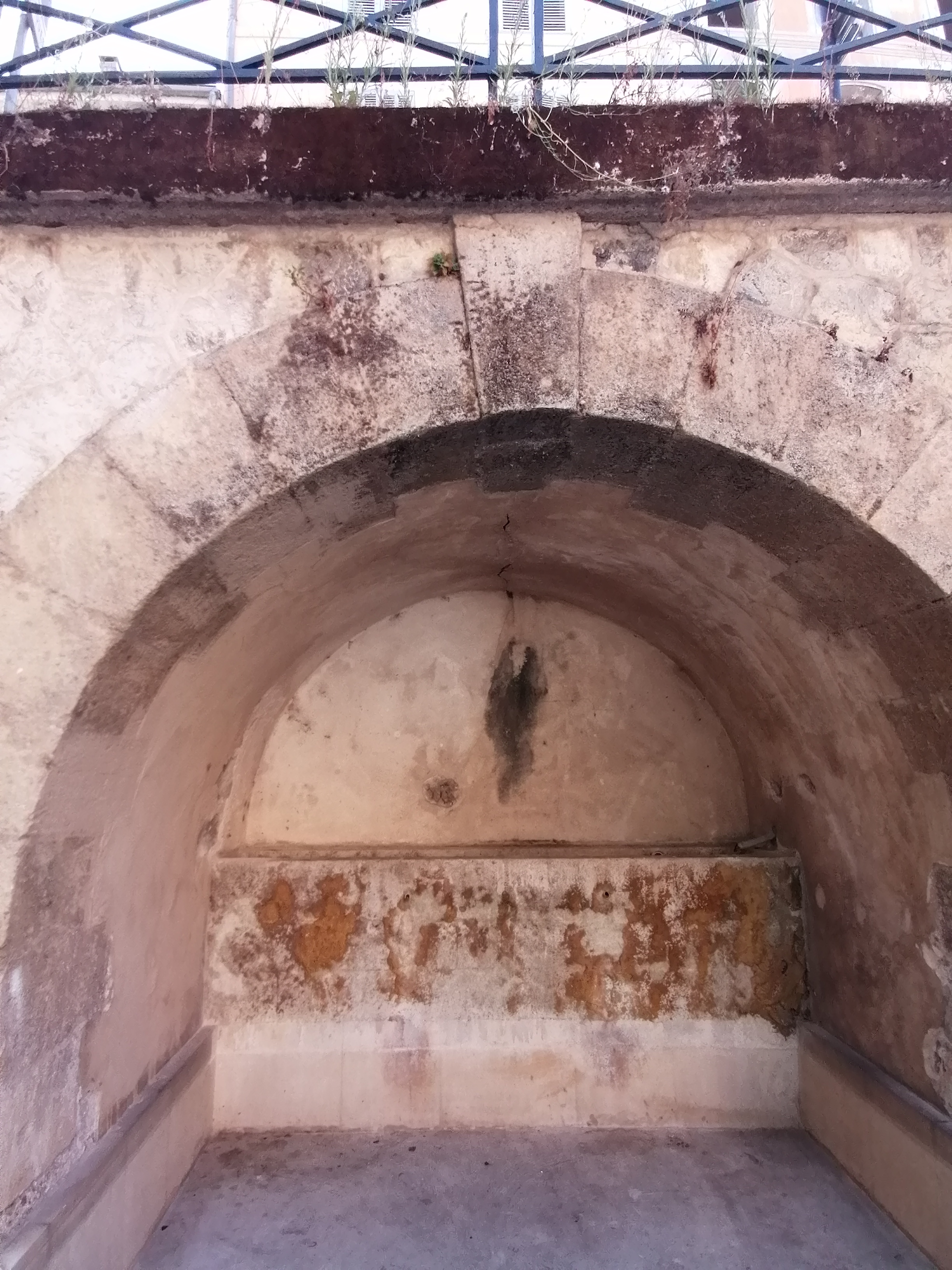
Fontaine des Thermes, avenue des Thermes
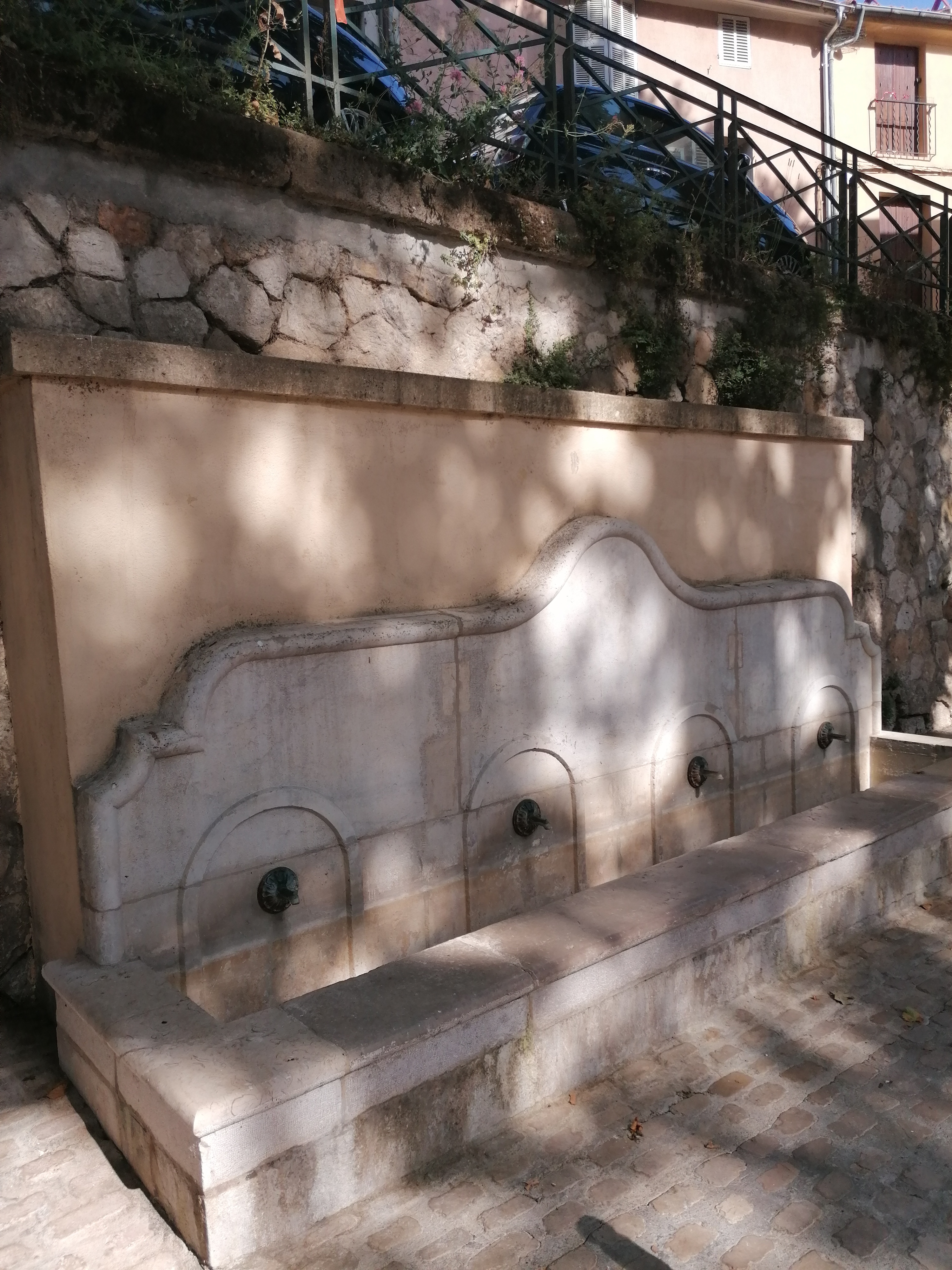
Fontaine des Thermes, avenue des Thermes

- Fontaine des Thermes, Thermes Sextius[7]
- Fontaine des Thermes, avenue des Thermes[8]
- Fontaines des Thermes, avenue des Thermes[9]

### Tanneurs

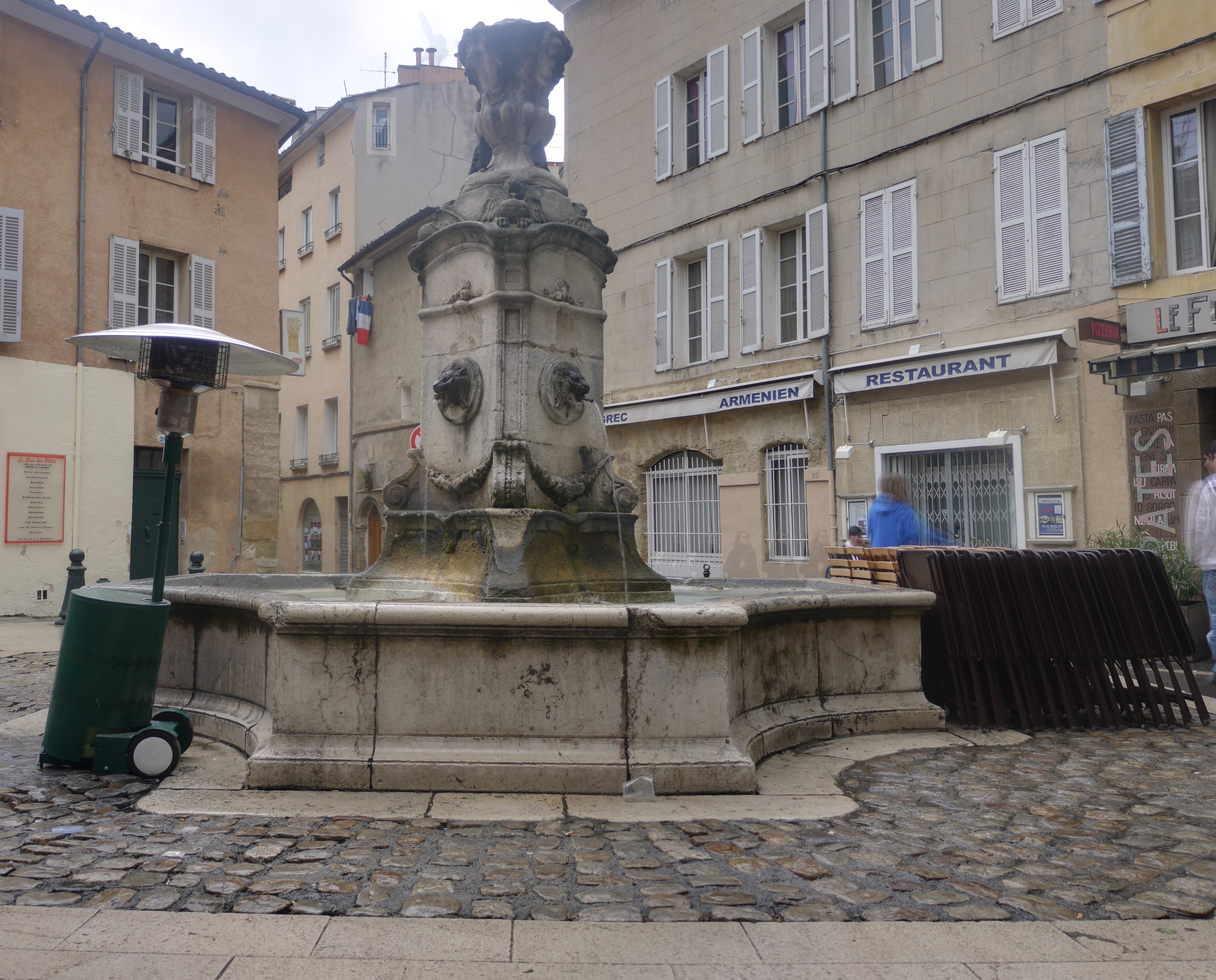
Fontaine des Tanneurs, rue de la Couronne  Inscrit MH (1949)
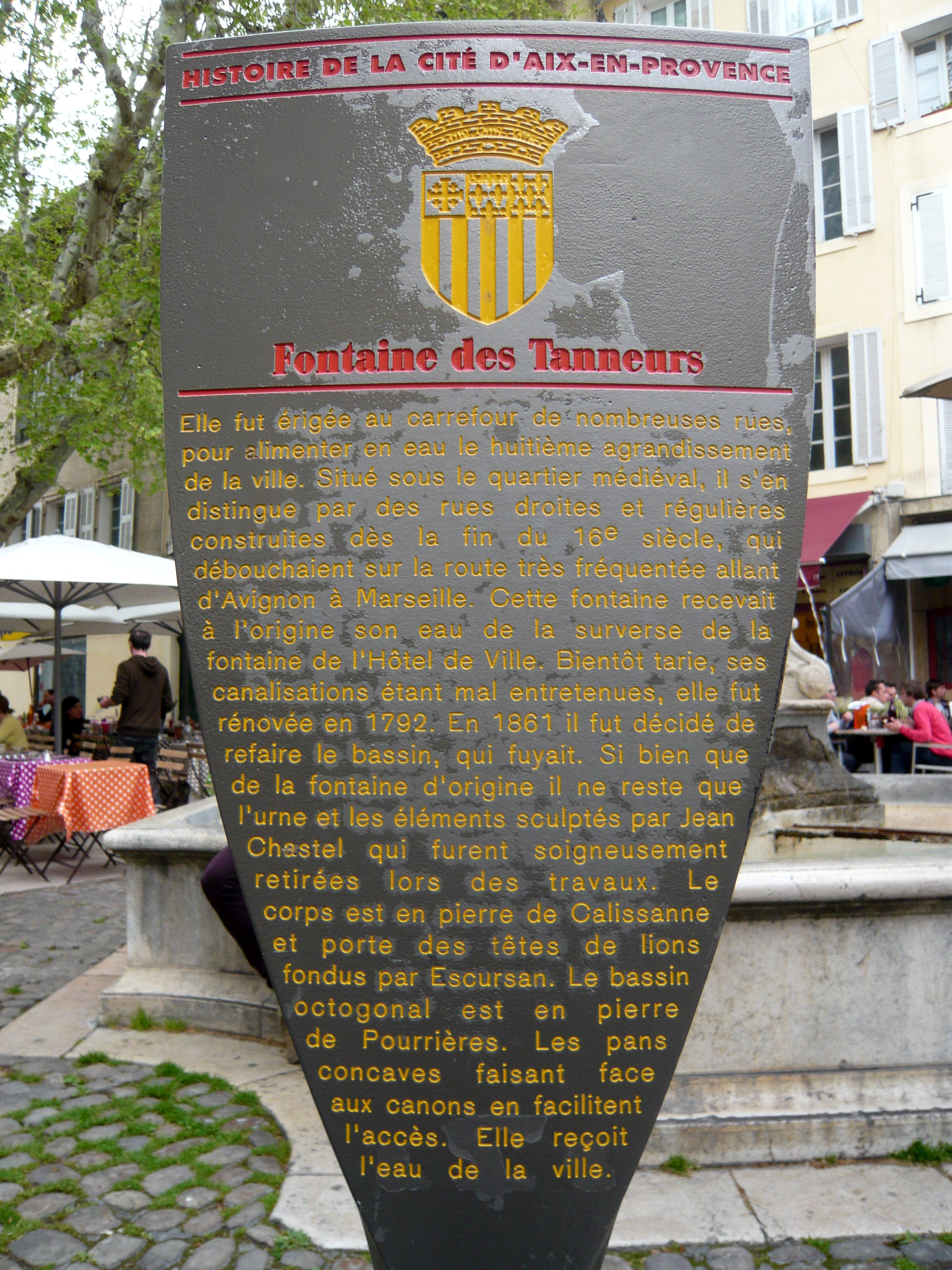
Panneau d'historique de la fontaine des Tanneurs, par la municipalité
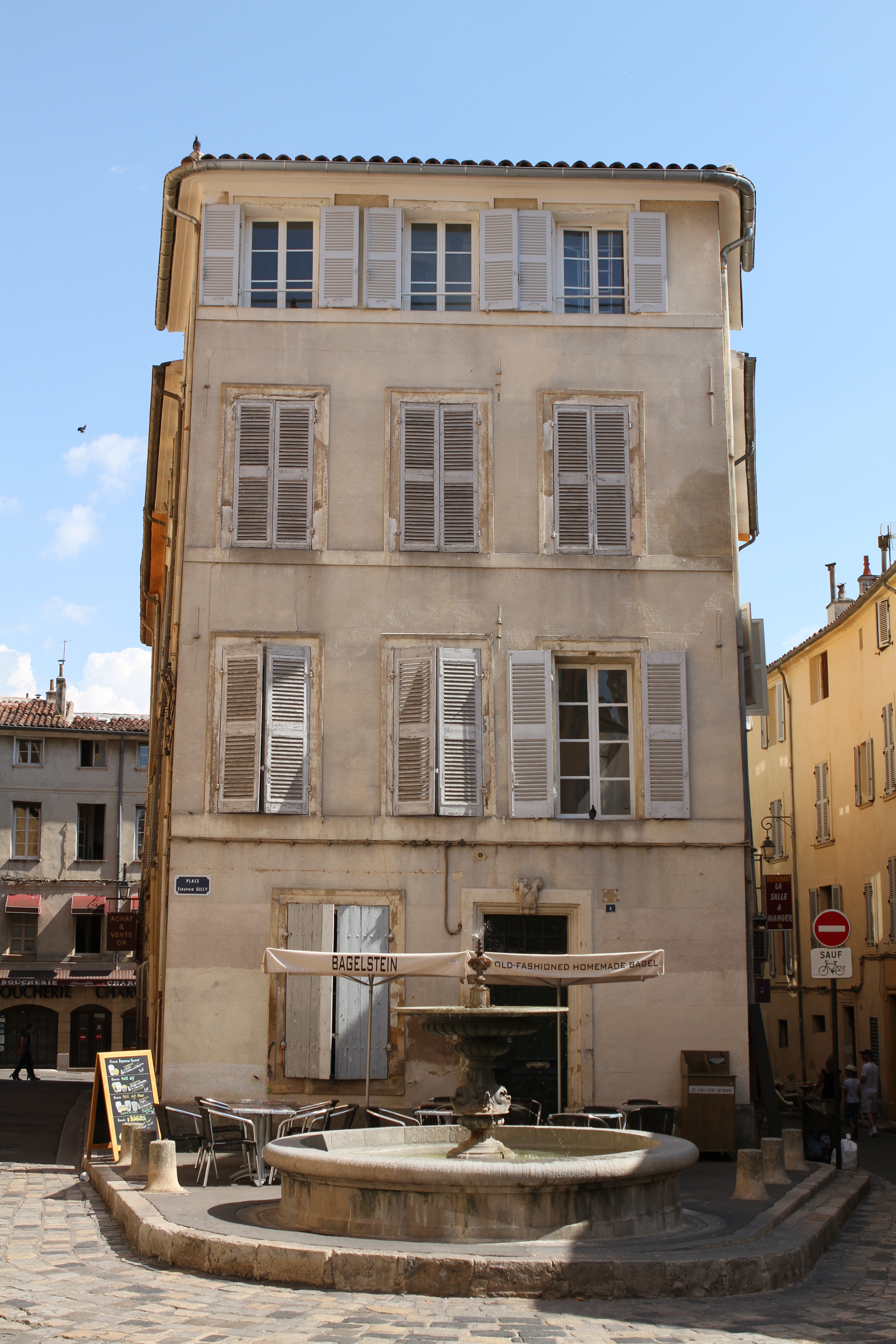
Fontaine Gilly, place Séraphin Gilly; inaugurée en 1988

### Albertas

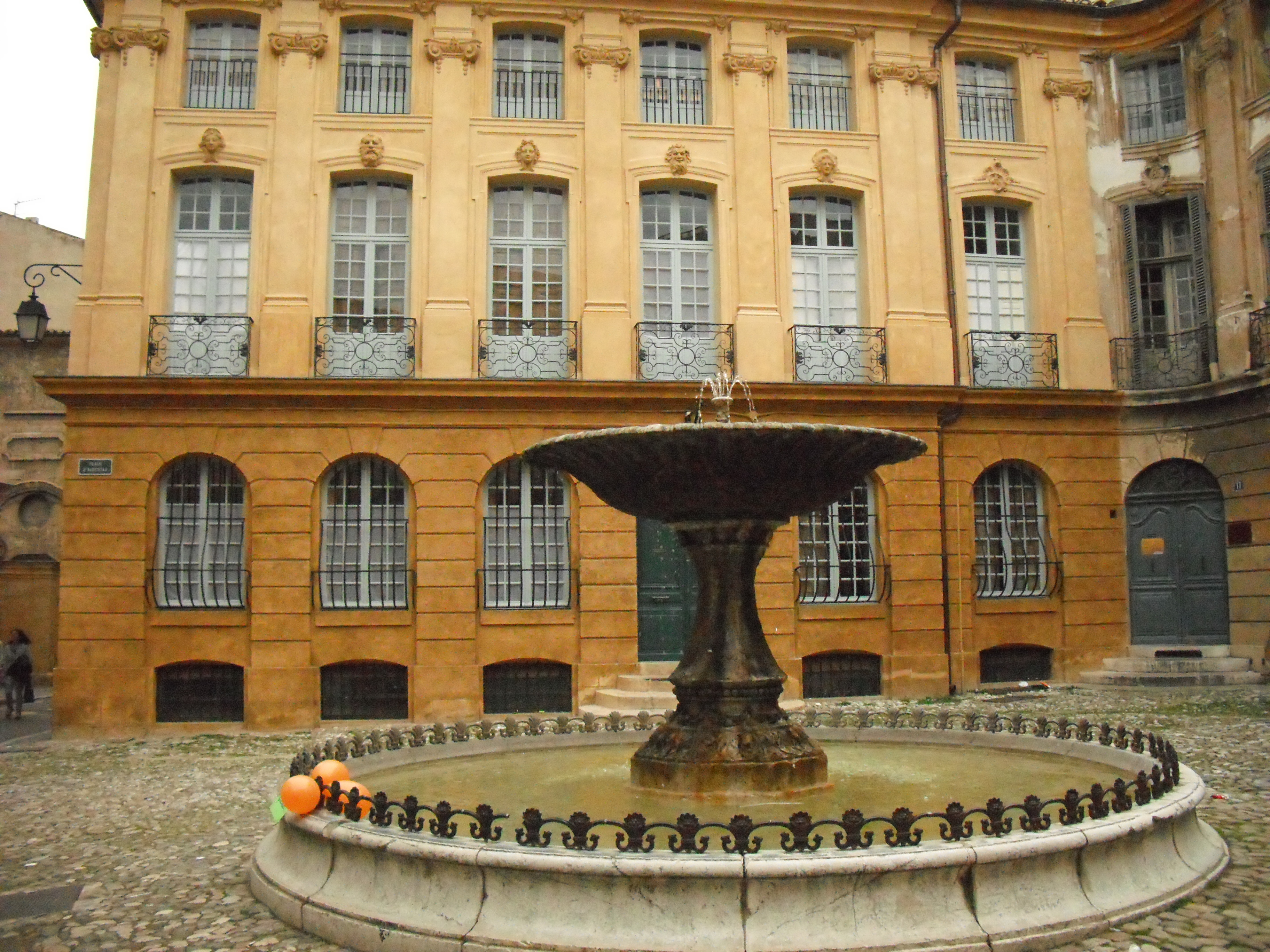
Fontaine d'Albertas, place d'Albertas

### Bagniers

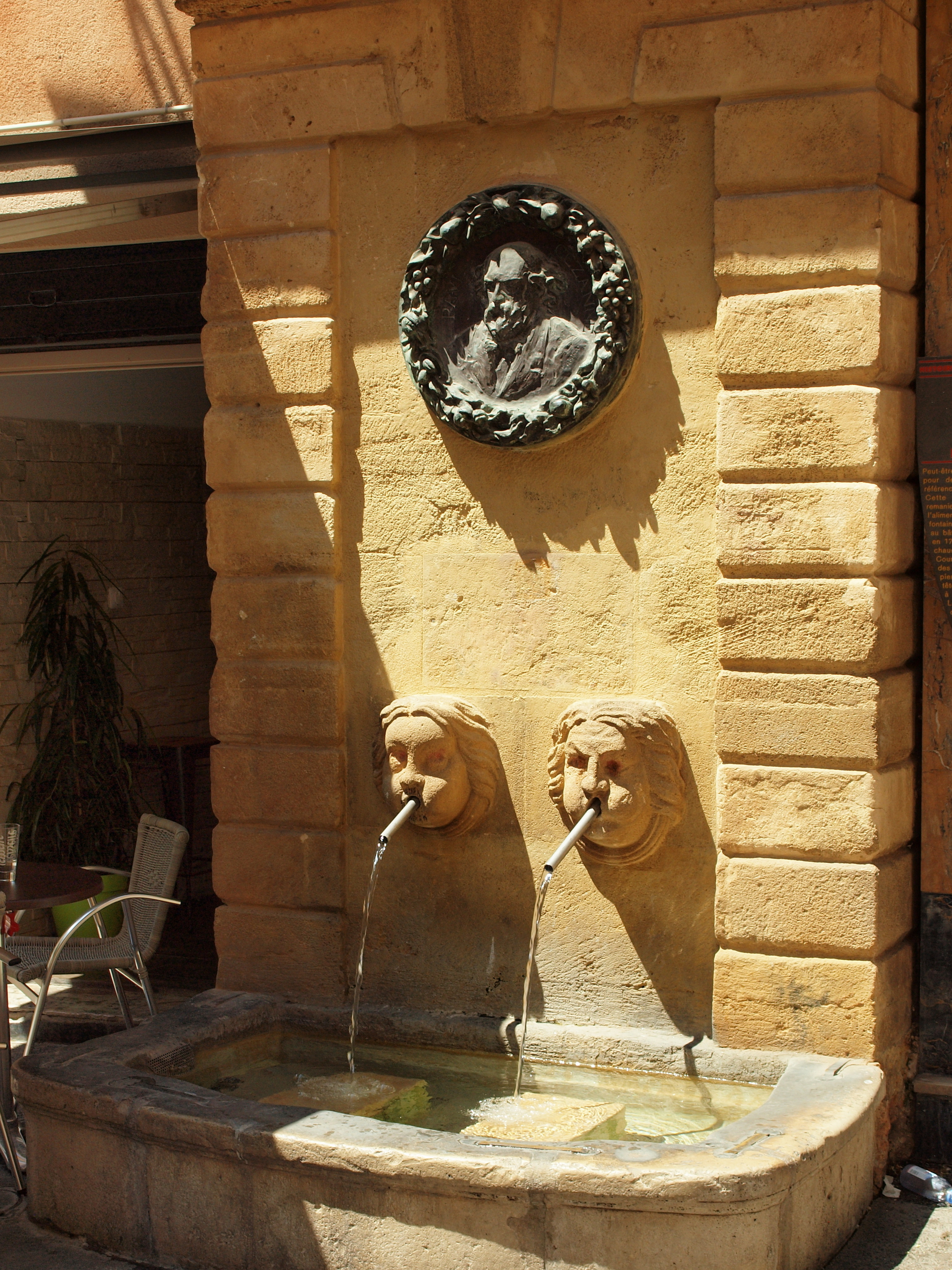
Fontaine des Bagniers,  Inscrit MH (1949)[10], le bronze est un portrait en médaillon de Paul Cézanne par Auguste Renoir (don d'Ambroise Vollard à la ville en 1926)
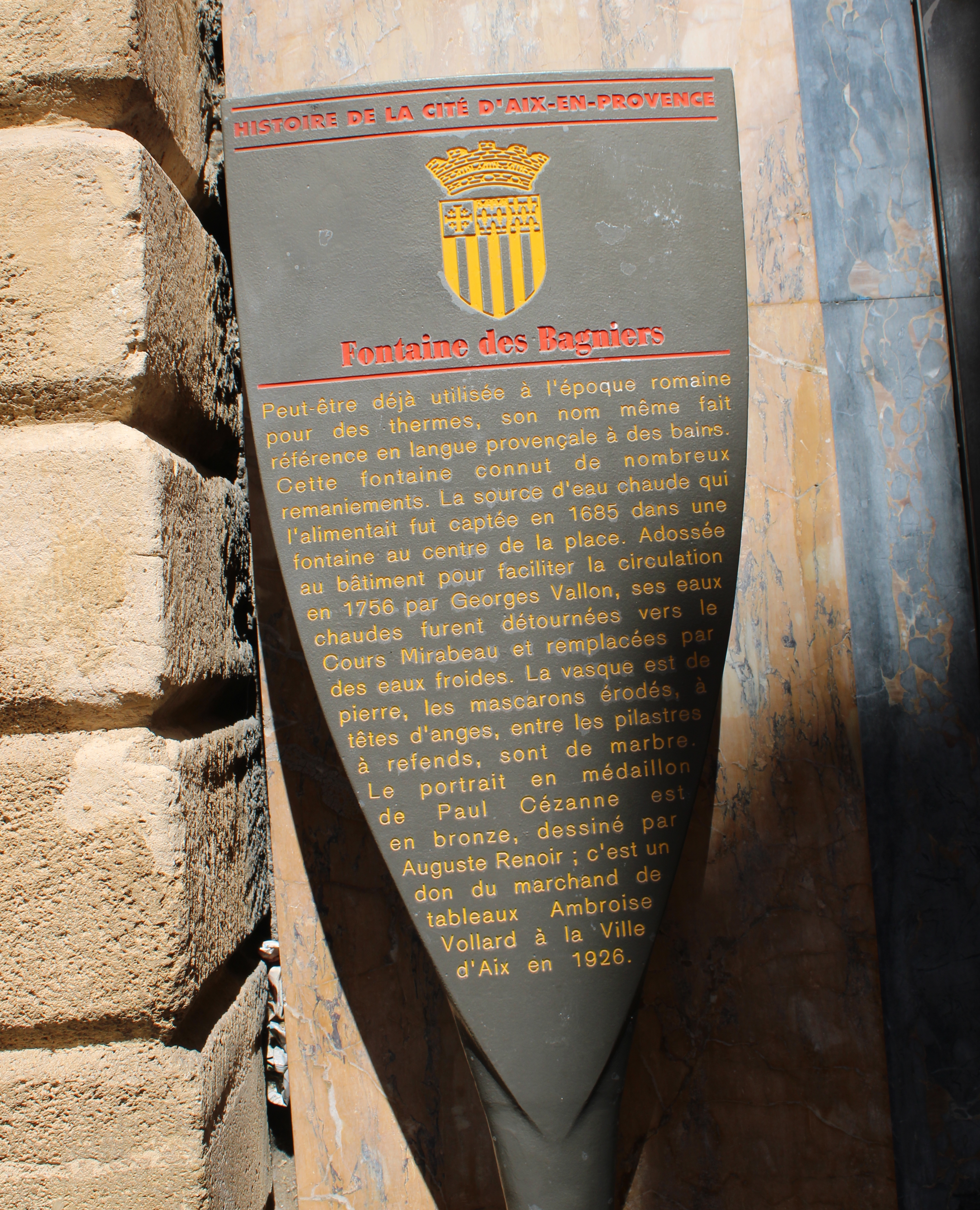
Historique de la fontaine.
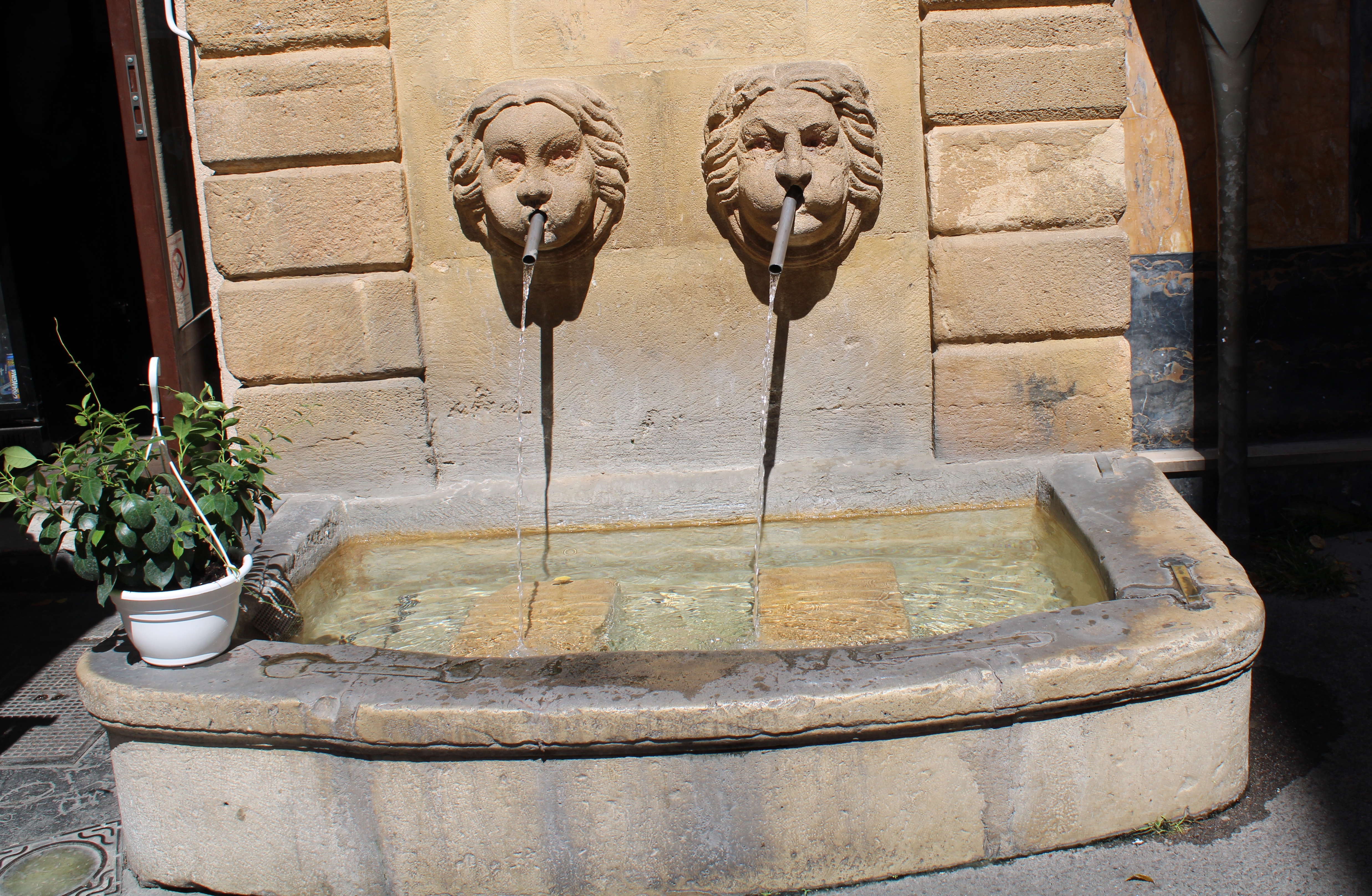
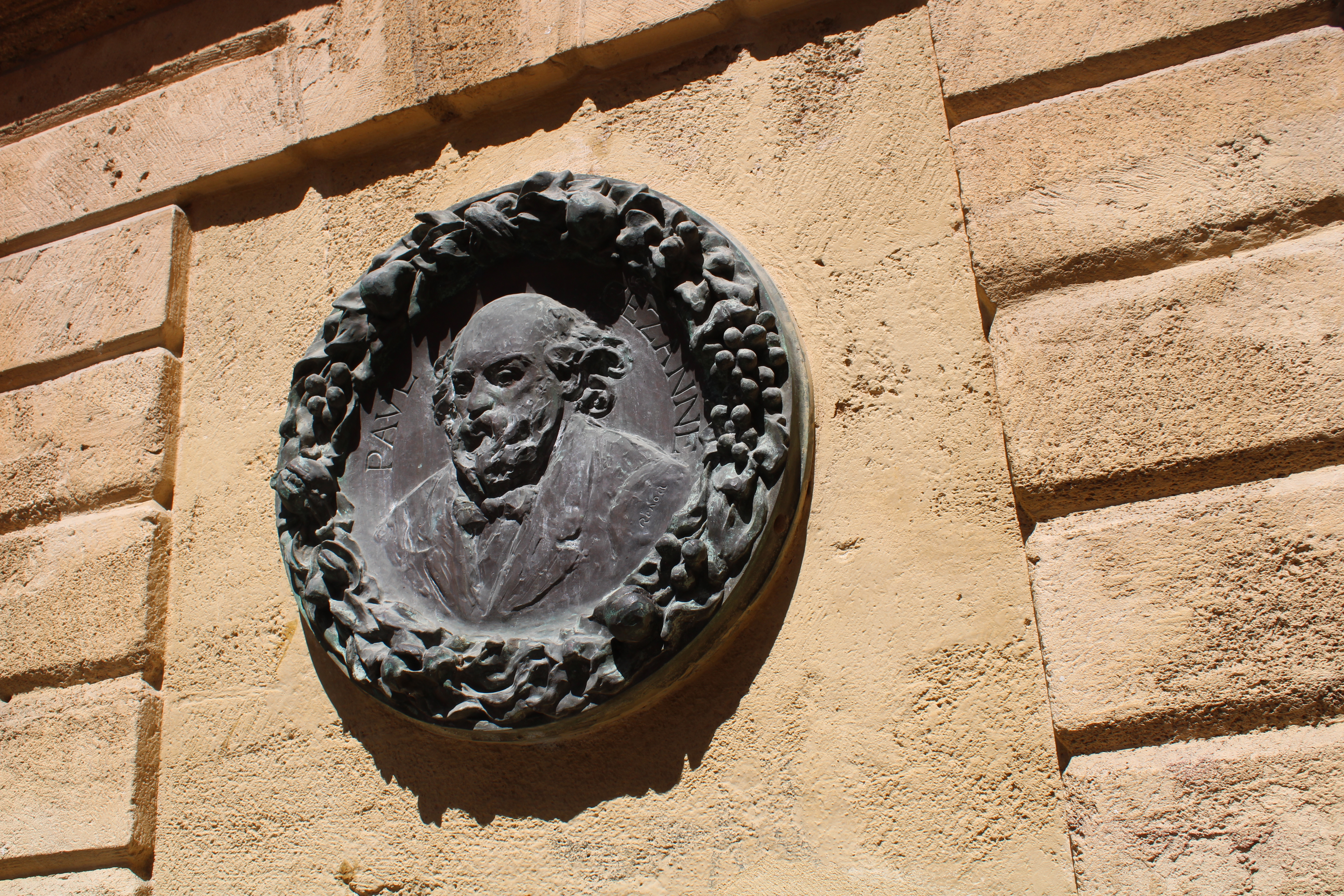
Médaillon hommage à Paul Cézanne.

### Prêcheurs
Autour de la place des prêcheurs (comprenant la place de Verdun) on dénombre: 

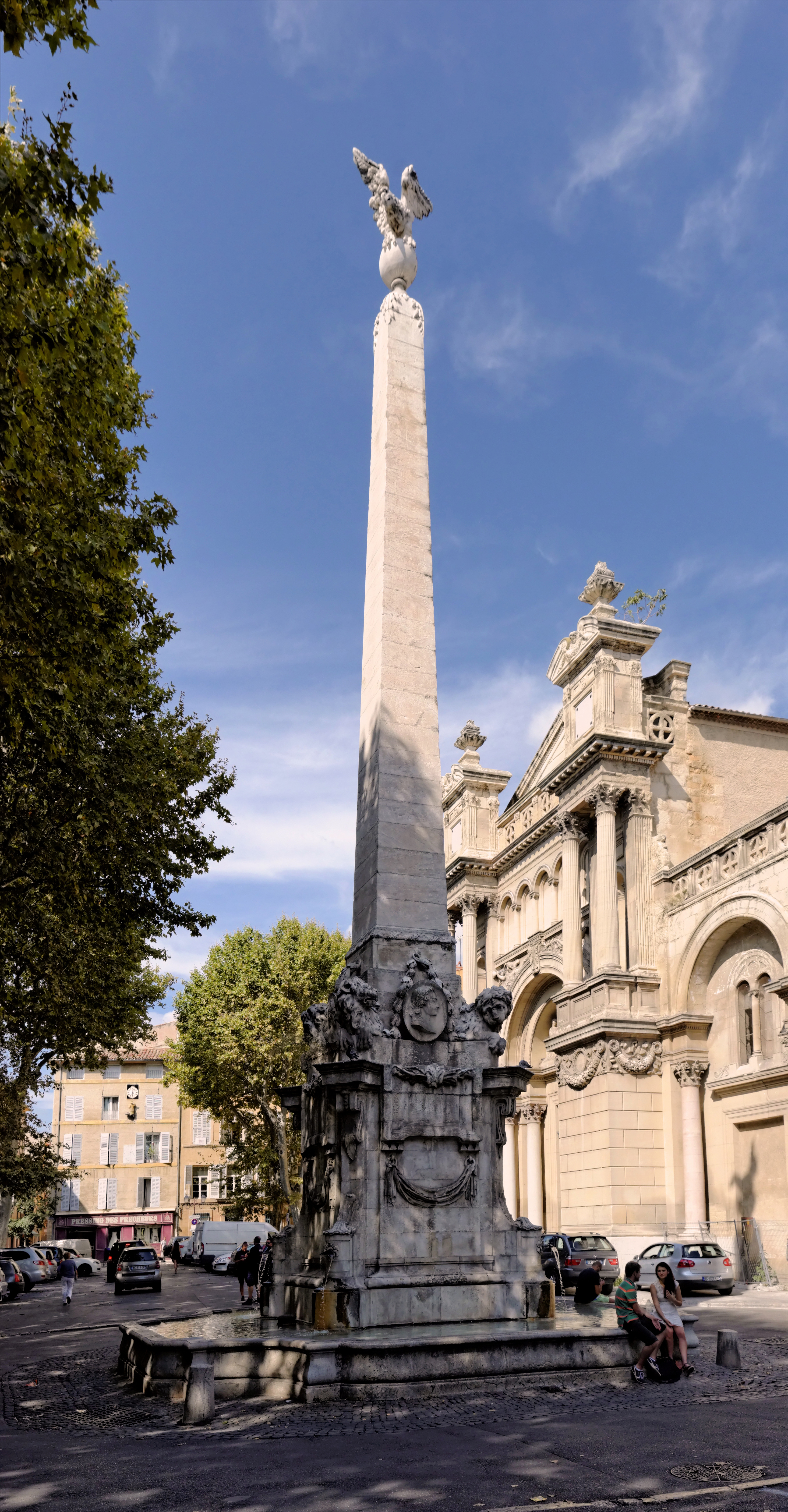
Fontaine des Prêcheurs, place des Prêcheurs, datant de 1758  Classé MH (1905). La fontaine et sa colonne marquent l'emplacement du bûcher où fut brûlé Louis Gaufridi en 1611.
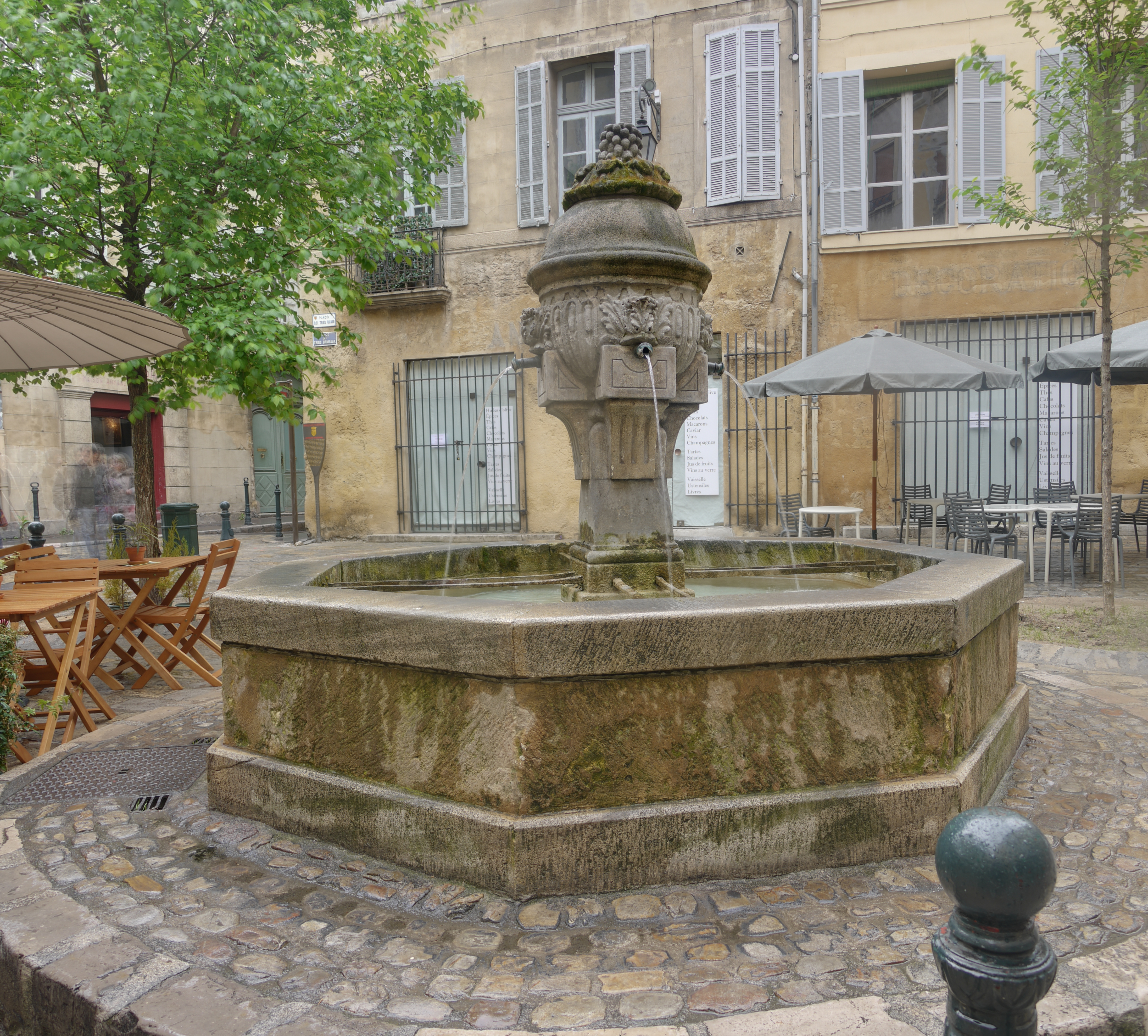
Fontaine des Trois Ormeaux, place des Trois Ormeaux, construite en 1632
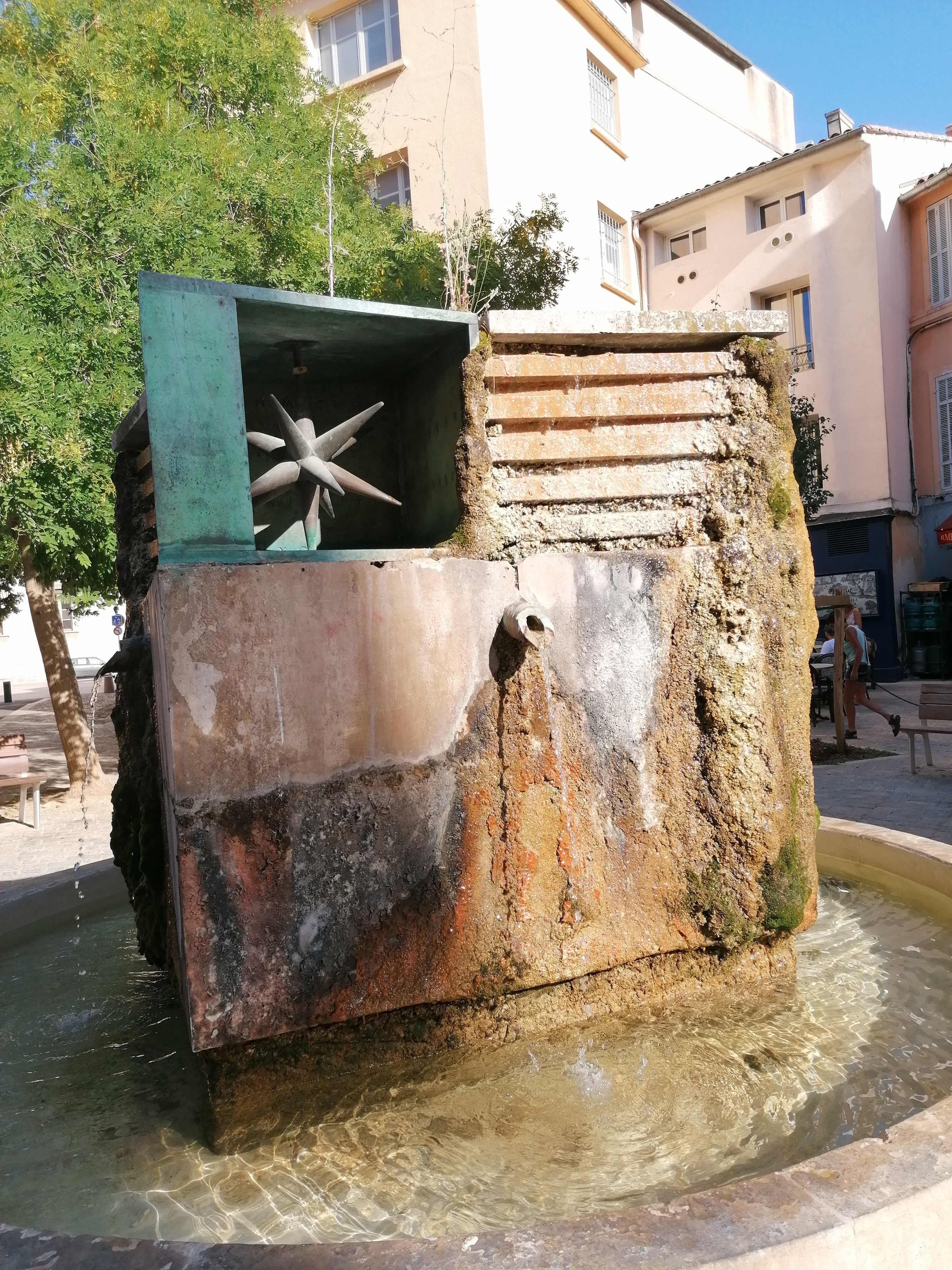
La fontaine des Lumières, rue Monclar, inaugurée en 1998, une des plus récentes du centre historique
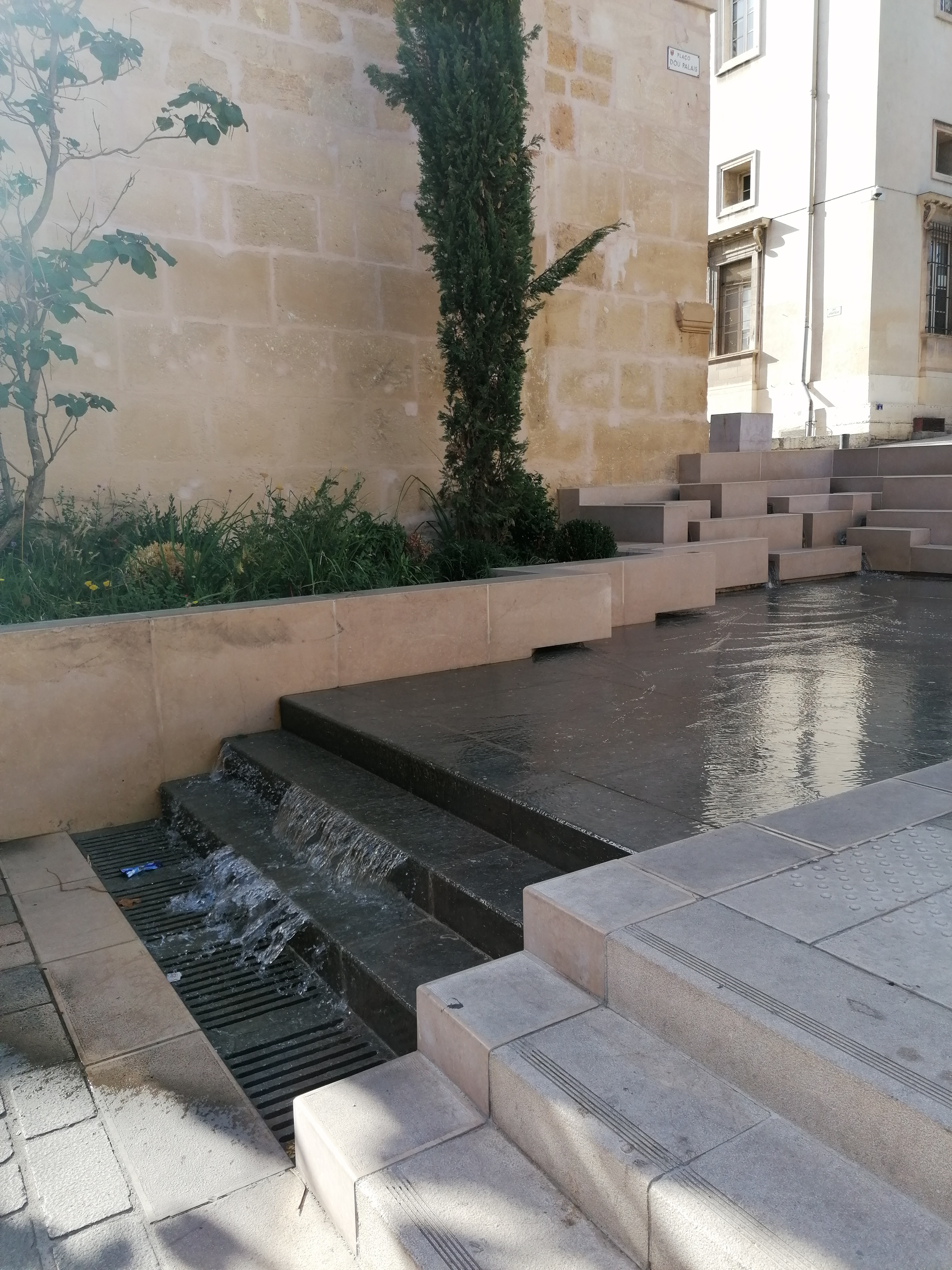
La Fontaine Joseph d'Arbaud, Place de Verdun, est nommée d'après ce poète et manadier provençal[12] Elle est la plus récente (2019) de la ville et porte les noms de ses ouvriers bâtisseurs.

### Villeneuve

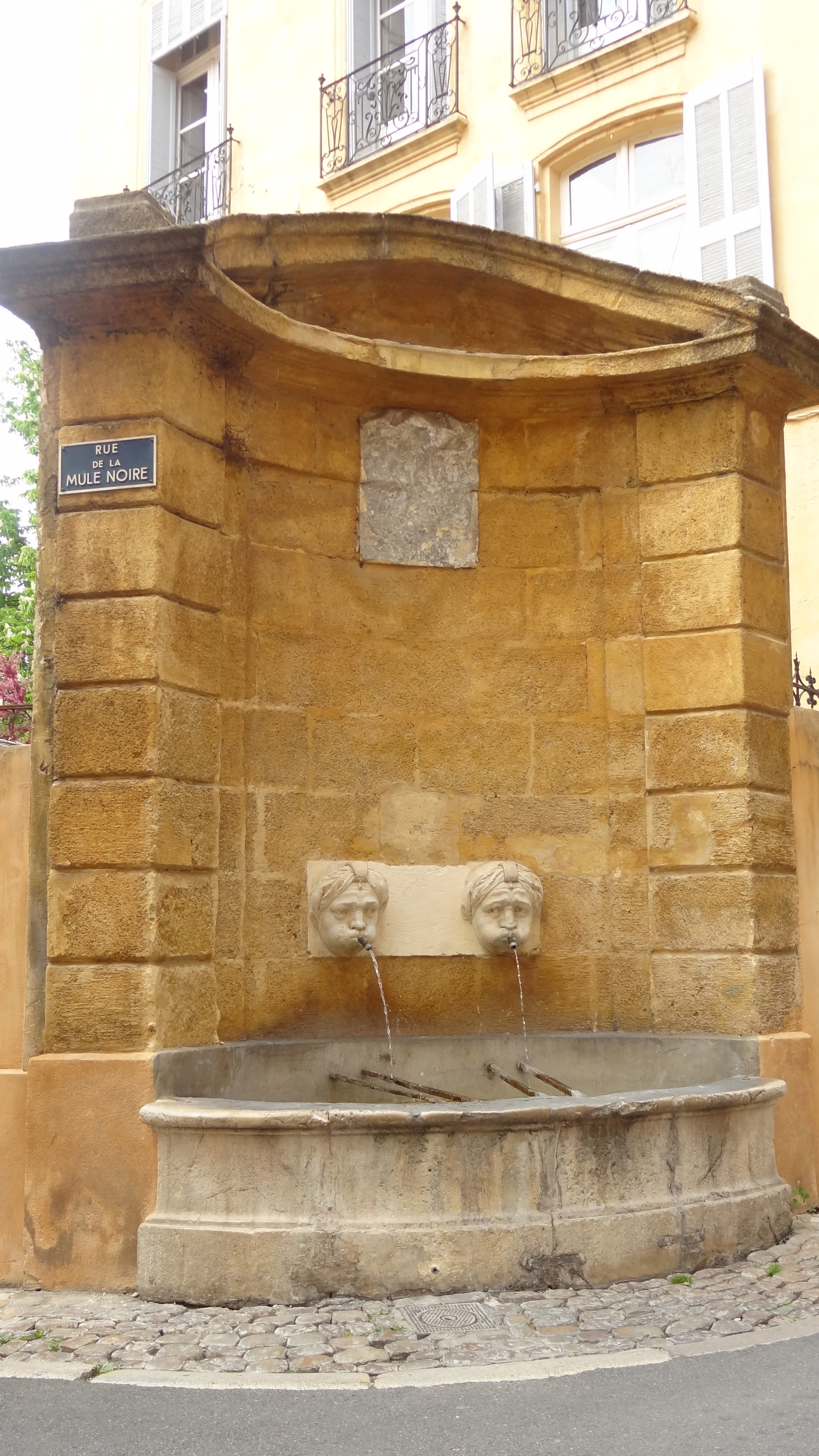
Fontaine de la Mule Noire, rue de la Mule Noire,  Inscrit MH (1949)

### Rambot - Lycée militaire

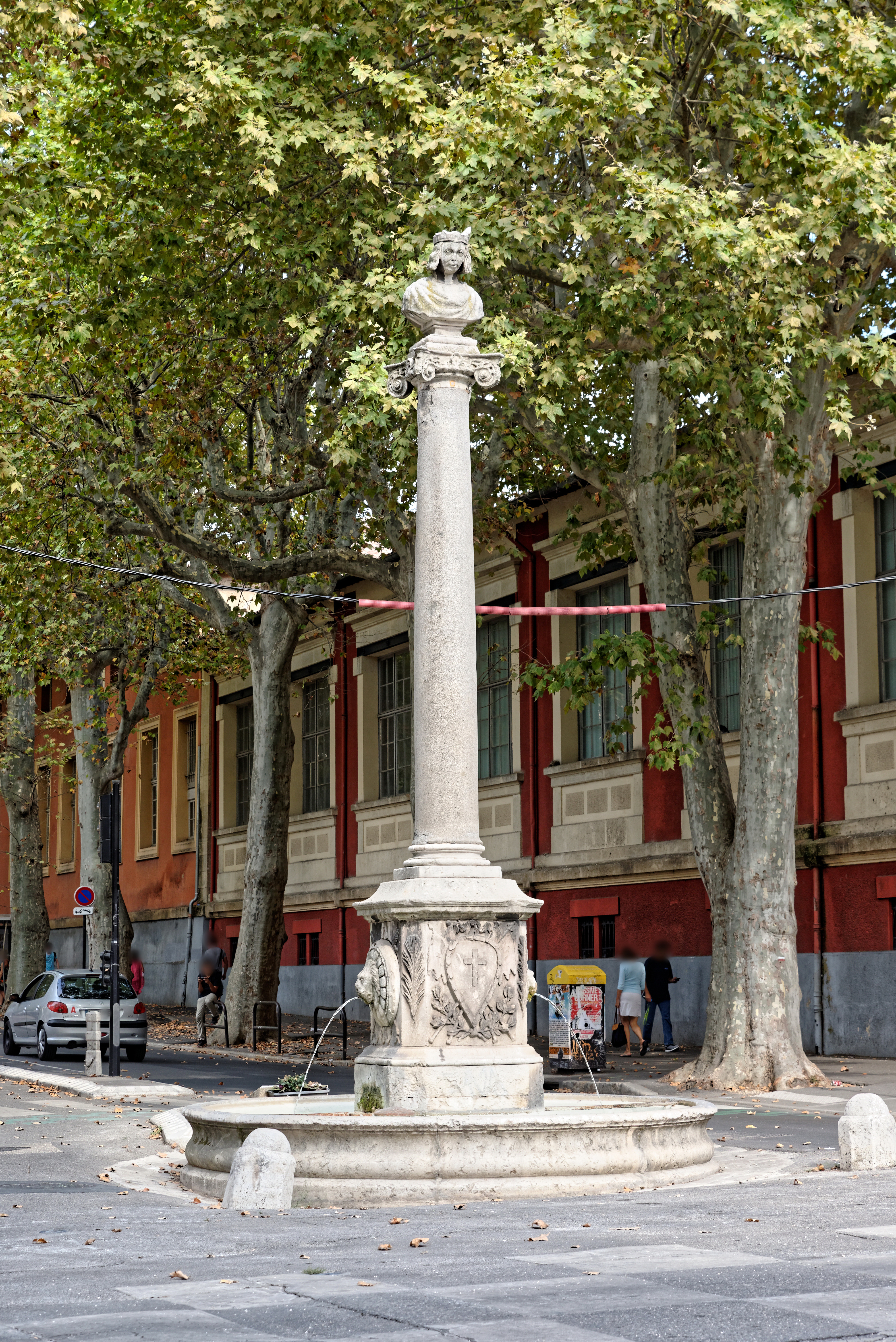
Fontaine Saint Louis, Cours des Arts-et-Métiers
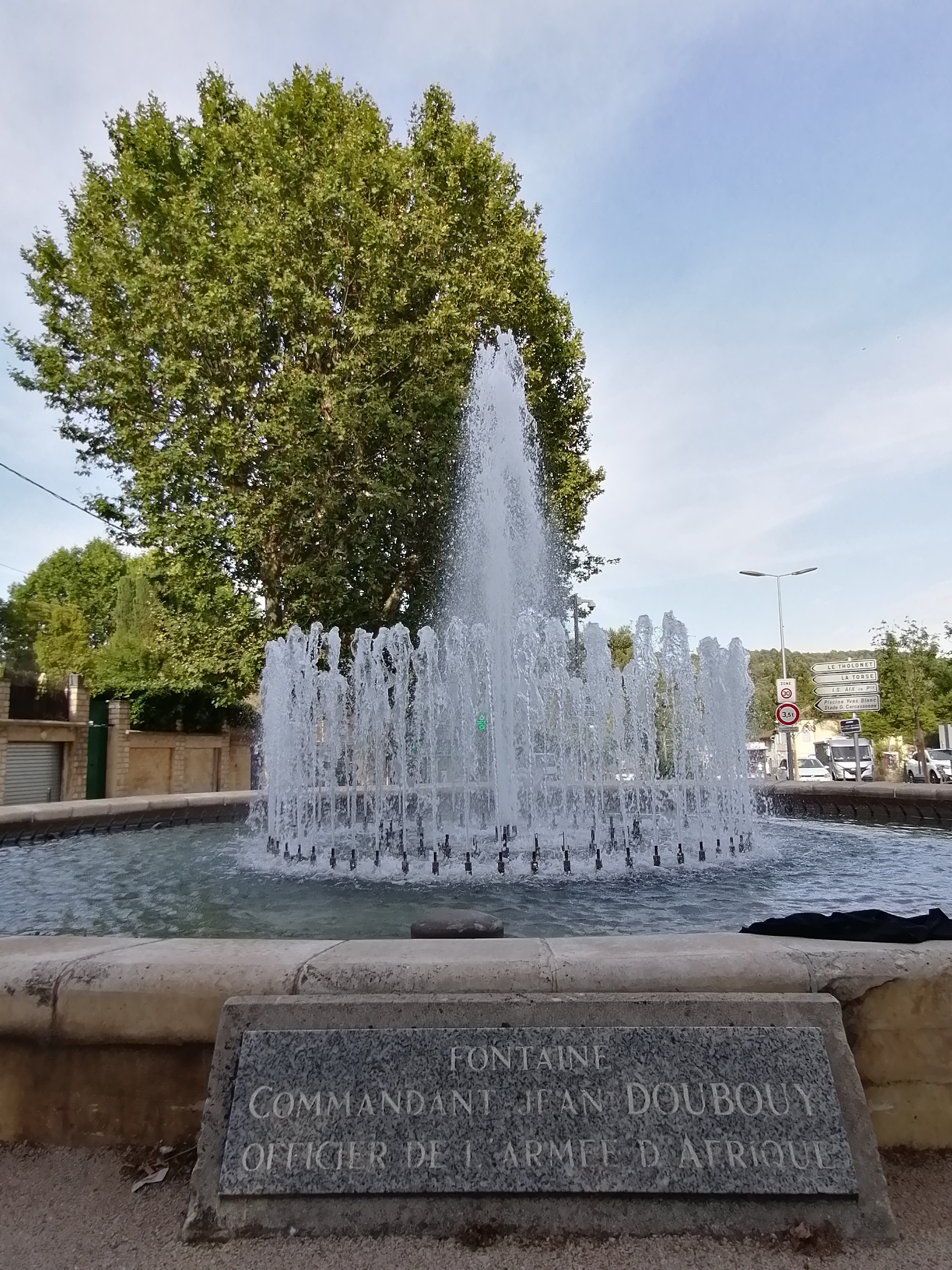
Fontaine Commandant Jean Doubouy[13], Officier de l'Armée d'Afrique, Lycée Militaire

### Miollis

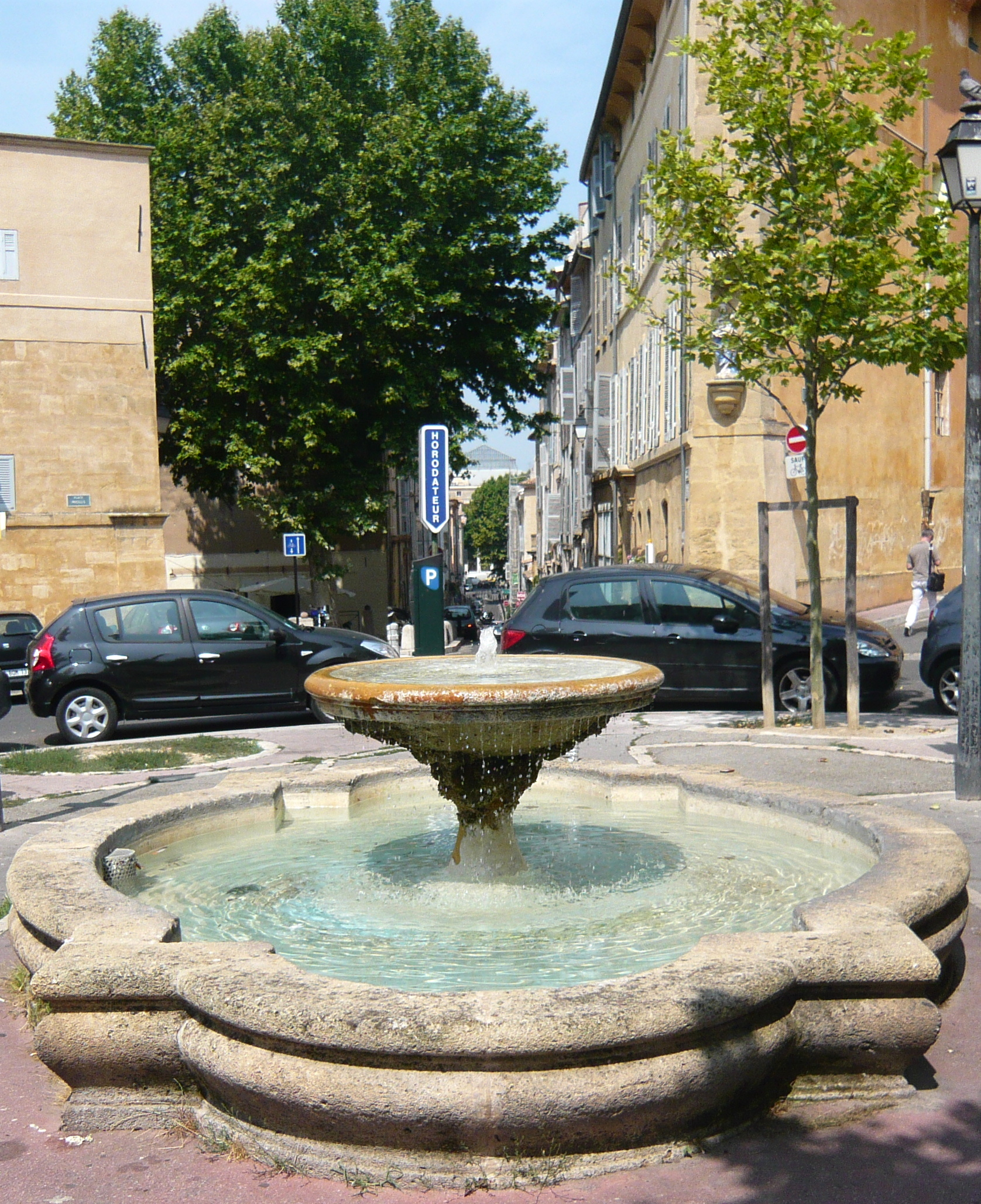
Fontaine de Miollis, place Miollis

### Bellegarde

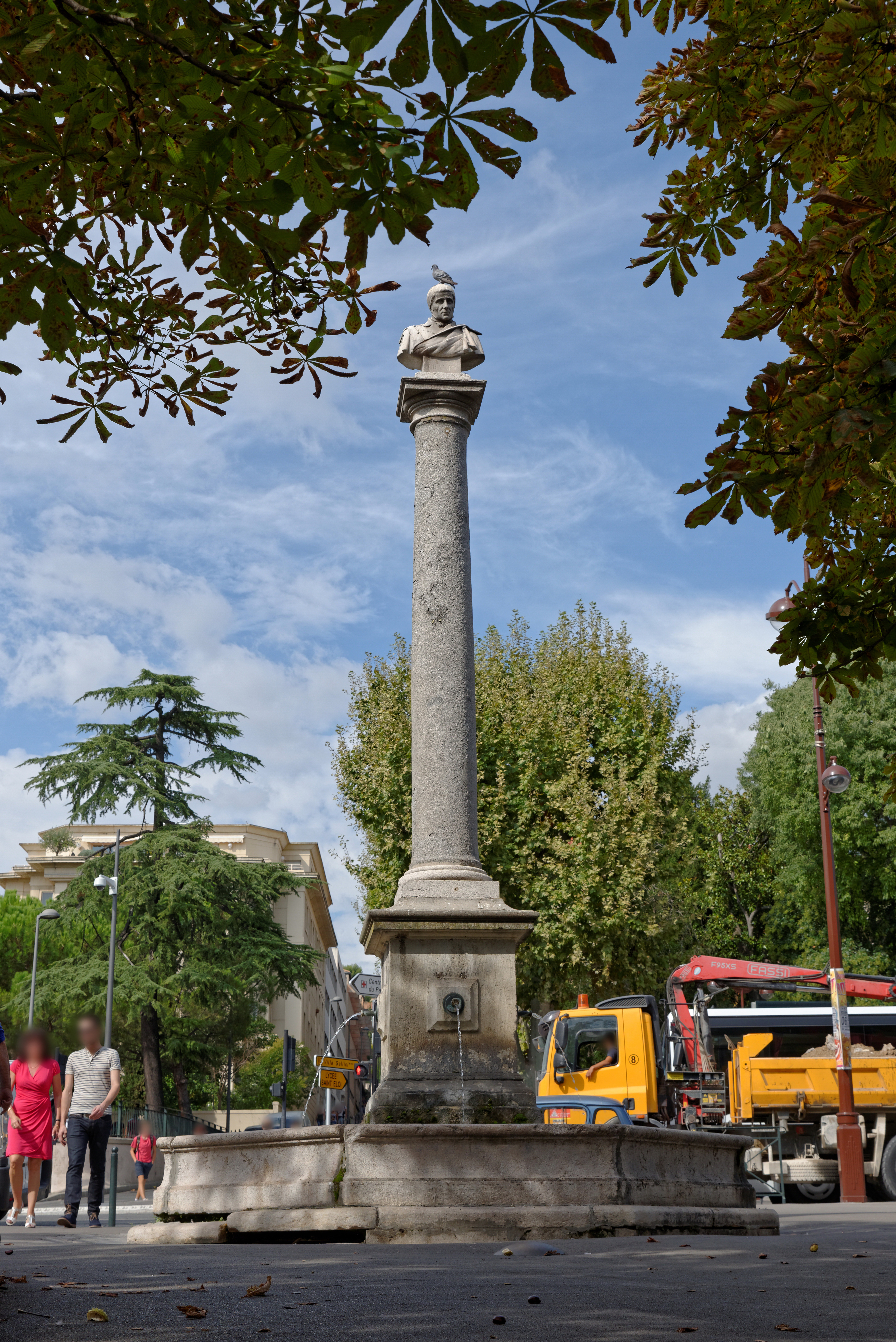
Fontaine Granet, place Bellegarde
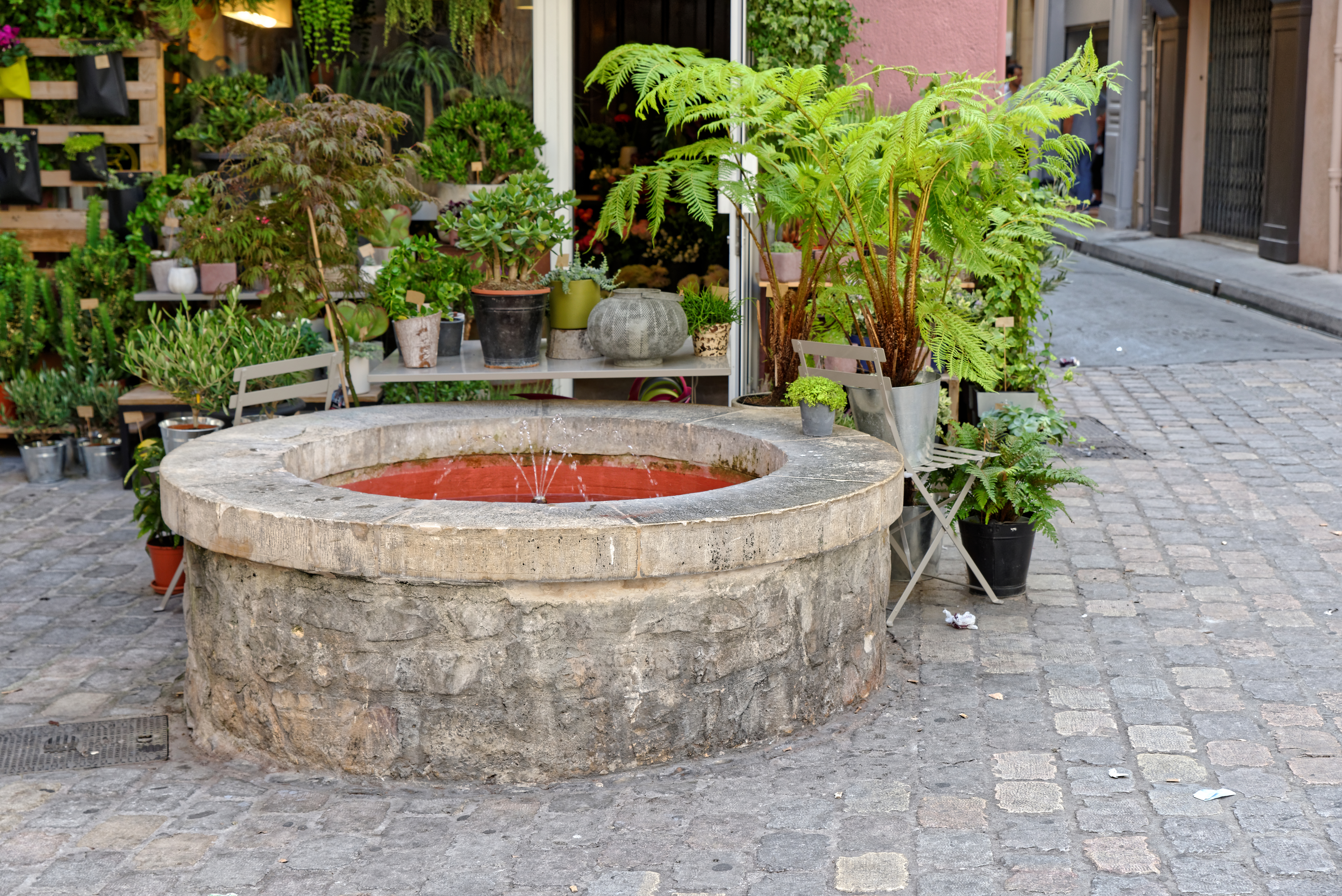
Fontaine du Puits Neuf, rue Mignet

### Méjanes - Gares

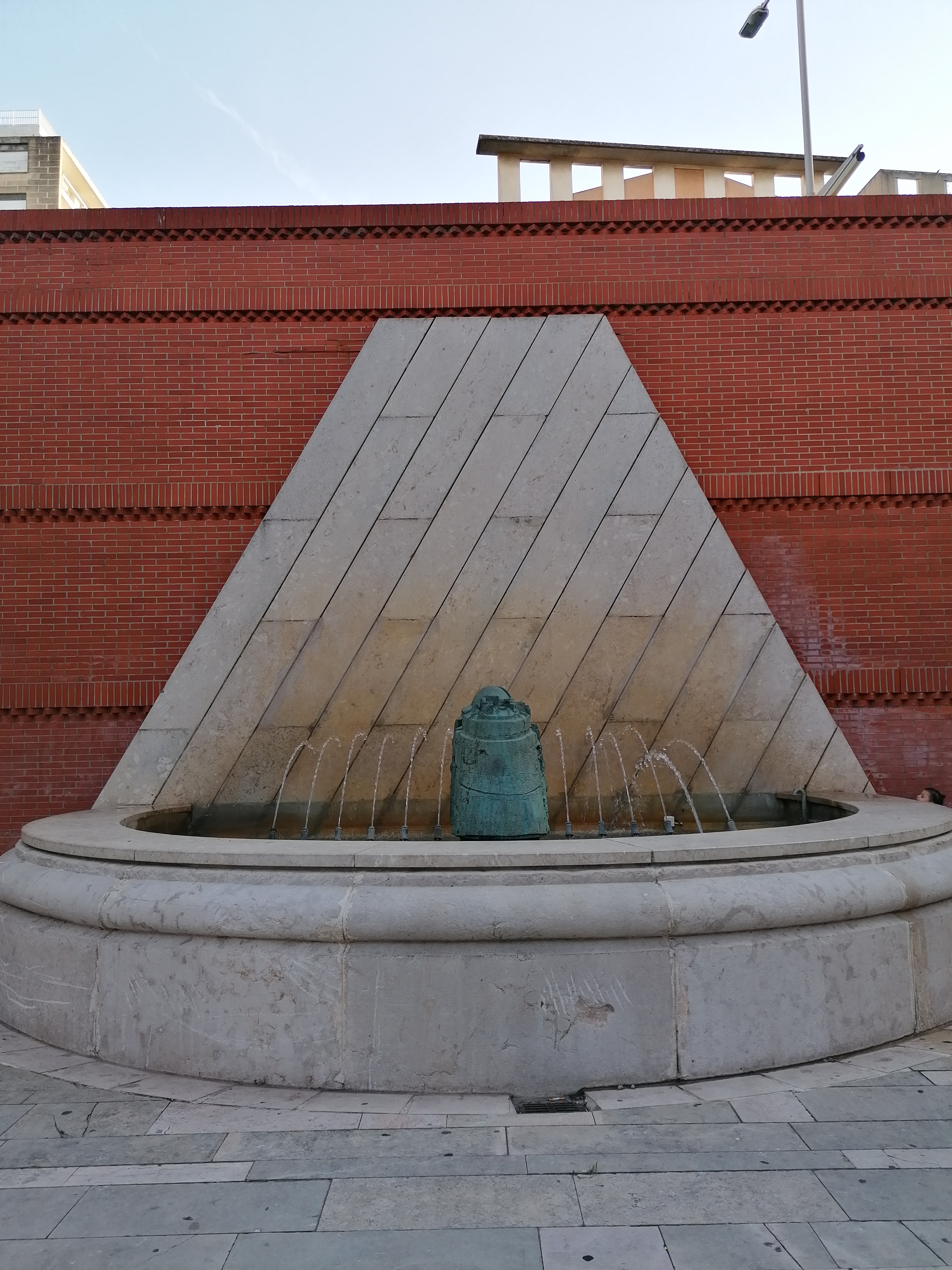
Fontaine de la Synagoge «le manège», traverse du cirque
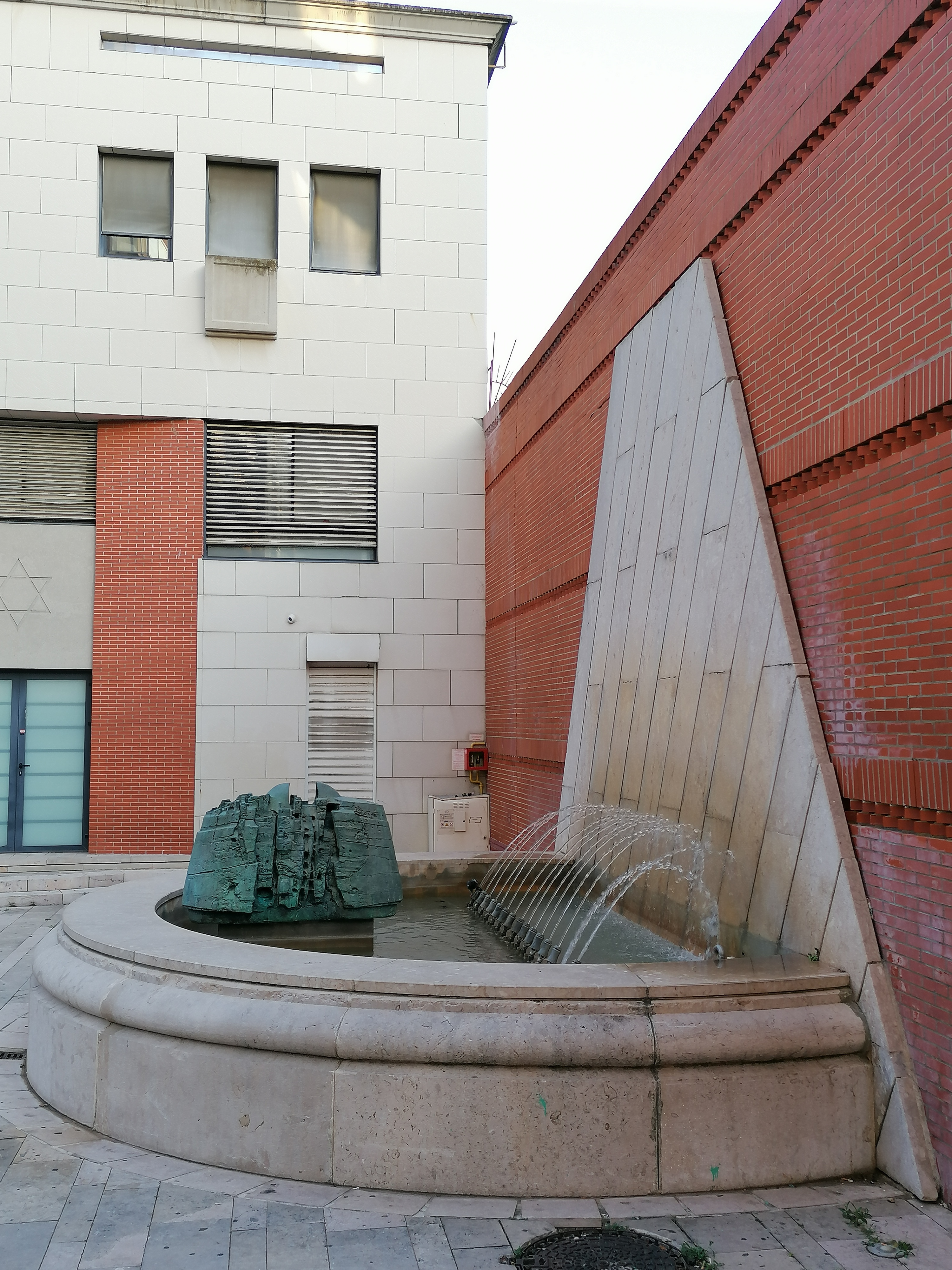
Fontaine de la Synagoge «le manège», traverse du cirque
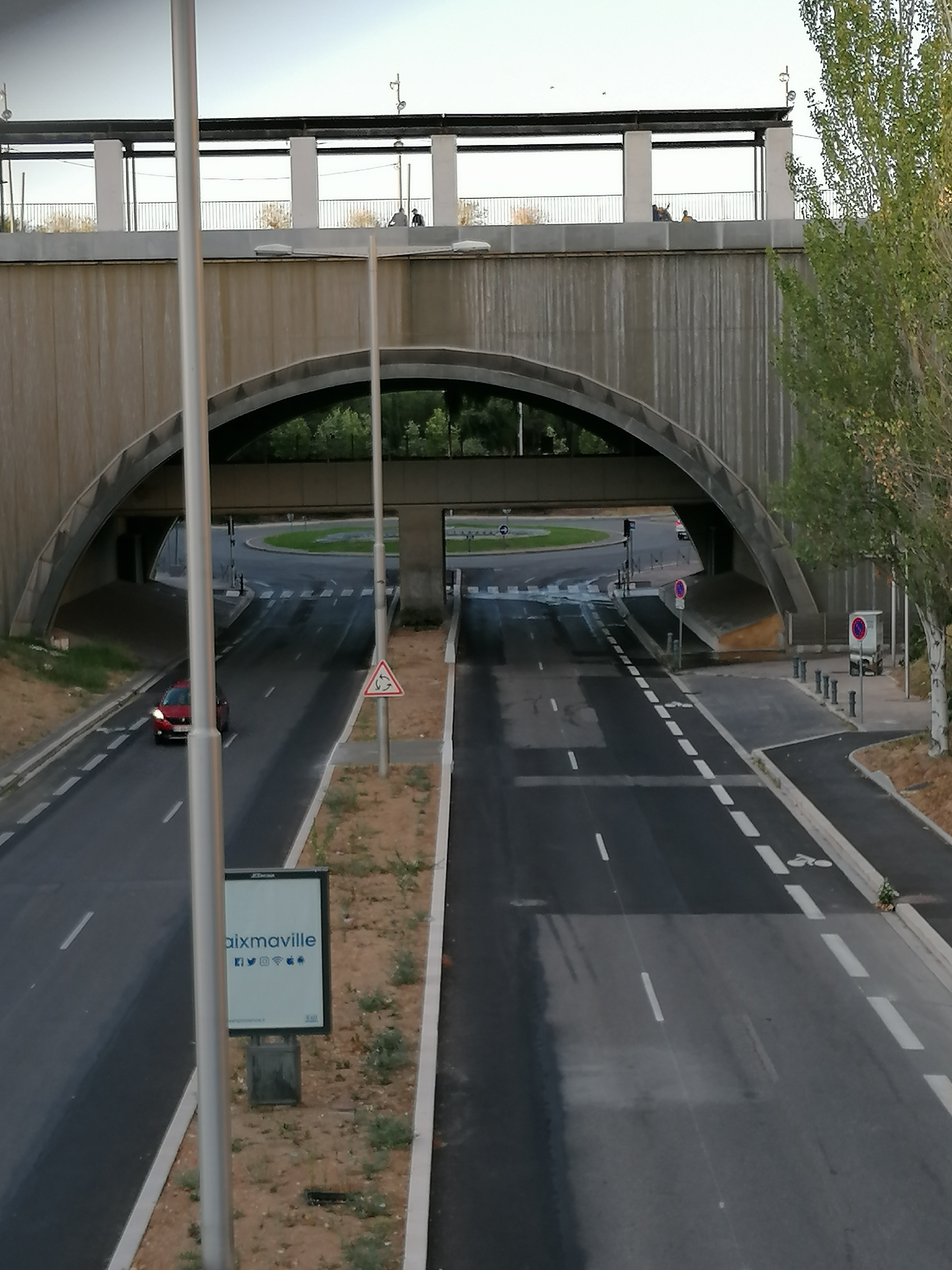
Mur d'eau, avenue Max Juvenal
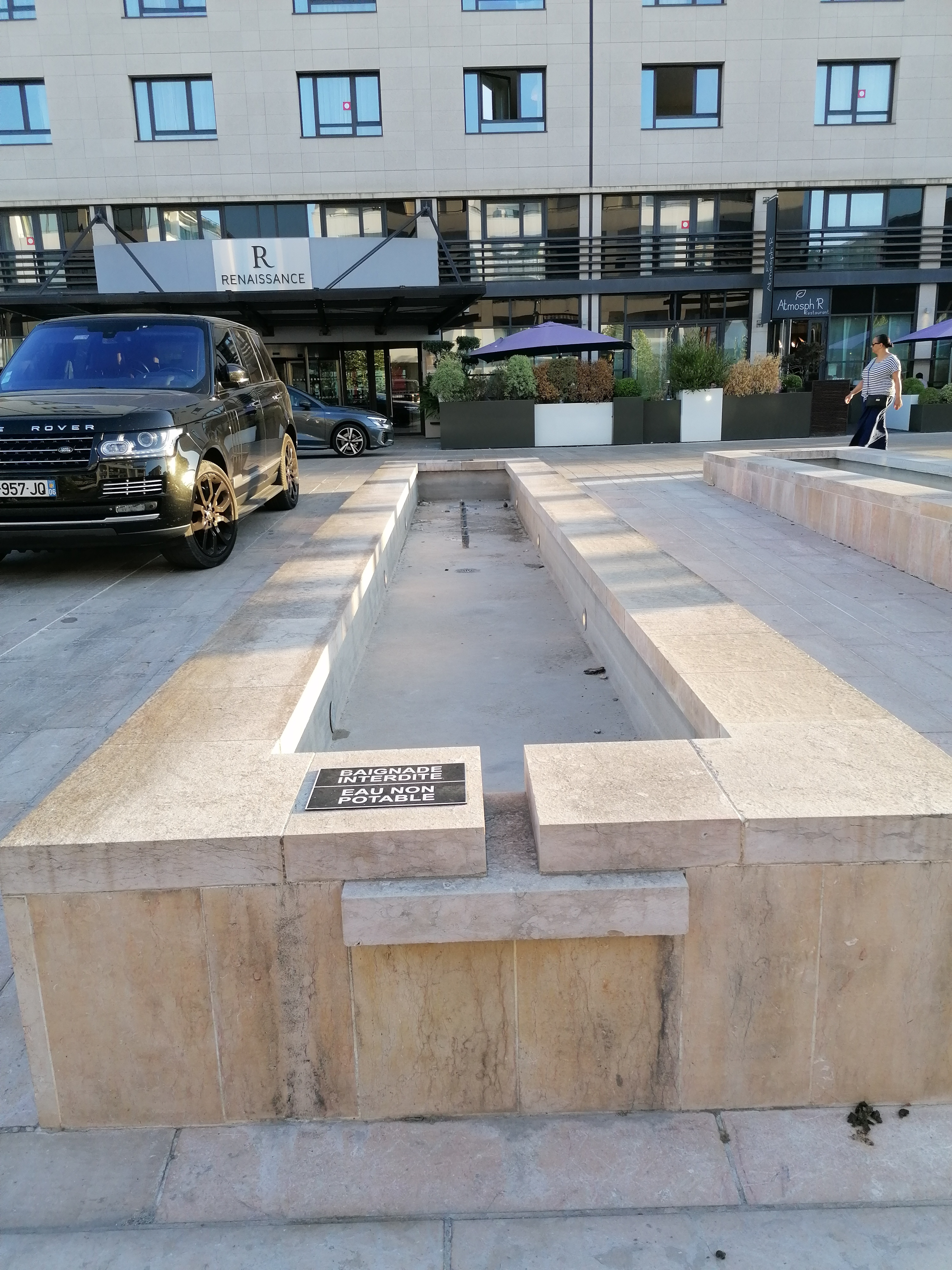
Fontaine de l'Avenue Mozart
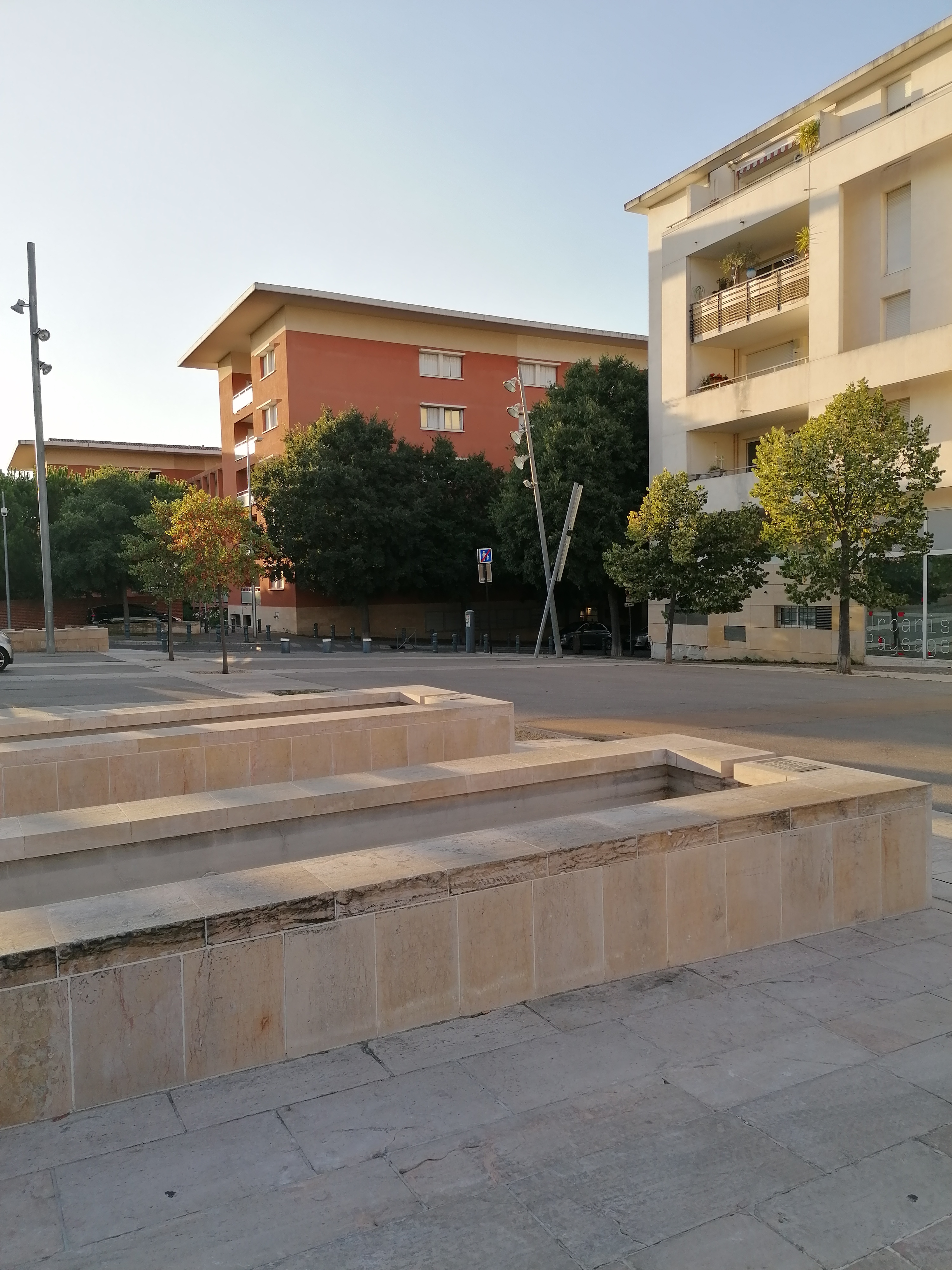
Fontaine de L'Avenue Mozart
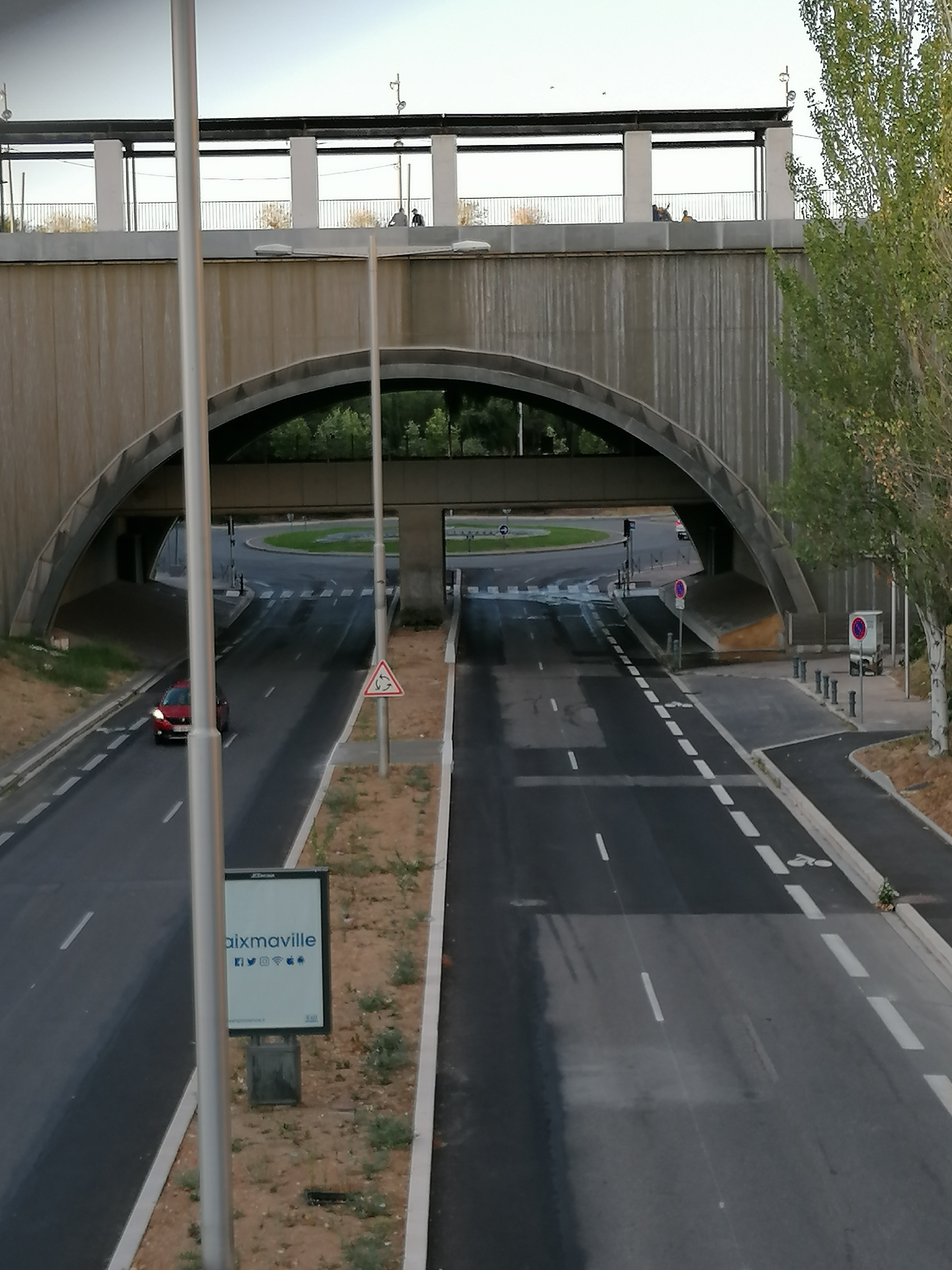
Fontaine du Rond-Point François Turpin (derrière l'arc du mur d'eau[15])

### Jourdan

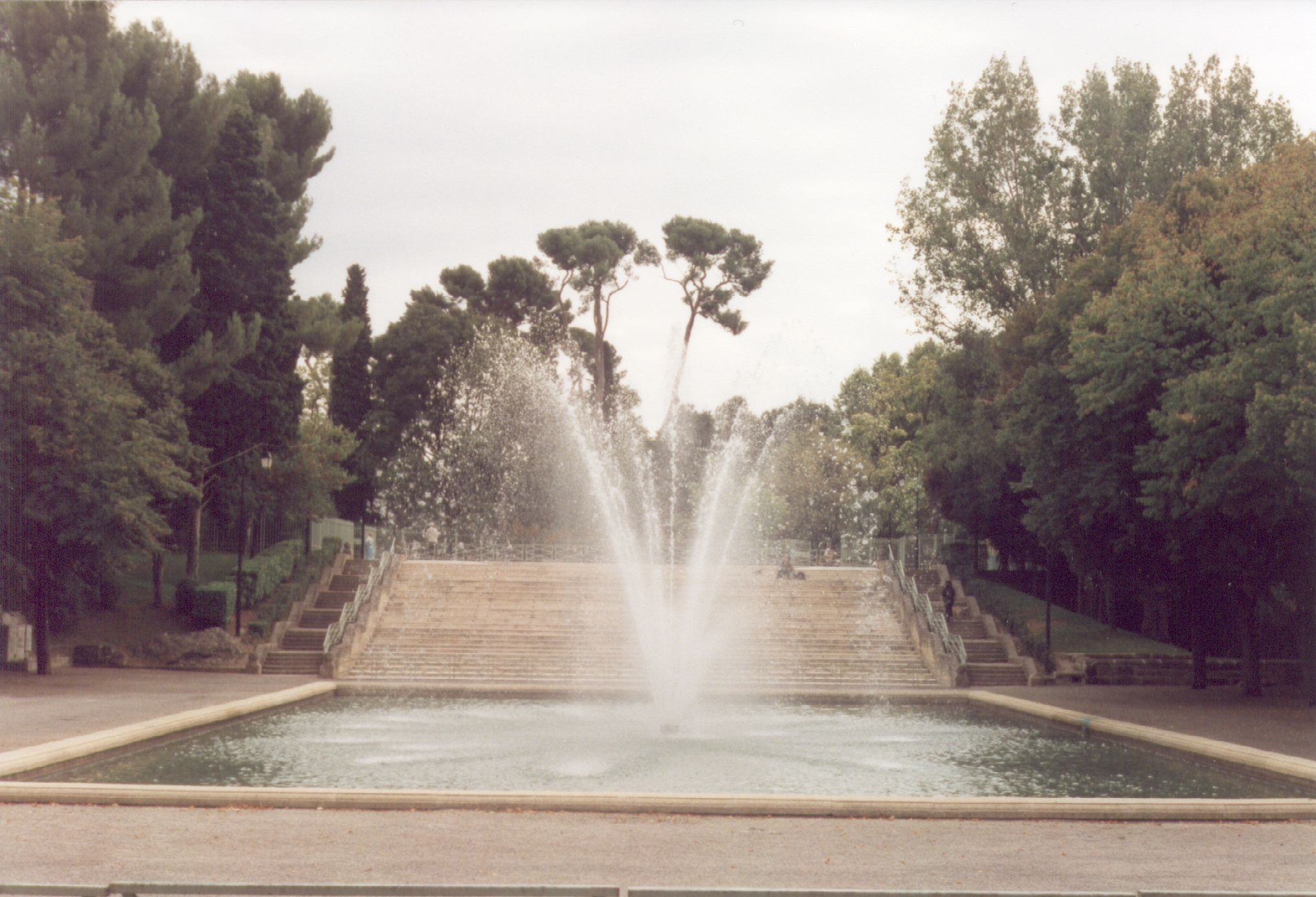
Fontaine et miroir d'eau du Parc Jourdan

### Minimes

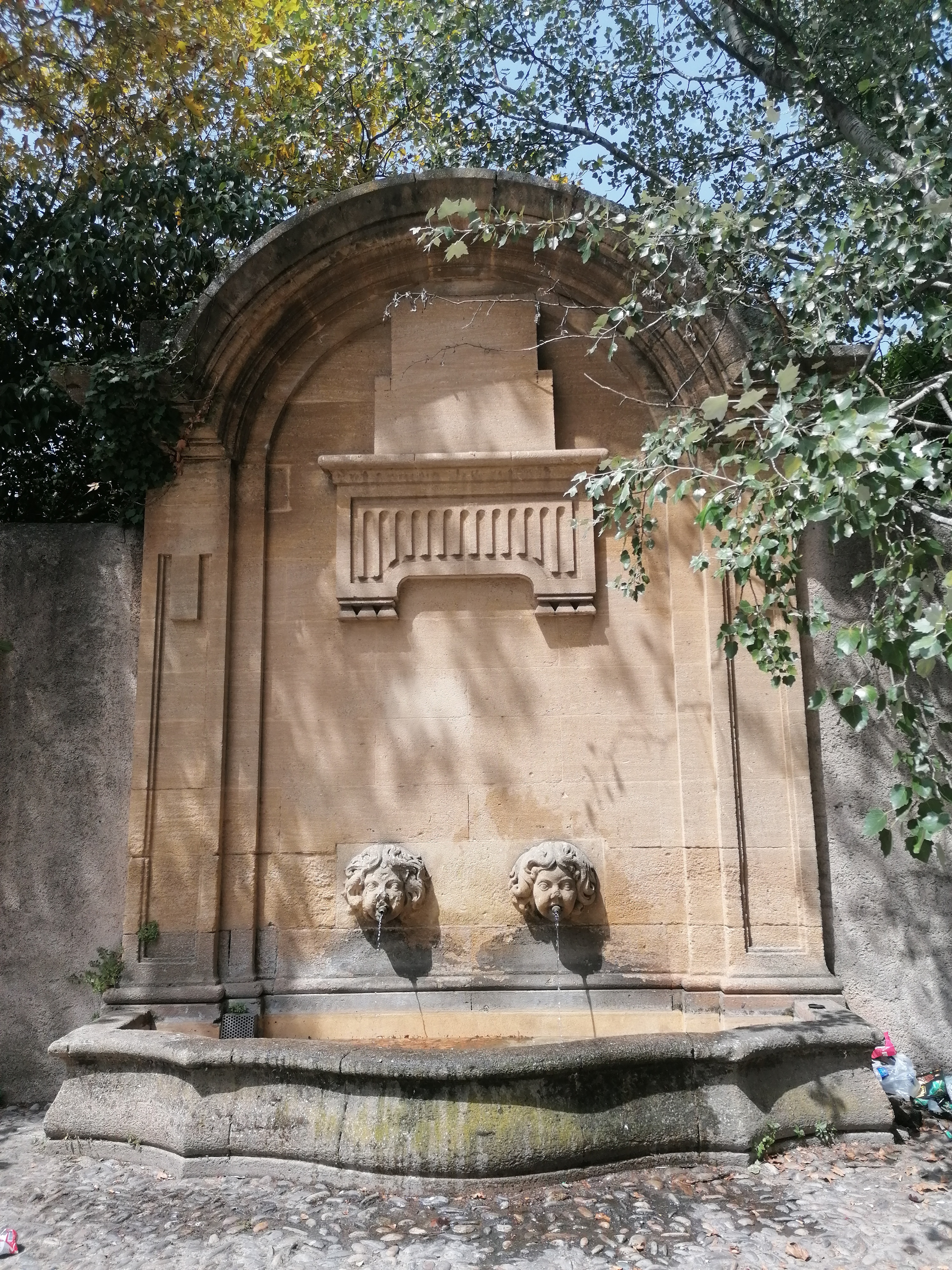
Fontaine des Minimes, Cours des Minimes

### Jas de Bouffan

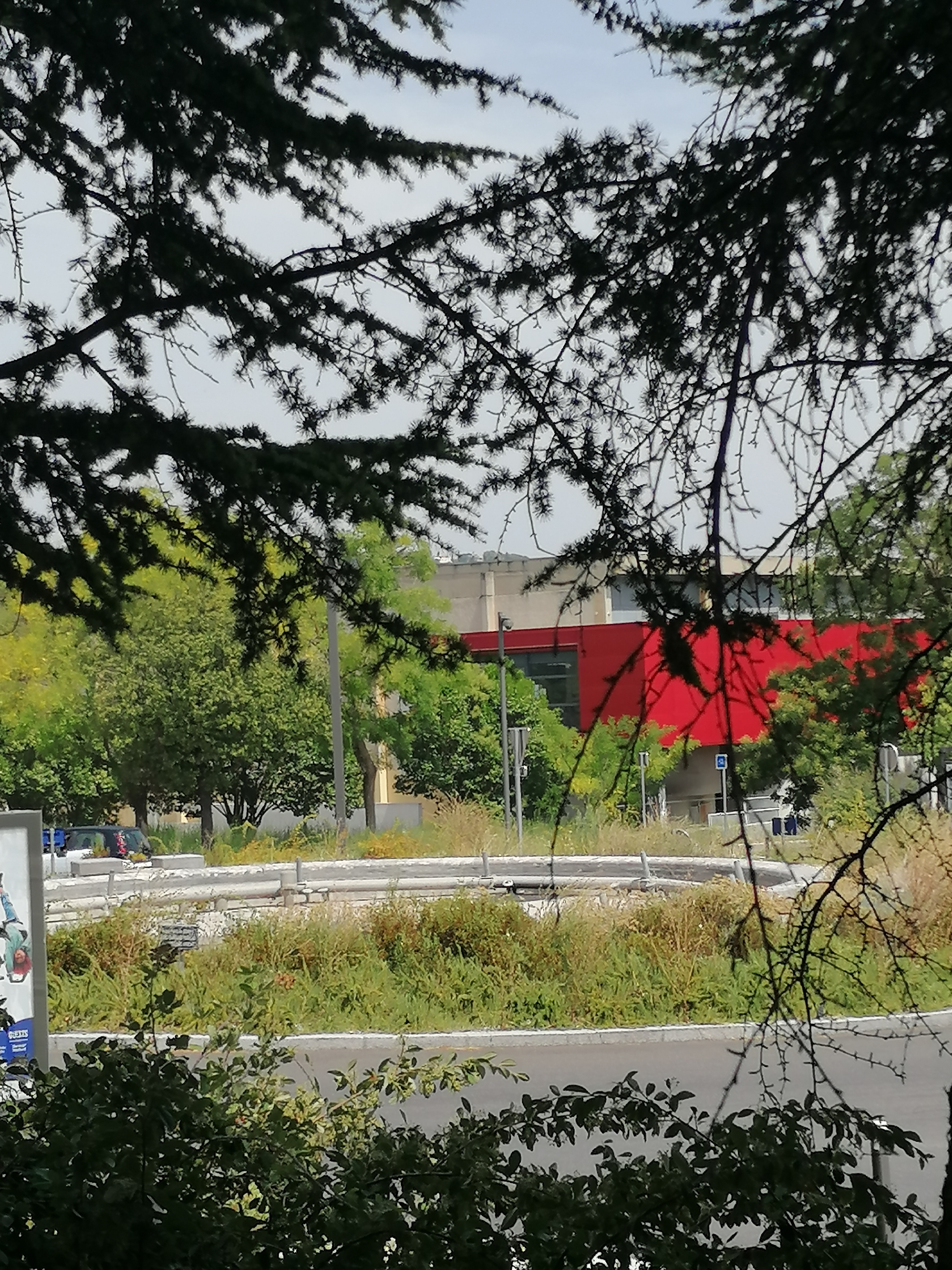
Fontaine du rond-point du Corps Expéditionnaire Francais en Extrème Orient
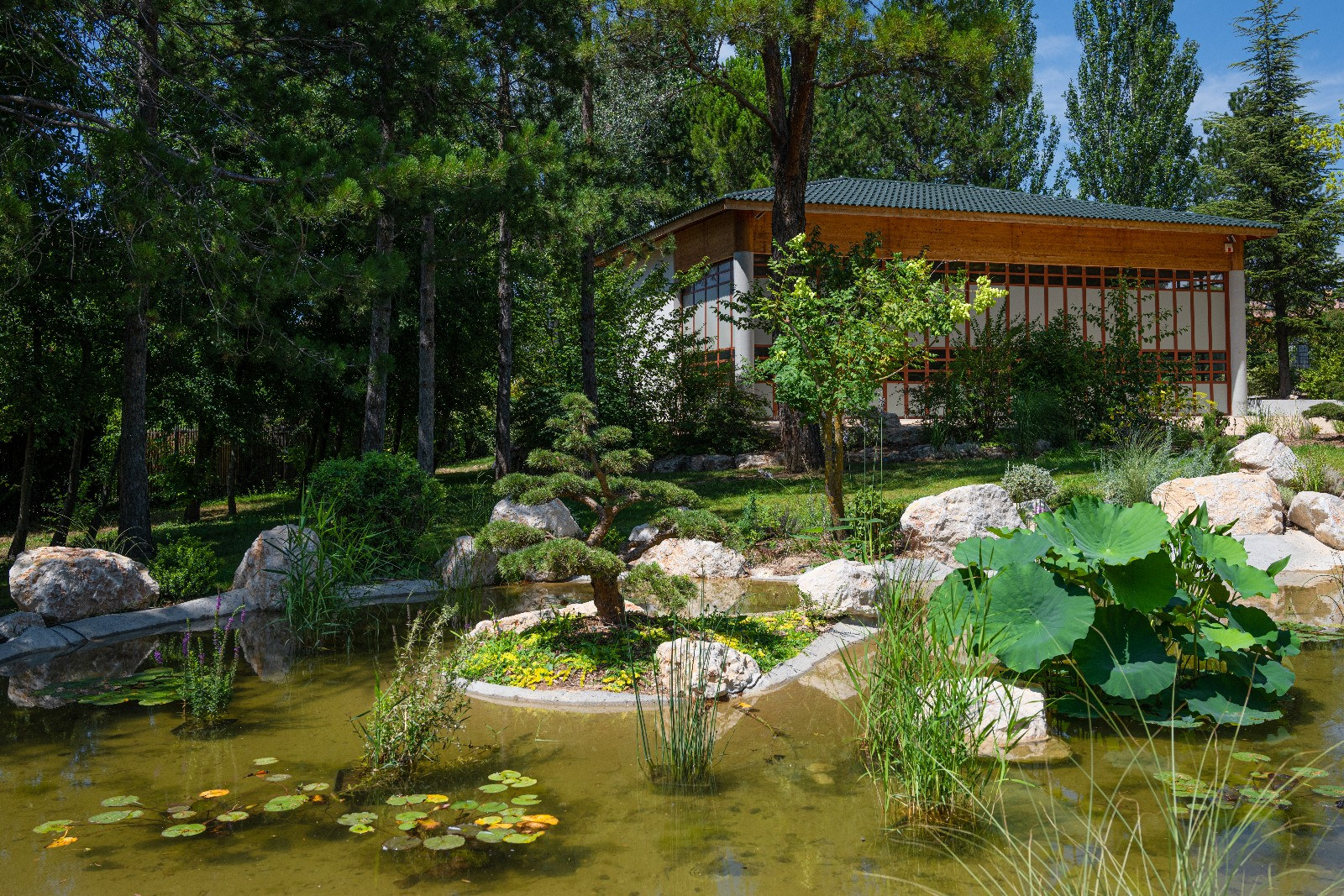
Bassin du jardin japonais et Théâtre Nô d'Aix-en-Provence, Parc Saint-Mitre.

- Fontaine du Parc paysager
- Fontaine du rond-point Pierre-Joseph Baumel[17]

### Pont de l'Arc

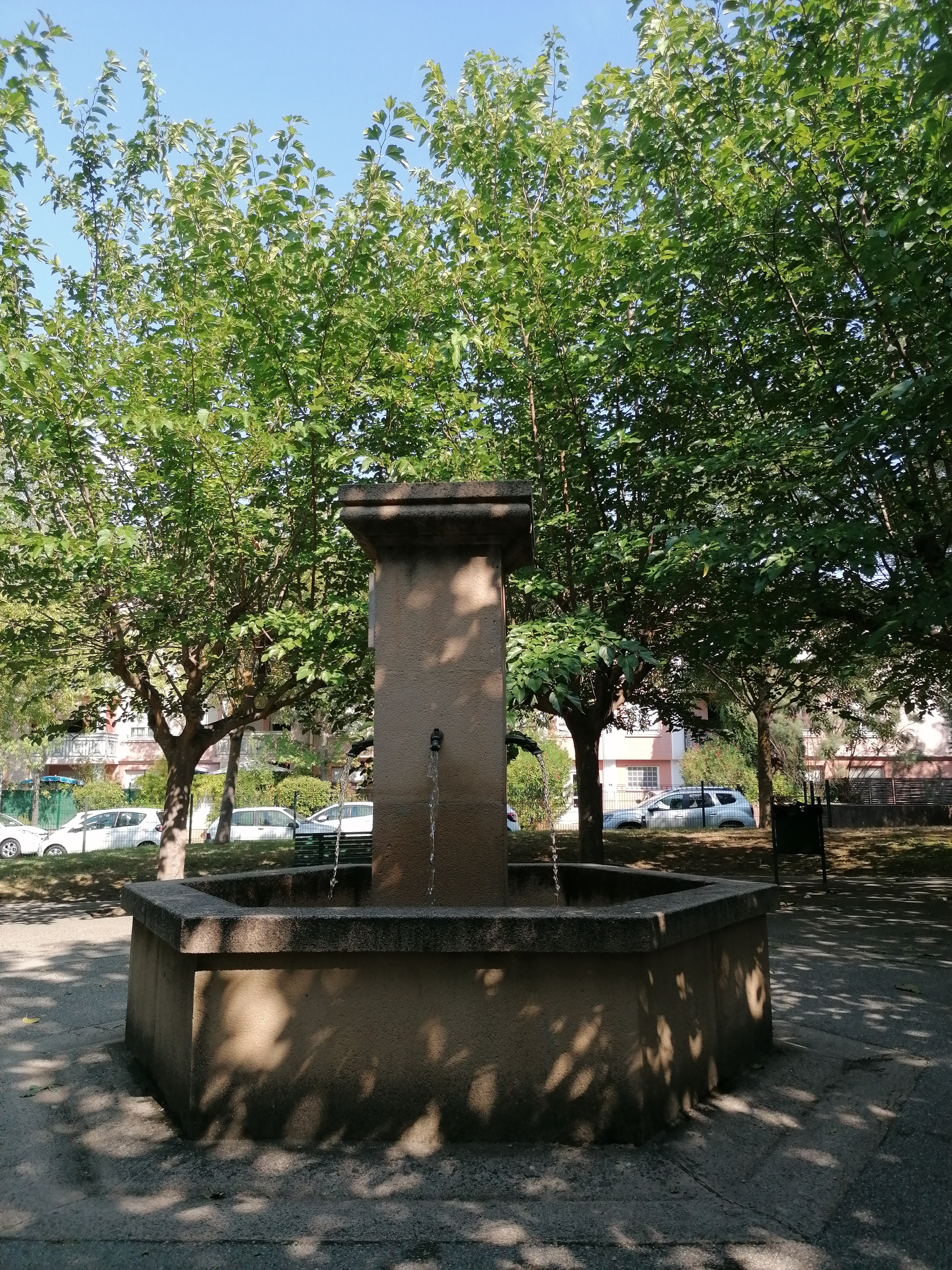
Fontaine du square Jane Aublet, Pont de l'arc

### Les Milles

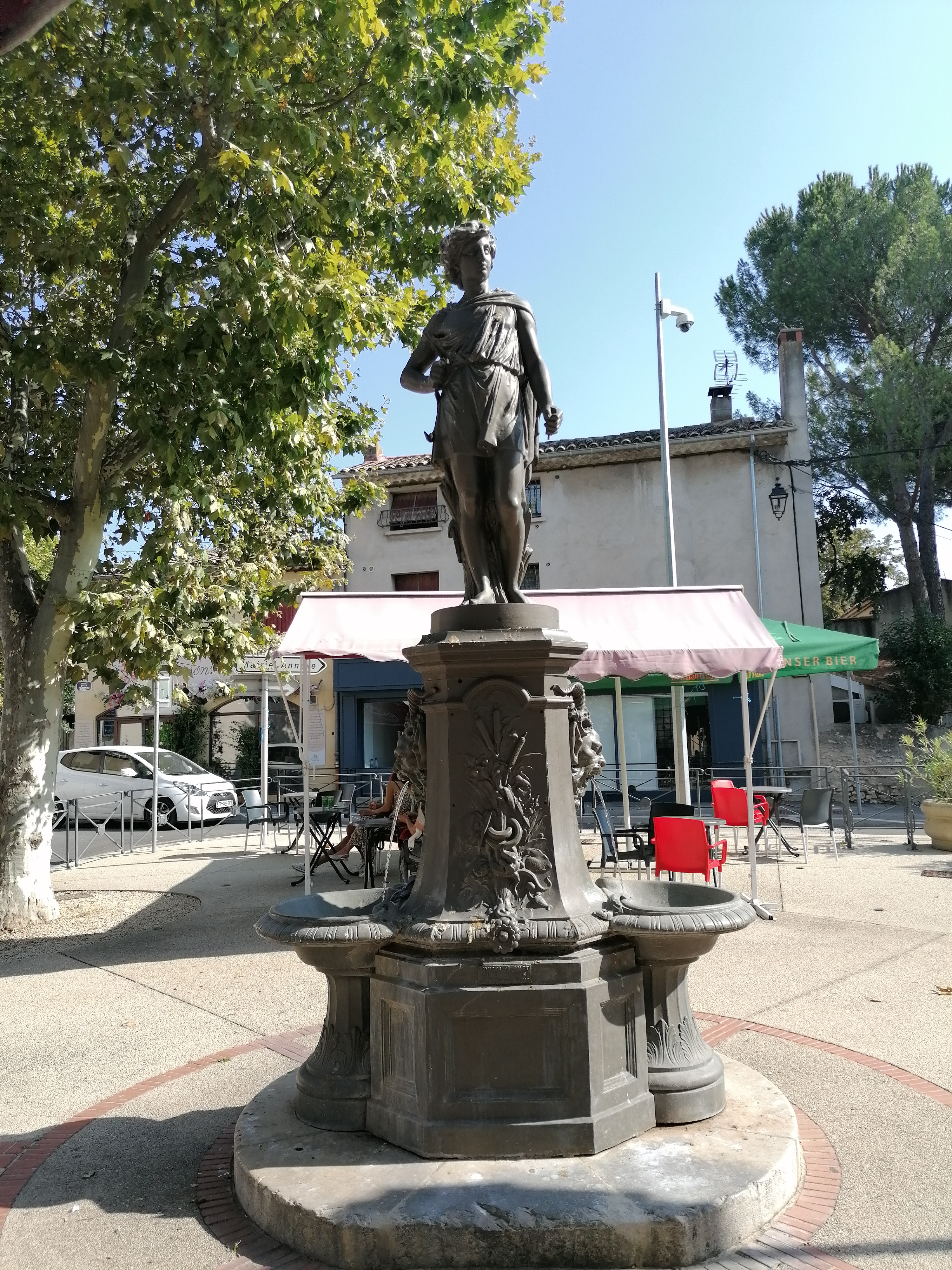
Fontaine de l'Éphèbe, Cours Marcel-Bremond

## Pages liées
- Histoire des eaux d'Aix-en-Provence
- Thermes romains d'Aix-en-Provence